# Tibet
Cet article concerne la région d'Asie centrale comprenant les différentes régions traditionnelles du Tibet. Pour la région autonome de la république populaire de Chine, voir l'article région autonome du Tibet.
Pour les articles homonymes, voir Tibet (homonymie).
Le Tibet, ou anciennement Thibet, (tibétain བོད་, Wylie : Bod, chinois : 西藏 ; pinyin : Xīzàng) est une région de plateau située au nord de l'Himalaya en Asie, habitée traditionnellement par les Tibétains et d'autres groupes ethniques (Monbas, Qiang et Lhobas) et comportant également une population importante de Hans et de Huis. Le Tibet est le plateau habité le plus élevé de la planète, avec une altitude moyenne de 4 900 m.
Sous l'appellation « Tibet historique », cette aire, revendiquée par le gouvernement tibétain en exil, est composée de trois régions traditionnelles :
- l'Ü-Tsang : dont la plus grande partie du territoire est comprise dans la région autonome du Tibet ;
- l'Amdo : éclaté entre les provinces du Qinghai, du Gansu et du Sichuan ;
- le Kham : dont le territoire est partagé entre les provinces du Sichuan et du Yunnan et la région autonome du Tibet)[2].

La superficie du Tibet varie de 1 221 600 km2 pour la région autonome du Tibet à 2 500 000 km2 pour le « Tibet historique » ou « Grand Tibet ». La capitale historique qui, traditionnellement, concentre l'autorité religieuse et temporelle du Tibet, est Lhassa.
Les Tibétains, dont le nombre est de six millions en Chine, parlent un des trois dialectes du tibétain, une langue de la famille tibéto-birmane, et pratiquent majoritairement le bouddhisme tibétain.

## Nomenclature
La question « Qu'est-ce que le Tibet ? » appelle bien des réponses. On peut définir ce territoire sous les angles géographique, ethnique et politique (Stephanie Roemer), mais aussi historique, linguistique et culturel.

### Étymologie
En tibétain, le Tibet se nomme Bod (tibétain : བོད་, Wylie : bod, THL : bö, dialecte de Lhassa API : pʰøʔ˨˧˨, pays). Certains érudits pensent qu'on trouve les premières références écrites à « Bod » dans le Périple de la mer Érythrée gréco-romain (Ier siècle) et le Manuel de géographie de Ptolémée (IIe siècle mentionnant le peuple Bautai, terme lui-même dérivé du sanskrit Bhauṭṭa que l'on retrouve dans la tradition géographique indienne.
Pour Léon de Milloué, on lui donna en français, depuis Guillaume de Rubruquis, les noms de « Tébeth,[...] Tébet, Thobbot, Tubet, Thibet et Tibet dérivés probablement des expressions tibétaines Thoub-phod « Très fort » ou Tho-Bod « Haut-Pays ».
Le nom chinois ancien le plus connu pour Tibet est Tubo, mais l'on trouve également les termes Wusiguo (du tibétain Ü (dbus)), Wusizang (du tibétain dbus-gtsang, Ü-Tsang), Tubote et Tanggute. L'exonyme chinois actuel pour la région ethniquement tibétaine est Zangqu (chinois : 藏区 ; pinyin : zàngqū ; litt. « Région Tibétaine » o), un dérivé métonymique du terme tibétain Tsang (gTsang) correspondant à la région du Tibet central autour de Shigatse, affublé de la dénomination de région (chinois : 区, qū).
Le terme Tibet ou Thibet date du XVIIIe siècle, et est un emprunt du terme sémitique Ṭībat ou Tūbātt, dérivé du turcique Töbäd (littéralement Hauteurs).

### Tibet géographique et ethnologique

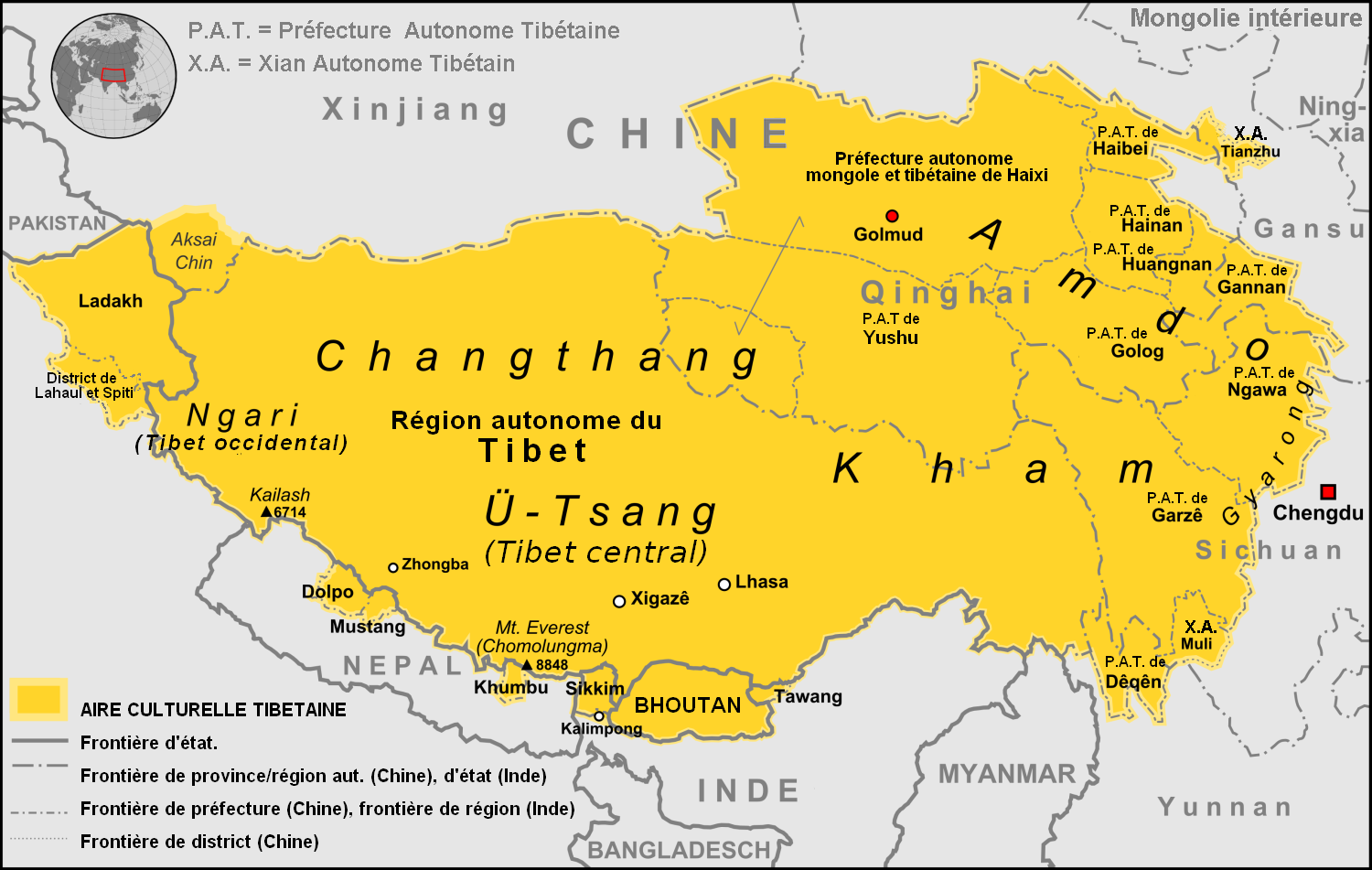
Carte de l'aire culturelle tibétaine.

Géographiquement, le Tibet est une région de plateau située au nord de l'Himalaya en Asie. Le plateau tibétain, le plus grand au monde et parfois appelé le « toit du monde », constitue le plateau habité le plus élevé de la planète, avec une altitude moyenne de 4 900 m. Il est bordé de trois gigantesques chaînes de montagnes : les monts Kunlun, la chaîne de l’Himalaya et le Karakoram (ou Karakorum), qui constituent autant de frontières naturelles.
Le Tibet ethnique ou ethnologique dépasse les frontières du plateau tibétain et englobe toutes les régions qui furent autrefois habitées uniquement ou majoritairement par des gens d’origine tibétaine, et inclut, outre les territoires tibétains en république populaire de Chine, le Bhoutan, certaines régions orientales, septentrionales, et occidentales du Népal, certaines régions du nord de l'Inde (Ladakh, Zanskar, Lahaul et Spiti Kinnaur, Arunachal Pradesh en partie et Sikkim), ainsi que le Baltistan au Pakistan,,. Des populations non tibétaines sont installées depuis des siècles dans certaines zones en bordure du Tibet ; comme c'est le cas par exemple de Hans autour de Xining et dans l'est du Kham, de Mongols autour du lac Kokonor et dans le bassin du Qaidam, de Hui, de Tu (ou Mongour), de Qiang, ou de Monba dans le sud de la Région autonome du Tibet et en Arunachal Pradesh.

### Tibet politique
Selon Melvyn Goldstein, l'historiographie tibétaine en Occident a pris l'habitude de distinguer le « Tibet politique », c'est-à-dire l'État resté sous le contrôle du gouvernement tibétain jusqu'en 1951, des autres régions habitées par des Tibétains. Ainsi, le diplomate et historien britannique Hugh Richardson, différenciait le « Tibet politique » , gouverné par le gouvernement tibétain depuis les temps les plus anciens et de manière continue jusqu'en 1951, du « Tibet ethnographique » comprenant également d'autres régions comme le Kham et l'Amdo, sur lesquels le gouvernement tibétain n'a exercé une juridiction que dans certaines régions et à intervalles irréguliers.
Anne-Marie Blondeau évoque la distinction faite par Melvyn Goldstein, entre « Tibet Politique » qui équivaudrait à la région autonome du Tibet, et « Tibet ethnographique », qui serait ceux que d'autres appellent « Tibet Historique » : « Ces définitions, pour commodes qu'elles soient nous semblent réductrices et dangereuses pour un éventuel règlement de la question tibétaine. Elles veulent nettement séparer le problème de la RAT de celui des provinces orientales incorporées dans les provinces chinoises. » Jean-Paul Mari précise que le Tibet a été divisé en 5 parties, la région autonome constituant environ un tiers du pays.[Information douteuse]

### Région autonome du Tibet (Xizang) et autres subdivisions autonomes tibétaines en Chine

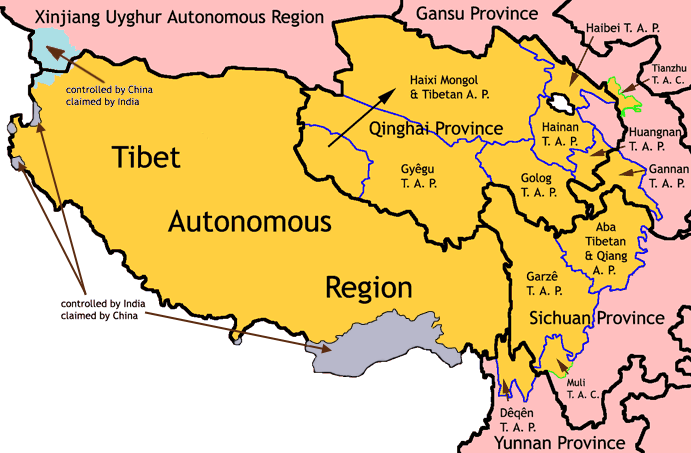
Les subdivisions administratives autonomes tibétaines de la république populaire de Chine.

La région autonome du Tibet est un ensemble administratif créé en 1965 par la république populaire de Chine, couvrant quelque 1,2 million de kilomètres carrés, et désignée sous le nom de « Tibet » par le gouvernement de la Chine mais aussi, selon Andrew Martin Fischer, par la plupart des médias occidentaux, ainsi que par des encyclopédies et des guides de voyage.
En mandarin cette entité administrative, dont la capitale est Lhassa, est appelée Xīzàng Zìzhìqū ou Xīzàng dans sa forme abrégée. Ainsi, lorsque la république populaire de Chine utilise le terme Tibet, elle fait référence à la région autonome du Tibet (l'une des cinq régions autonomes de la Chine) ; la Chine y inclut la plus grande partie de l'État indien de l'Arunachal Pradesh, dont elle et l'Inde revendiquent la possession.
La dénomination de Tibet pour cette région administrative est cependant contestée par des ethnologues, des historiens et des défenseurs de la cause tibétaine, qui jugent son périmètre excessivement restreint par rapport au Tibet géographique et ethnique, ce qu'ils imputent généralement à des motivations géopolitiques du gouvernement chinois,. Françoise Robin précise que cette réalité de « couverture géographique du Tibet » est connue des spécialistes mais elle est restée invisible du grand public.

#### Autres subdivisions autonomes
La république populaire de Chine a par ailleurs créé des subdivisions autonomes tibétaines dans les provinces chinoises du Qinghai, du Gansu, du Sichuan et du Yunnan (le Tibet oriental, correspondant approximativement au Kham et à l'Amdo). Ces subdivisions sont au nombre de douze avec dix préfectures et deux comtés.

### Tibet historique

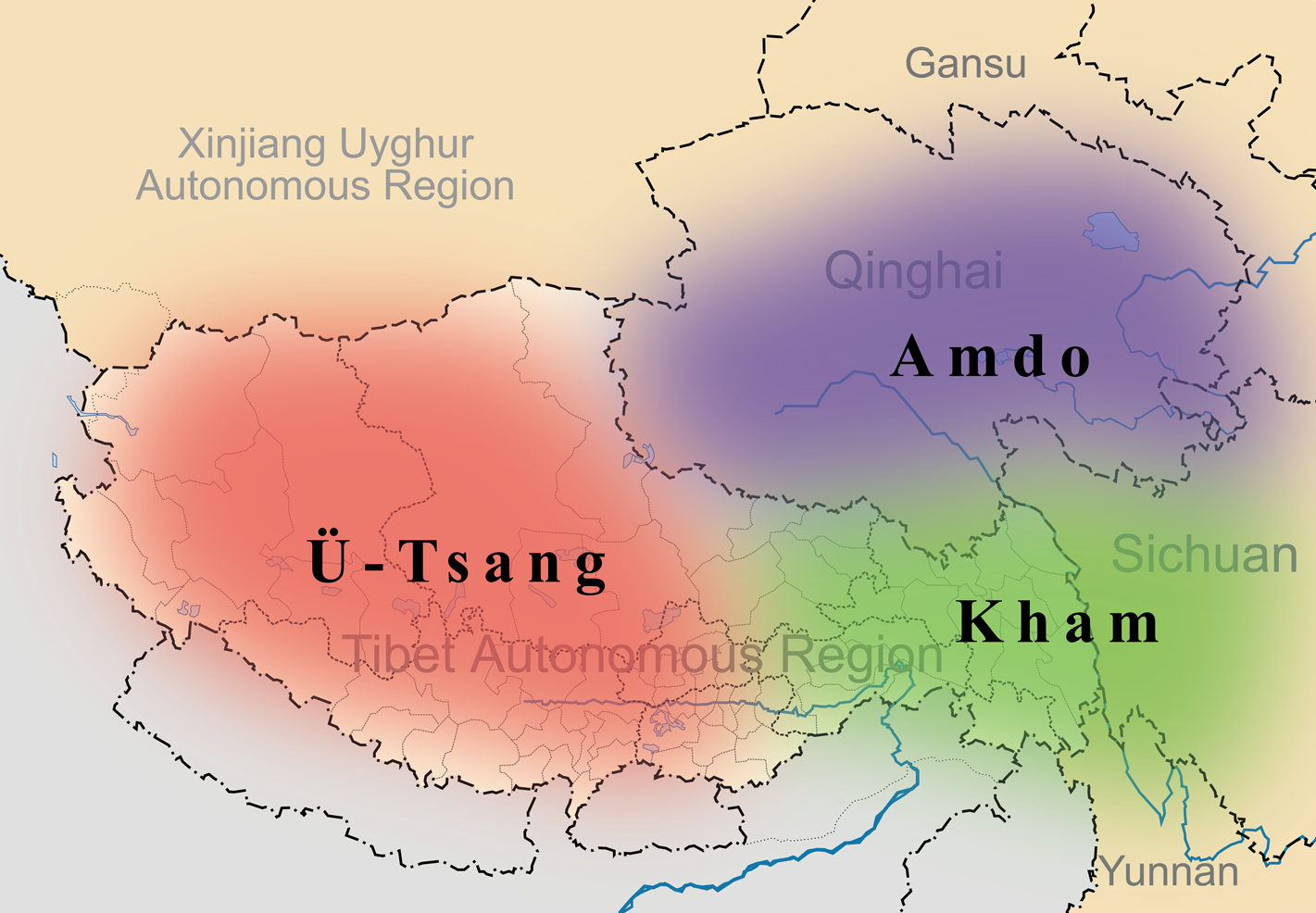
Situation approximative de l'Ü-Tsang du Kham et de l'Amdo), superposées aux provinces de la république populaire de Chine

Divers auteurs utilisent l'expression de « Tibet historique » pour désigner l'ensemble formé par la région autonome du Tibet, le Kham et l’Amdo,,,,,,. Cette expression de « Tibet historique », appliquée à l'ensemble de la région autonome du Tibet et aux préfectures et comtés tibétains, est présente également sur le site de l'association Free Tibet Campaign et sur le site World Tibet News.
Pour le 14e dalaï-lama, l'expression « Tibet historique » manque de précision, pouvant s'appliquer à diverses périodes : les VIIe, VIIIe et IXe siècles ou l'empire Yuan ou encore la dynastie des Qing.
Selon le gouvernement tibétain en exil et la diaspora tibétaine, le Tibet est composé de trois régions :
- l'Ü-Tsang, à l'ouest, correspondant à la partie centrale et occidentale de la région autonome du Tibet
- l'A-mdo, au nord-est, correspondant au Qinghai, au sud du Gansu, et au nord du Sichuan
- le Kham, au sud-est, correspondant à l'est de la région autonome du Tibet, à l'ouest du Sichuan et au nord-ouest du Yunnan.

Historiquement, le Ngari est la région plus à l'ouest qui n'a pourtant jamais fait partie de l'Ü-Tsang, il à constitué le Royaume de Gugé du Xe siècle au XVIe siècle.[réf. nécessaire]

### Grand Tibet
L'appellation « Grand Tibet » (en anglais Greater Tibet), dont l'acception correspond généralement à celle du Tibet historique ou ethnographique, est aujourd'hui principalement utilisée dans le cadre du débat sur la question de l'autonomie tibétaine et des relations entre la république populaire de Chine et le gouvernement tibétain en exil. Cette appellation est généralement utilisée par le gouvernement et les médias chinois lorsqu'ils se réfèrent au Tibet des trois provinces (Ü-Tsang, Kham, Amdo), et des revendications du gouvernement tibétain en exil. On la rencontre également parfois chez certains tibétologues, personnalités et médias occidentaux.
Pour le 14e dalaï-lama, l'appellation « Grand Tibet » est utilisée par le gouvernement chinois, alors que les autorités tibétaines en exil ne l'utilisent pas et se réfèrent aux régions de l'U-Tsang, de l’Amdo et du Kham dans leurs revendications d'autonomie pour les régions chinoises à population tibétaine,.

## Géographie
S'étendant d'est en ouest sur une distance d'environ 2 400 km, et du nord au sud sur environ 1 000 km, le plateau du Tibet est situé entre les longitudes 78°24' et 104°47' Est et les latitudes 26°2' et 40°3' Nord au cœur du continent asiatique. C'est un territoire gigantesque d'environ 2,5 millions de km2 (soit 5 fois la France) avec une altitude moyenne de 4,200 m, qui rassemble les plus hautes montagnes du monde.
Le plateau du Tibet est le château d'eau de l'Asie, étant la source de nombreux fleuves : le Yangzi Jiang, le fleuve Jaune, le Mékong, l'Indus, le Brahmapoutre, le Salween, l'Irrawaddy, le Sutlej et deux affluents du Gange (le Ghaghara et le Gandaki).

### Toponymie
Les noms de lieux romanisés en tibétain et chinois ont été changés depuis la promulgation du système unifié de romanisation par la république populaire de Chine, le pinyin : gZhi-ka-rtse devient ainsi Xigazê (en tibétain) ou Rìkāzé (en chinois). Aussi un même lieu au Tibet peut-il avoir de nombreuses graphies : les noms en caractères chinois, dont la transcription peut être en pinyin ou dans d'autres transcriptions, comme le Wade-Giles (anglo-saxons) ou la transcription EFEO (francophones), et le nom en tibétain, qui peut aussi être transcrit ou translittéré de différentes façons. Une solution souvent retenue est d'utiliser la translittération Wylie de l'orthographe tibétaine, selon l'usage des tibétologues aussi bien occidentaux que chinois, bien que celle-ci rende compte de l'orthographe et non de la prononciation.

### Climat

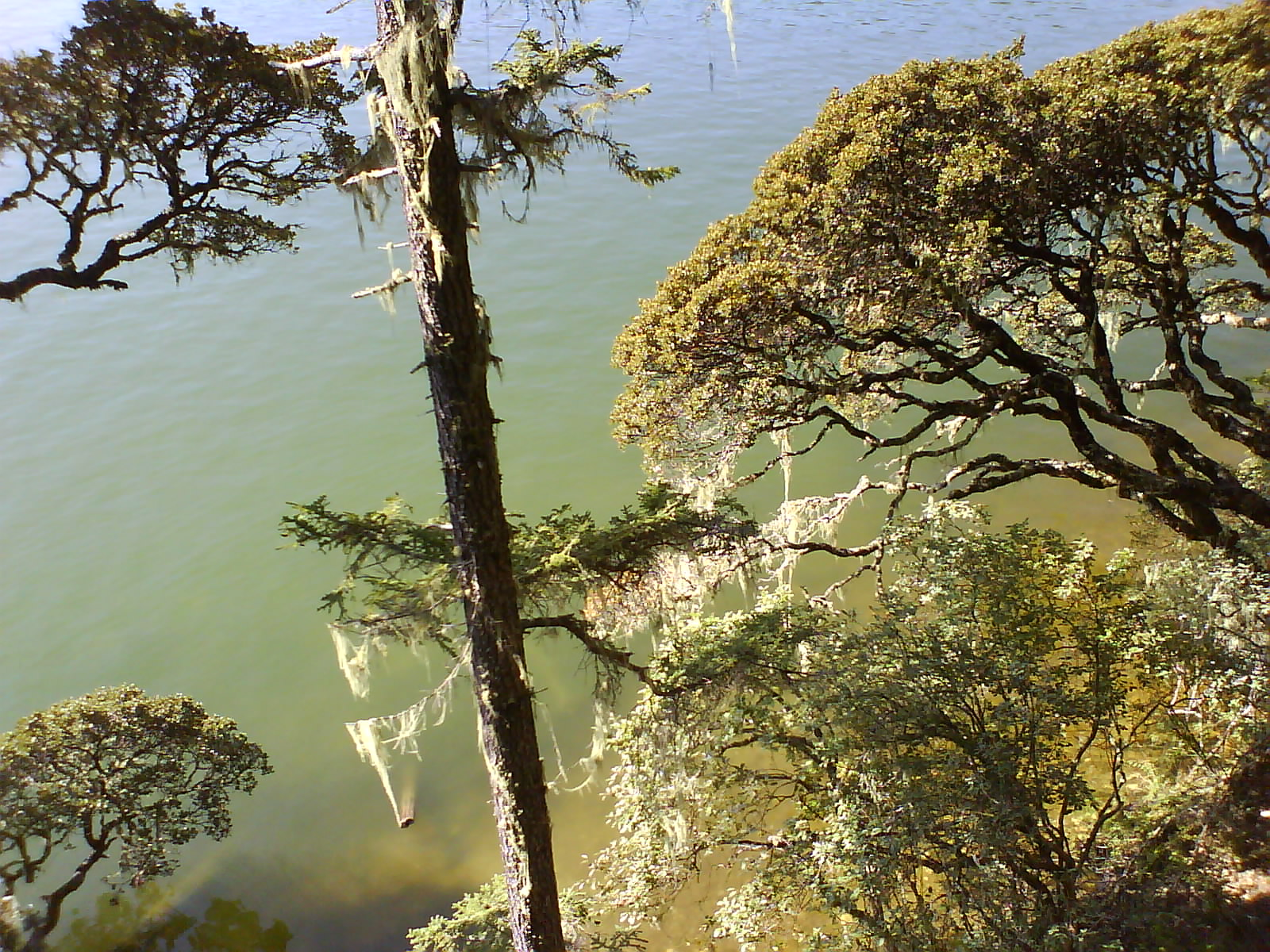
À 3700 m d'altitude, sur le plateau bas du Yunnan, la végétation est encore dense autour des lacs.

Le climat du Tibet est très continental, froid et sec. Paradoxalement, la température moyenne annuelle est supérieure à celle de l'atmosphère à une altitude équivalente (rayonnement de la terre). Cet effet provoque d'importants gradients nord-sud de pression, et participe activement au phénomène de mousson. Les changements de températures sont assez brusques sur le plateau du Tibet : par un temps ensoleillé et chaud, la température peut chuter brusquement de plusieurs dizaines de degrés, si des nuages viennent couvrir le ciel. L'amplitude thermique varie également très fortement entre la nuit et le jour.

### Géologie

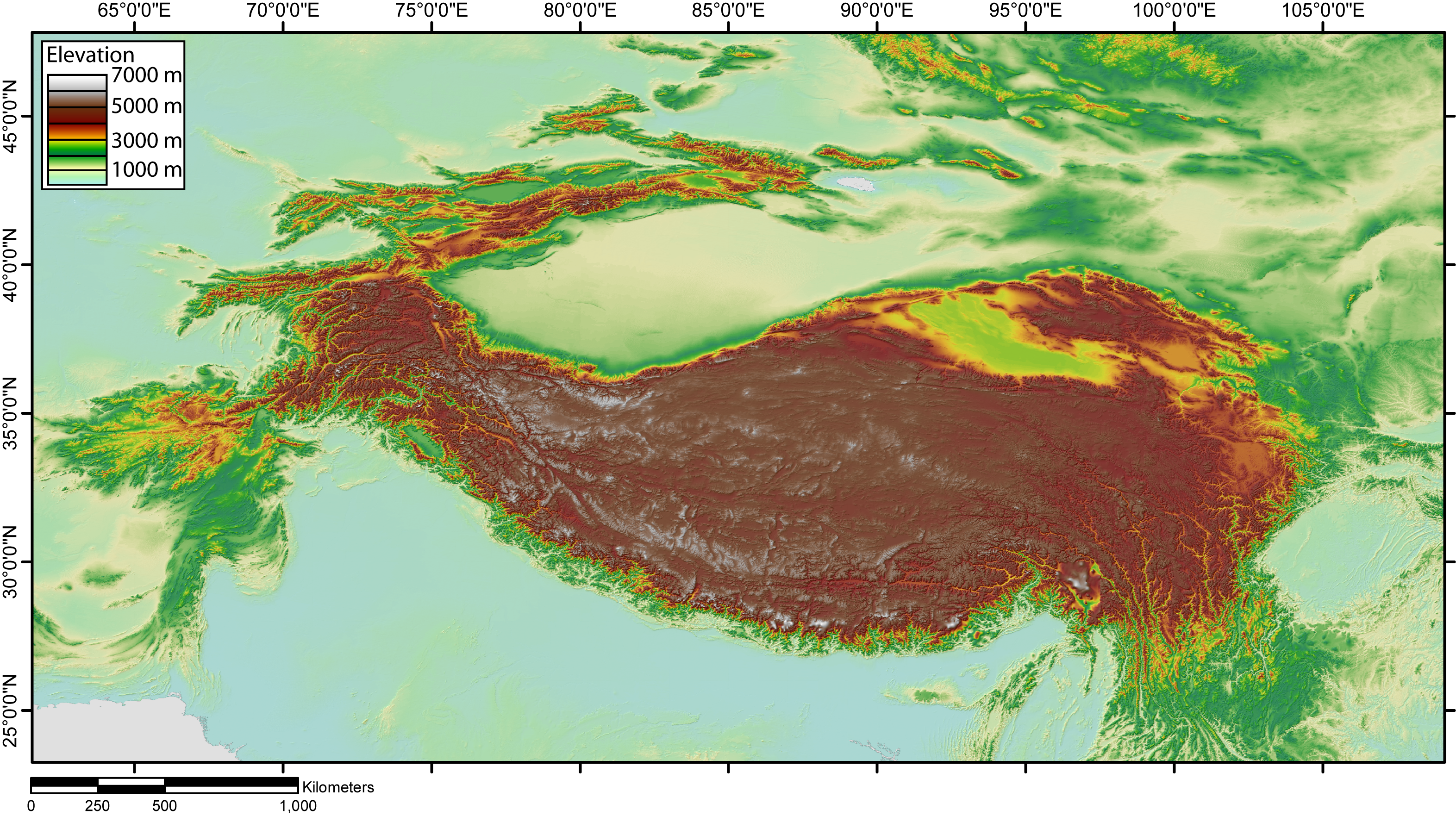
Modèle numérique de terrain du plateau tibétain et des chaînes de montagne périphériques.

Le plateau tibétain résulte de la collision depuis 50 millions d'années entre les plaques indienne et eurasienne. Il est de loin le plus haut (plus de 5 000 m) et le plus vaste plateau au monde (plus de cinq millions de km2).
Il est bordé par différentes chaînes de montagnes (Tien Shan au nord-ouest, Qilian Shan au nord-est, Himalaya au sud. Sa taille exceptionnelle résulte directement de la collision de l'Inde et de l'Eurasie, à une vitesse rapide (15 cm/an avant la collision, 5 cm/an actuellement). Les déformations associées à cette collision se retrouvent dans une grande partie de l'Asie, jusqu'en Sibérie. Le très faible relief du plateau, malgré la haute altitude, est lié aux limites rhéologiques de la croûte continentale : la collision provoque son épaississement (60 à 90 km d'épaisseur), soit plus du double d'une croûte normale. La croûte continentale contient des isotopes radioactifs du thorium, de l'uranium et du potassium qui produisent de la chaleur. Cette plus forte concentration d'isotopes radioactifs provoque un réchauffement de la croûte : elle devient « molle », et ne permet plus de supporter un épaississement plus important. On observe alors une déformation extensive (failles normales au sein même de la zone en compression) et la propagation de la déformation horizontalement. Les tremblements de terre sont fréquents sur le plateau du Tibet : afin d'en limiter les effets, les maisons sont construites autour de gros piliers faits de troncs d'arbres entiers.

### Ressources naturelles

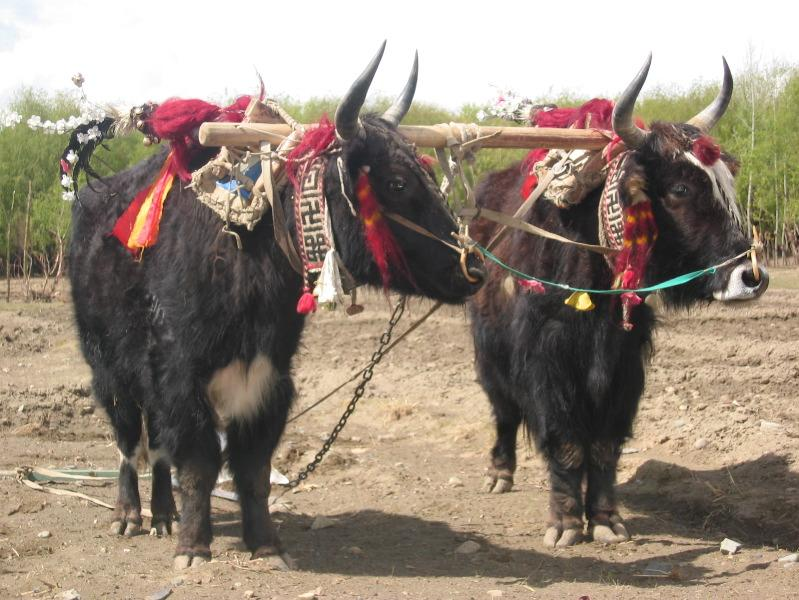
Yaks décorés.

#### Ressources hydrauliques et hydroélectriques
La première ressource naturelle du Tibet est l'eau. Le Tibet est en effet la source de nombreux fleuves : le Yangzi Jiang, le fleuve Jaune, le Mékong, l'Indus, le Brahmapoutre, le Salween, l'Irrawaddy, le Sutlej et deux affluents du Gange : le Ghaghara et le Gandaki. Le potentiel hydraulique et hydroélectrique est donc énorme. 30 % des ressources hydrauliques chinoises se situeraient au Tibet. Les réserves d'eau du Tibet et l'importance considérable de ces fleuves font du Tibet une sorte de « château d'eau de l'Asie ». C'est la raison pour laquelle, selon la journaliste Caroline Dubois, les deux géants asiatiques que sont la Chine et l'Inde convoitent cette ressource précieuse.

#### Ressources minières
Par ailleurs, le Tibet a de nombreuses ressources naturelles notamment en pétrole, en gaz, en bauxite, en étain, en arsenic, en charbon, en jade, en saphir, en quartz, en sel, en chrome, en cuivre, en borax, en uranium, en lithium, en fer, en or, en argent, en plomb, en zinc et en cobalt. Le potentiel du Tibet en ressources minérales est estimé à 78,4 milliards de dollars. Selon le Centre tibétain pour les droits de l'homme et la démocratie, l'ouverture des voies d'accès et l'exploitation des gisements miniers décidées par Pékin ont souvent été réalisées sans considération pour l'environnement et causé une pollution alarmante qui affecte l'hydrographie, l'atmosphère et les sols,. Selon le tibétologue Stéphane Gros, « le prétendu pillage par le gouvernement central (souvent dénoncé par ses détracteurs) des ressources naturelles du plateau tibétain ne serait pas », à ce qu'il paraît, « totalement vérifié au vu de leur faible contribution au produit intérieur. Il n'en reste pas moins que ces ressources, minières et hydrauliques notamment, restent très importantes et que c'est la perspective de leur exploitation prochaine qui est en jeu. Il aurait fallu mieux prendre en compte sur ce point l'investissement à long terme et les perspectives futures ».
Une enquête du Tibet Information Network, citée par Barry Sautman, indique que nombre des ressources minérales du Tibet sont inexploitables commercialement. La plupart des mines au Tibet sont de petites entreprises « artisanales ». Quasiment aucune mine exploitée par l'État dans les régions tibétaines n'est rentable. Le TIN cite des études constatant que la plupart des usines et mines au Tibet sont déficitaires, et que le gouvernement central compense le manque à gagner au taux de 2,14 yuan pour chaque yuan de perte. Les activités minières dans les zones tibétaines profitent aux responsables locaux, tibétains pour nombre d'entre eux, qui en tirent des revenus, et aux paysans et éleveurs locaux, qui en retirent de quoi payer leurs impôts. L'étude du TIN reconnaît que l'exploitation minière en république populaire de Chine répond traditionnellement à des nécessités de production et non de profit. Pour s'alimenter, l'industrie chinoise trouvera des ressources minérales moins chères à l'étranger qu'au Tibet, si bien que l'extraction minière, tout comme l'exploitation forestière, diminuera probablement. Un seul gisement minier au Tibet semble intéresser des pays étrangers.

### Protection du milieu naturel
L'équilibre écologique du plateau tibétain est très fragile en raison du climat et de l'altitude qui ralentissent le renouvellement biologique. Selon le gouvernement tibétain en exil, on y trouve une biodiversité importante, comparable à celle de la forêt amazonienne, elle connaissait en 2000 un très rapide déclin,. Selon le gouvernement de la région autonome du Tibet, des plans de reboisement et de meilleure gestion des prairies ont été mis en place afin de compenser la croissance de la demande, liée à l'allongement de la durée de vie dans ces régions.
Une partie du Tibet est aujourd'hui encore considérée comme une des dernières zones écologiques vierges de notre planète ; il s'agit du nord-ouest du Chang Tang ou plateau Tibétain, au sud du désert du Taklamakan dans le Xinjiang. Michel Peissel l'a partiellement exploré avec son équipe.
Les régions tibétaines s'étendent de la haute steppe glacée jusqu'aux déserts des hauts plateaux, aux forêts tropicales, et aux prés alpestres. Elles concernent la région autonome du Tibet, les provinces limitrophes du Qinghai, du Sichuan et du Yunnan, et la province non limitrophe du Gansu. Le Tibet est également la source de l'ensemble des grands fleuves d'Asie, comprenant le Gange, le Salween, le fleuve Jaune, le Mékong, le Brahmapoutre, le Yangzi Jiang (ou Yangtzé), le Sutlej et l'Indus ; ils sont alimentés par des précipitations moyennes de 100 mm dans le nord du pays jusqu’à plus de 1 000 mm dans le sud-est, mais avec le réchauffement climatique, ces fleuves tendent à se tarir. En raison d'une pluviométrie très basse en 2009, la production hydroélectrique devrait chuter de 30 %, ce qui a justifié la construction d'une centrale thermique de 100 MW pour alimenter Lhassa. Pour Nathan Hill, la fonte des glaciers himalayens, bien que grave, ne fera pas courir de risque à l'alimentation en eau de l'Asie car l'apport de la fonte des glaces au débit de la plupart des grands fleuves d'Asie, est marginal en comparaison de celui de la mousson annuelle.
Le 5 juin 2012, lors d'une conférence sur l'environnement organisée par le 17e karmapa et le porte-parole du parlement tibétain en exil Pempa Tsering, ce dernier expliqua l’importance de l’écologie du Tibet pour les pays voisins, dont l’Inde, le Bangladesh, la Birmanie et le Laos. En cas de désastre écologique, affirme-t-il, la vague de réfugiés environnementaux éclipserait celle de tous les autres réfugiés.
Le poète Jean Dif, qui voyagea dans la région autonome du Tibet en septembre - octobre 2004, déclare dans ses carnets de route que, « malgré les dégâts causés par l'exploitation minière intensive et la déforestation, souvent dénoncées, le Tibet reste l'un des endroits les moins pollués de la planète, au moins dans les lieux qu'[il a] traversés. La pureté de l'air et la limpidité des eaux l'attestent ».

#### Déboisement, avant et après 1951
Les dégâts du déboisement dans la région de Chamdo, capitale du Kham, dans les années 1940, sont notés par l’opérateur radio Robert W. Ford : les collines étaient nues et érodées, il ne restait que quelques bosquets de sapins.
Selon Jean-Paul Ribes, fondateur du Comité de soutien au peuple tibétain, des zones forestières autrefois verdoyantes comme le Kongpo au sud-est du Tibet, ont été transformées en un paysage lunaire. En 1949, les forêts recouvraient 222 000 km2, soit plus d'un tiers de la superficie de la France. En 1989, la moitié de la surface de la forêt était rasée. Selon une étude du World Watch Institute datant de 1998, la déforestation atteindrait 85 %. En l’an 2000, on a estimé, que 80 à 90 % des forêts qui protégeaient le sol sur les montagnes en amont du bassin du Yangzé Kiang avaient été détruites.
Le déboisement cause de graves problèmes d'érosion et de glissements de terrain, et représente l'une des causes de l'augmentation du niveau de la vase et du relargage de sédiment des fleuves tels que le Yangzi Jiang ou le fleuve Jaune, qui représente 10 % du relargage de sédiments dans le monde. Selon certains experts, cités notamment par Tibet Information Network, les effets dépassent maintenant le Tibet et se traduisent par des inondations dévastatrices en Chine continentale, en Inde et au Bangladesh,. D'après un rapport publié en 2000 par le ministère de l’information et des relations internationales du gouvernement tibétain en exil, et un rapport du National Center for Atmospheric Research, un institut de recherche américain, et des scientifiques chinois, le gouvernement chinois a reconnu le rôle de cette déforestation massive dans les inondations catastrophiques de 1998, on a recensé entre 3 600 et 10 000 morts, 223 millions de sinistrés et des millions de sans-abris à la suite des crues du Yangzi jiang,,.
Selon Jack D. Ives et Bruno Messerli, cités par Dorothy Klein, le déboisement est une affaire à long terme, il remonte non pas à 1950 mais peut-être à des centaines d'années en arrière, voire un millier d'années. Ils font valoir que les tourbières qui existent et les arbres qui subsistent à haute altitude témoignent du fait qu'il y avait autrefois davantage de forêts au Tibet ; de plus, la société n'aurait pas pu financer la construction d'institutions religieuses aussi nombreuses et aussi grandes si tout le bois avait dû être importé.

#### Reboisement après 1951
Selon le gouvernement régional, depuis plus de 50 ans, plus de 70 000 ha de forêts artificielles ont été créés au Tibet. Différents ouvrages tels que les rideaux d’arbres au bord du Changjiang et du Yarlung Zangbo. 6 700 ha de champs abandonnés ont été reboisés sur un projet comptant le reboisement de 53 000 ha de terres agricoles abandonnées.

##### Lutte contre la désertification
Pour combattre la désertification dans le xian de Nêdong (préfecture de Lhoka, dans le sud de la région autonome), en particulier le long du fleuve Yarlung Zangbo, les habitants, depuis 2005, ont construit une muraille de verdure de 20 000 hectares, clôturé et mis en défens 10 000 hectares et installé des réseaux d'irrigation.
Au sud de la ville de Shiquanhe, dans le xian de Gar (préfecture de Ngari, dans l'est de la région autonome), 2 532 acres de terres ces dix dernières années ont été plantées d'arbres et d'herbes pour lutter contre la désertification causée par la coupe de presque toute la végétation arbustive comme bois de chauffage.

#### Réserves naturelles et zones protégées
Le gouvernement chinois a mis en place des réserves naturelles protégées, comme le Parc national de Pota tso afin de préserver faune et flore.
Dans la province de Qinghai, la réserve naturelle des Sources des trois rivières est la plus grande réserve naturelle de Chine.
Des équipes de lutte contre le braconnage ont été mises en place, comme la patrouille sauvage de Kekexili qui lutte contre le braconnage de l'antilope du Tibet en voie de disparition, et dont le travail a donné lieu à un film destiné à sensibiliser la population locale.

#### Lutte contre la pollution
Le gouvernement de la région autonome du Tibet interdit les projets industriels très polluants et gourmands en énergie tels que les usines de fabrication de pâte à papier, ainsi que les fonderies, les aciéries et les usines chimiques.
Depuis 2011, Lhassa possède une usine de traitement des eaux usées, conçue pour traiter 50 000 tonnes d'eaux usées par jour. Avant 2011, ces eaux étaient rejetées sans traitement dans les rivières. Pour sa construction, il a fallu tenir compte de l'altitude élevée, de la pression atmosphérique, des températures basses, et de la rareté de l'oxygène à Lhassa.

#### Extraction de l'uranium au Gansu (1980-2002)
Selon Raymond Meyers, de l’association Les Amis du Tibet, Luxembourg, en 2002, le ministère d'État de l'industrie nucléaire a fermé la mine d'uranium de Têwo, située dans la préfecture autonome tibétaine de Gannan, dans la province de Gansu, qui avait été ouverte en 1980. Meyers affirme que le matériel radioactif a été incorrectement manipulé, induisant un nombre élevé de cancers et de malformations congénitales chez les populations avoisinantes et que le corps médical tibétain a attribué près de la moitié des décès dans la région à une variété de cancers liés à la radioactivité et à des maladies du système immunitaire. Le bétail a souffert également d’un taux de mortalité exceptionnellement élevé. L’environnement est devenu une terre stérile.

#### Centre de recherches sur les armes nucléaires au Qinghai (1962-1987)
Selon Raymond Meyers, près des rives du lac Kokonor (district de Haiyan, préfecture autonome tibétaine de Haibei), dans la province du Qinghai, Deng Xiaoping supervisa la construction d'un centre de recherche d'armes nucléaires au début des années 1960 appelé la Neuvième Académie. C'est là, entre 1958 et 1964, que furent mises au point la première bombe atomique chinoise et, deux ans plus tard, la première bombe à hydrogène chinoise, lesquelles furent testées sur le site de Lop Nor au Xinjiang.
Aujourd'hui, cette base est déclassifiée et ouverte au public. Fermée en 1987, elle avait été cédée au gouvernement local en 1993. On peut en visiter certaines parties : laboratoire de recherche, salle des commandes, salle de production d'électricité et salle de transmission télégraphique. Un musée a été établi à la base de Xihai. Des hôtels et des restaurants ont été construits dans le bourg,.

#### Gestion des polluants radioactifs et déchets nucléaires (Qinghai et Gansu)
Selon International Campaign for Tibet, l'agence de presse chinoise Xinhua rapporte, en 1995, l'existence d'un « dépôt de 20 m2 pour les polluants radioactifs » dans la préfecture autonome tibétaine de Haibei, près des rives du lac Kokonor,.
En 1993, la Chine entreprit la construction d'un centre de retraitement des déchets nucléaires dans une région aride de la province de Gansu. Ce centre était censé avoir une première capacité de traitement 60,000 m2 de déchets radioactifs, devant être portée ensuite à 200 000 m2. À l’époque, aucune précision n’avait été apportée sur le mode de traitement et d'entreposage des déchets radioactifs.
Selon le gouvernement tibétain en exil, il existe plusieurs sites fortement contaminés par la radioactivité sur le plateau du Tibet. Il affirme que les effets des polluants radioactifs déversés dans l’eau du plateau tibétain se feront sentir bien au-delà car dix des plus grands fleuves d’Asie y prennent source. De plus, les vents de haute altitude qui soufflent au Tibet peuvent transporter la radioactivité à de grandes distances,.

## Histoire

### Empire tibétain

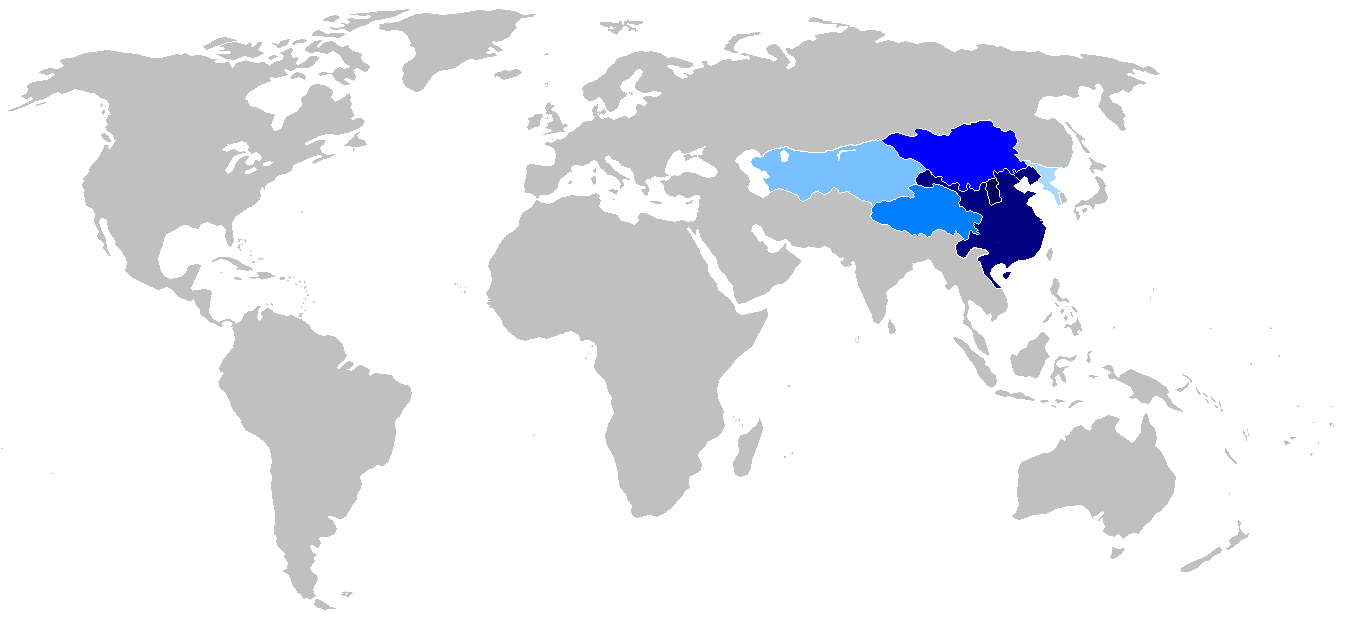
L’empire tibétain et son voisin chinois au VII
Empire tibétain (Royaume de Tubo)
Chine des Tang
Territoires turcs orientaux disputés entre plusieurs peuples, sous contrôle chinois de 630 à 682
Territoires turcs occidentaux disputés entre plusieurs peuples, sous contrôle chinois de 642 à 665

#### Première diffusion du bouddhisme
Au VIIe siècle, le Tibet unifié est fondé par Songtsen Gampo, qui crée par la guerre un vaste et puissant empire, qui, à son apogée, s'étend sur une bonne partie de l'Asie y compris certaines parties de la Chine.
Afin de consolider ses alliances politiques, il prend pour épouses la princesse népalaise Bhrikuti, fille du roi Amsuvarma, et la princesse chinoise Wencheng Gongzhu, nièce de l'empereur Tang Taizong. Les Tibétains attribuent l’introduction du bouddhisme et la fondation du temple de Jokhang à ces deux reines, considérées comme deux incarnations du bodhisattva Tara.
Entre 742 et 797 (?), Trisong Detsen, deuxième « roi selon la doctrine bouddhique », fait du bouddhisme la religion d'État, invite des maîtres indiens, dont Padmasambhava, Shantarakshita et Vimalamitra, à qui est attribuée l'introduction du bouddhisme tantrique au Tibet. Il y a traduction de textes bouddhiques du sanskrit en tibétain. L'expansion de l'empire se poursuit. Les Tibétains occupent la capitale chinoise Xi'an (Xi'an) en 763.

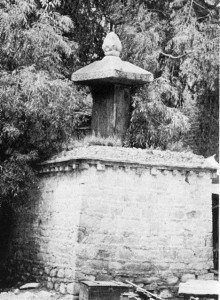
Le Doring ou stèle devant la porte principale du Temple de Jokhang à Lhassa, 1950

De 815 à 838, Tri Ralpachen est le troisième « roi selon la doctrine bouddhique ». On assiste à de nombreuses traductions en tibétain de textes bouddhiques sanskrits et chinois. La Chine et le Tibet signent plusieurs traités de paix. Le traité de paix sino-tibétain de 822, gravé sur trois piliers dont l'un est encore visible à Lhassa, place Chinois et Tibétains sur un rang d'égalité et établit les frontières entre les deux pays.
De 838 à 842, sous le règne de Langdarma, qui fut assassiné par un moine, on assiste à la fin de la « première diffusion du bouddhisme » et le pays est à nouveau morcelé en petits fiefs.

#### Deuxième diffusion du bouddhisme

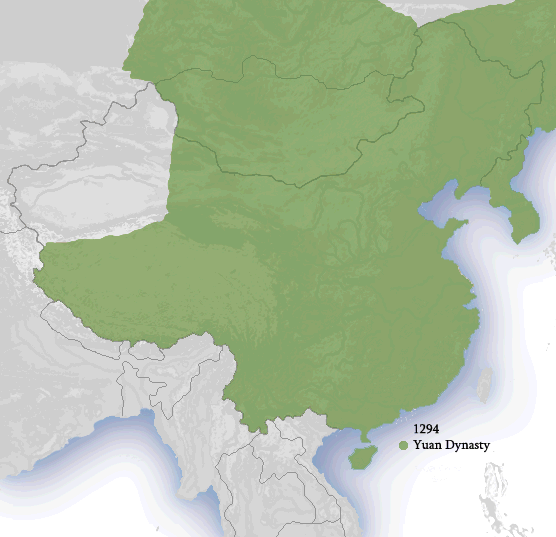
Chine, Dynastie Yuan mongole, 1294.

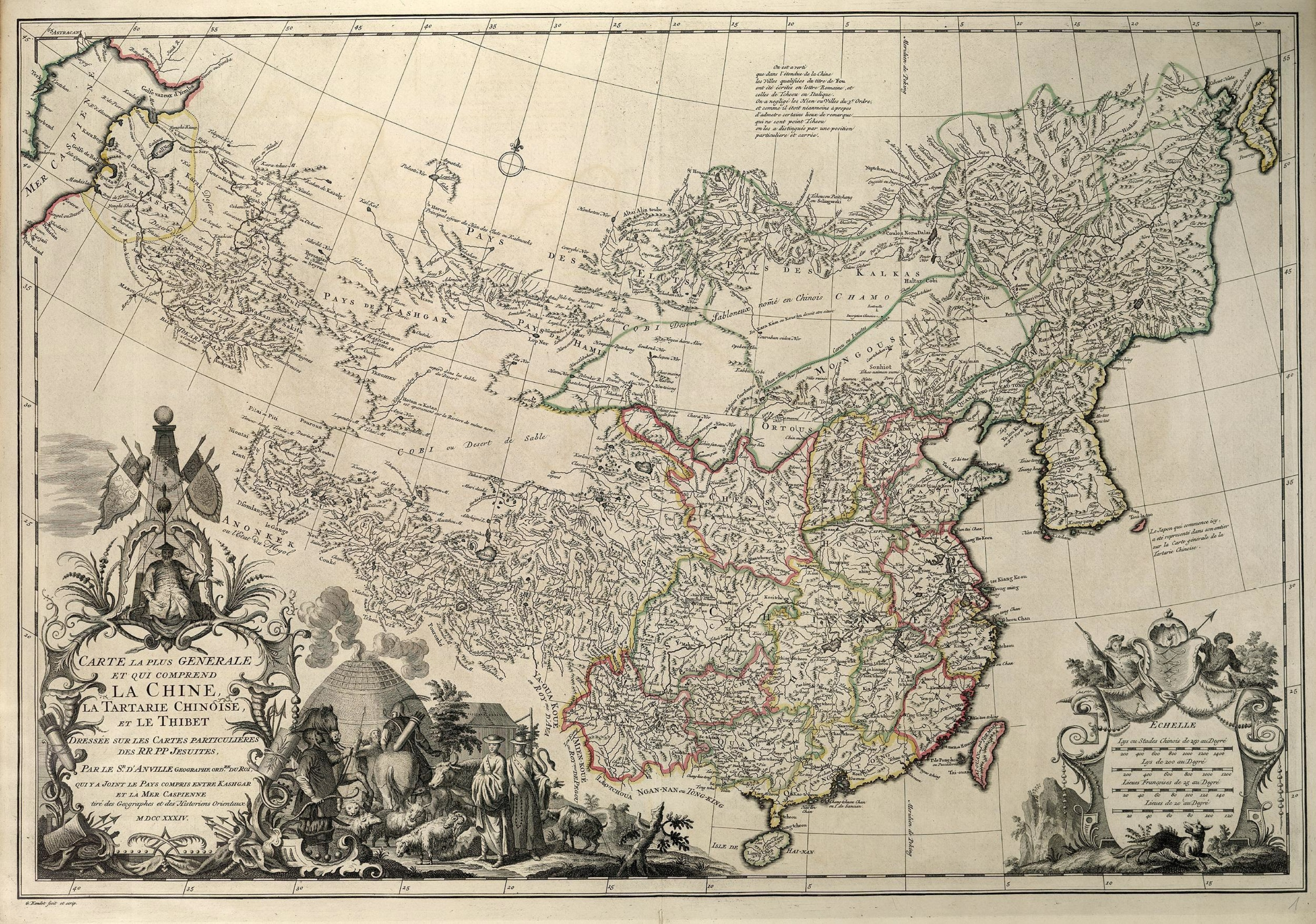
Carte de la Chine, de la Tartarie-chinoise et du « Thibet » en 1734 par Jean-Baptiste Bourguignon d'Anville.

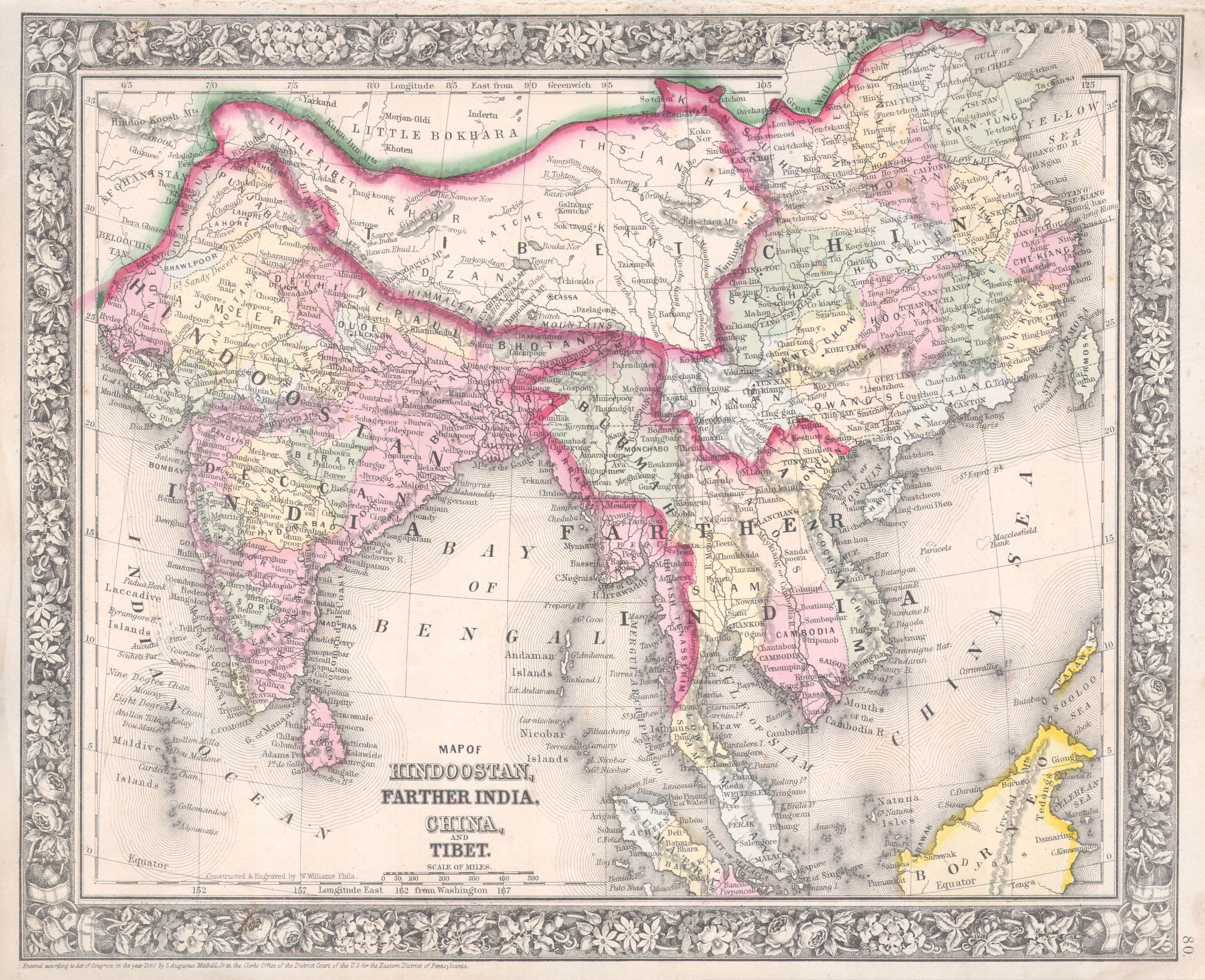
Carte de la Chine et du Tibet en 1864 par le géographe Samuel Augustus Mitchell.

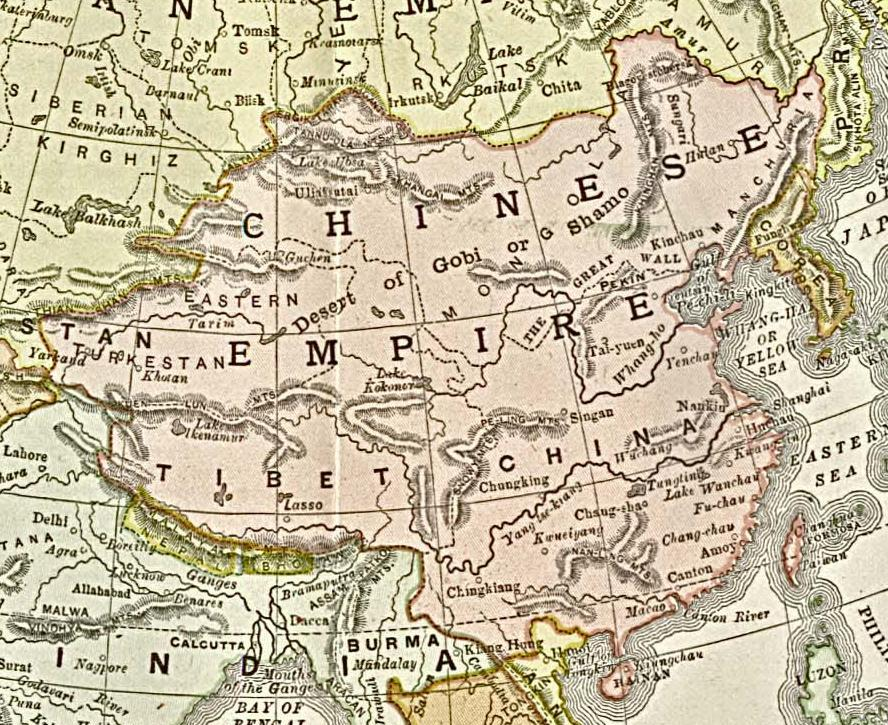
Carte de 1892 de l’« Empire chinois ». Le Tibet y est représenté inclus, comme le Turkestan oriental et la Mongolie.

De la deuxième moitié du Xe siècle au XIIe siècle, on assiste à la deuxième diffusion du bouddhisme au Tibet. Des Tibétains se rendent en Inde auprès de grands maîtres. L'activité de traduction de textes bouddhiques reprend. Plusieurs grands maîtres fondent des écoles, ainsi Marpa le traducteur (1012-1097), dont un disciple, le célèbre Milarépa (1040-1123), est à l'origine de l'ordre des kagyus, et Khön Köntchok Gyalpo (1034-1102), qui fonde en 1073 l'ordre des Sakya. Enfin, Atisha, moine indien, arrive au Tibet en 1042 et fonde l'ordre des kadampas. Ce dernier ordre influera tant les ordres existants qu'il se répandra dans les autres ordres et disparaitra en tant que tel dans les siècles suivants. L'école se référant à la première diffusion du bouddhisme prend le nom de Nyingma (« les Anciens »).
Cette diffusion s'étendra aux Mongols qui, s'ils s'imposent d'abord politiquement au Tibet, finiront par adopter le bouddhisme tibétain à partir de la dynastie Yuan.

### Le Tibet sous la domination des Mongols
Selon Luciano Petech(p194), avant 1240 il n'y avait pas de contact entre le Tibet central et les Mongols. Puis, les Mongols ont alterné des attaques militaires violentes et des négociations afin d'obtenir une influence politique au Tibet par le biais du clergé lamaïste, donnant la préférence aux Sakyapa. Dans les années 1268-1270, le Tibet est organisé comme une région spéciale de l'empire Yuan, dirigée conjointement par l'empereur et les Sakyapa, représentés par un Précepteur impérial (ti-shih) résidant à Pékin. Ce partenariat fonctionnait à la fois au niveau local et des tribunaux. L'abbé de Saskya, lorsqu'il n'était pas identique au Précepteur impérial, était apparemment limité à un rôle spirituel. Le statut du Tibet était différent de celui d'États subordonnés comme la Corée ou l'Idiqut ouïgour, parce qu'il n'avait pas de dirigeant local résidant au Tibet même. Une opposition clandestine dirigée par les lamas de Brigung (en) éclatait à l'occasion, finalement écrasée en 1290. Après cette date, le pays fut pratiquement intégré à l'empire Yuan jusqu'au milieu du XIVe siècle. La révolte des Phagmogrupa, héritiers des Brigung, a rompu les liens du Tibet avec la Chine, à l'exception des missions de cérémonie, « et a rétabli l'indépendance du Tibet pendant près de quatre siècles(p194) » (nonobstant d'éventuels tributs).
De 1270 à 1350, le Tibet se trouve sous le contrôle administratif de la dynastie Yuan à la suite de sa conquête par les chefs mongols Ködan Khan et Möngke Khan et l'unification de ses principautés religieuses et laïques. Fondée par Kubilaï Khan, la dynastie Yuan s'appuie sur la lignée des sakyapa du bouddhisme tibétain pour administrer le Tibet, recevant en échange ses enseignements spirituels. Depuis Pékin, un conseil général (xuānzhèngyuàn) administre les affaires religieuses et séculières du Tibet sous la houlette du tuteur ou précepteur impérial (dishi). Les régions de l'U et du Tsang sont divisées en 13 myriarchies (trikkor tchousoum), qui doivent chacune verser un tribut aux Mongols et leur fournir des soldats. À leur tête se trouvent treize myriarques (tripeun) nommés parmi les familles nobles ou les lignées religieuses.
La première mesure administrative prise par les Mongols est un recensement couvrant le Tibet central. La deuxième mesure est l'instauration d'un système de relais de poste permettant la circulation rapide des émissaires impériaux comme des cavaliers porteurs des nouvelles ou des ordres du gouvernement de Pékin. Ces mesures et d'autres concernant les impositions et les milices, sont instaurées en 1268-1269. Les Yuan instaurent également des lois qui prévalent dans l'ensemble des provinces chinoises et l'usage du calendrier. Ils interviennent directement dans les grandes décisions administratives comme la nomination et le renvoi des hauts fonctionnaires.

#### Instauration de la régence sakyapa
Le moine tibétain Drogön Chögyal Phagpa (1235-1280), chef de l'école sakyapa, rejoint la cour mongole de Kubilaï Khan et devient le précepteur spirituel de ce dernier. Kubilaï le nomme régent (dishi) de la région et lui donne le « pouvoir de régence sur les treize myriarchies du Tibet ».
1357 voit la naissance de Tsongkhapa, fondateur de l'ordre des Gelugpa (les « Vertueux »), école dont seront issus les dalaï-lamas.

### Le Tibet durant la dynastie Ming
En 1368 débute la dynastie chinoise des Ming qui durera jusqu'en 1644. Selon les historiens de la république populaire de Chine, la dynastie Ming patronnait l'activité religieuse du Tibet, mais également agissait en tant que souverain de la région tibétaine. Cependant pour la plupart des historiens hors de la RPC, la relation du Tibet et de la Chine était celle de la suzeraineté, et les titres Ming seulement nominaux, le Tibet restant une région indépendante hors du contrôle Ming, payant simplement un tribut jusqu'au règne de Jiajing (1521-1566), qui mit fin aux relations de la Chine avec le Tibet.

### Instauration d'une théocratie auXVIIe
Au XVIe siècle, les gelugpas font appel à Güshi Khan, chef de la tribu mongole des Qoshots. Celui-ci envahit le Tibet en 1640, tue le roi du Tsang (Karma Tenkyong Wangpo) en 1642,,, et donne le pouvoir à l'abbé du monastère de Drépung, Lobsang Gyatso, le Ve dalaï-lama, qui instaure, selon Samten G. Karmay, une théocratie marquée par la suprématie absolue du clergé et la subordination des laïcs (ou civils) à ce dernier.

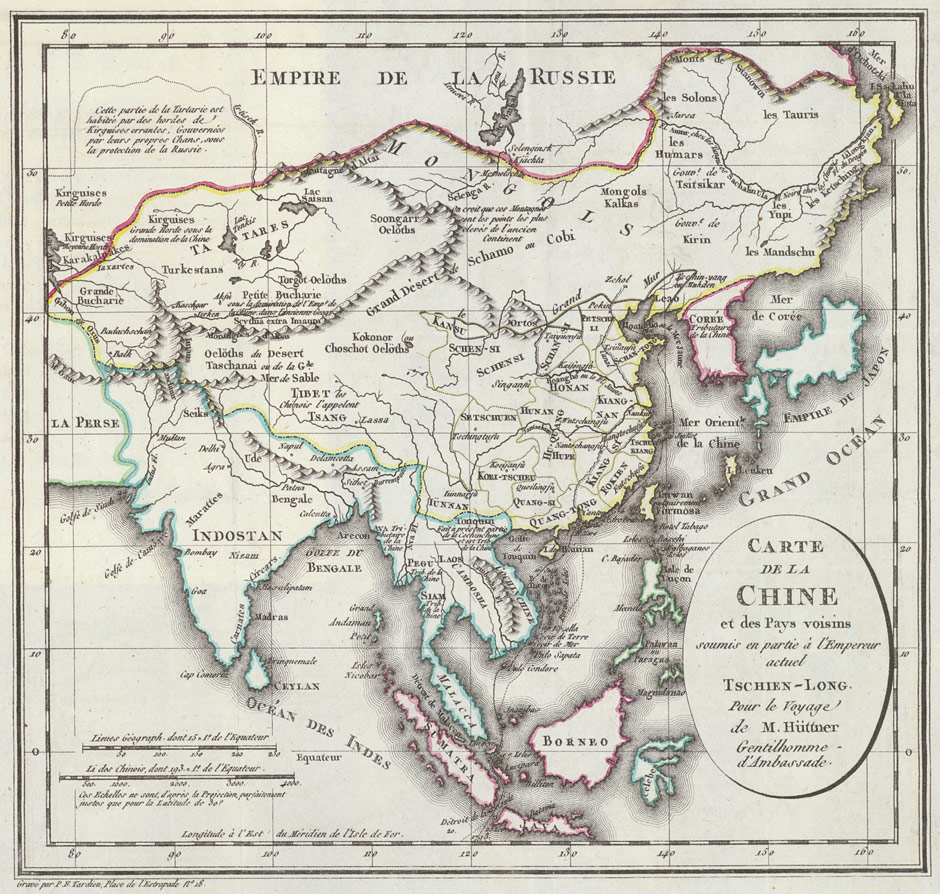
Carte de la Chine en 1789 par Johann Christian Hüttner

De 1643 à 1959, le gouvernement du Tibet, à la tête duquel alternent le dalaï-lama et le régent du Tibet, n'est pas représentatif en raison de sa nature théocratique.
Nombre d'orientalistes, de voyageurs et d'auteurs signalent la nature théocratique du régime tibétain. Léon Feer évoque l'« étrange théocratie » du Tibet ; Jacques Bacot emploie l'expression « théocratie tibétaine » ; Amaury de Riencourt parle de « la théocratie du Tibet » ; Abdul Wahid Radhu évoque les bonnes relations qu'entretenaient les musulmans avec les autorités de « la théocratie bouddhiste que le Tibet constituait » ; Stéphane Guillaume voit dans la dalaï-lama « le chef théocratique du gouvernement tibétain » ; Claude B. Levenson voit dans le Potala « un des symboles les plus imposants de la théocratie tibétaine ».
D'autres auteurs (les tibétologues Ishihama Yumiko et Alex McKay), utilisent le terme de gouvernement bouddhiste, union des fonctions spirituelle et temporelle, pour décrire le gouvernement développé par le 5e dalaï-lama (1617-1682), qui influencera les Mongols et les Mandchous,.
En 1950, le Tibet est encore une théocratie bouddhiste, qualifiée par Dawa Norbu d'« isolée, fonctionnelle, peut-être unique en son genre parmi les divers régimes politiques du monde moderne ».

#### Structuration du gouvernement
Selon Roland Barraux, le gouvernement tibétain créé par le 5e dalaï-lama s'est laïcisé et structuré en passant de Drépung au Potala.
Selon Fosco Maraini, si le dalaï-lama est le chef de l'État et du gouvernement, les laïcs occupent également de hautes fonctions dans l'administration des affaires publiques. Dans son ouvrage Tibet secret, il décrit ainsi le gouvernement du Tibet : le dalaï-lama dirigeait tant les affaires religieuses que laïques, à l'aide de deux organes principaux du gouvernement :
- le conseil religieux, Yik-tsang, composé de quatre membres de la communauté monastique,
- le conseil des ministres, Kashag, créé en 1721 par l'Empereur Kangxi[105], composé de quatre membres, Shapé, dont trois laïcs et un religieux.

Le premier ministre religieux, Chikyap Chempo, et le premier ministre laïc, Lönchen, faisaient la liaison entre les conseils et le dalaï-lama. L’ensemble des ministres du conseil laïc contrôlait les affaires politiques, judiciaires et fiscales du Tibet.

### Empire mandchou
Le 5e dalaï-lama, qui rendit visite à l'empereur Qing à Pékin, rétablit la relation de Chö-yon (de chapelain à donateur). Cette relation fut interprétée de façon différente par les empereurs Qing et les Tibétains.
La dynastie Qing place l'Amdo sous son autorité en 1724 et incorpore le Kham oriental dans les provinces chinoises limitrophes en 1728. Un commissaire ou amban est envoyé à Lhassa en 1727. En 1750, l'amban et les Han et Mandchous habitant Lhassa sont tués lors d'une émeute. L'année suivante, les troupes envoyées par le gouvernement répriment la rébellion. Les meneurs et certains de leurs partisans sont exécutés et des changements sont apportés à la structure politique. Le dalaï-lama devient le chef du gouvernement ou kashag et l'amban voit son rôle accru dans la gestion des affaires tibétaines. Parallèlement, les Qing font en sorte de contrebalancer le pouvoir de l'aristocratie en mettant à des postes clés des responsables issus du clergé bouddhiste. Selon l'historien italien Luciano Petech, à partir de 1751, le protectorat exercé par la dynastie Qing au Tibet prend sa forme définitive et demeure inchangé jusqu'en 1912, à l'exception de quelques aménagements en 1792 où, aux droits de contrôle et de regard donnés aux ambans, s'ajoute une participation directe au gouvernement tibétain.
Selon l'ambassadeur de Chine à Singapour Hong Xiaoyong, de 1727 à 1911, ce sont en tout 57 ambans qui sont en poste au Tibet où ils ont la haute main sur l'administration locale pour le compte de l'autorité centrale.
Selon le sociologue chinois Rong Ma, citant le tibétologue américain Melvyn Goldstein, la principale mission échue aux deux ambans et à leurs troupes était de s'assurer de la subordination du Tibet au pouvoir impérial, de maintenir le Tibet en paix et de le défendre contre toute invasion étrangère. Il y avait 3 000 soldats (han, mongols et mandchous) à Lhassa au début du XVIIIe siècle, leur nombre croissant jusqu'à 10 000-15 000 pendant la guerre contre les Gurkhas en 1791. « Il ne saurait y avoir aucun doute quant à la subordination du Tibet à la Chine gouvernée par les Mandchous dans les premières décennies du XVIIIe siècle (Melvyn C. Goldstein) ». Le tibetologue Matthew Kapstein indique que vers le milieu du XIXe siècle, les Quing étaient incapables de maintenir une présence militaire au Tibet central.
Selon l'explorateur et anthropologue russe Tsybikoff (1904), l'amban mandchou, nommé par la cour impériale de Pékin, supervise l'échelon gouvernemental supérieur, ce qui montre à l'évidence la dépendance vis-à-vis de la Chine du gouvernement du Tibet central dont le chef spirituel et séculier est le dalaï-lama. Le gouvernement du Tibet est entre les mains d'un conseil du nom de deva-dzung présidé par le dalaï-lama. Les membres principaux de ce conseil sont quatre kalon ou dignitaires, nommés par l'empereur de Chine, et leurs rencontres se tiennent dans un bureau spécial — le kashag.
Selon Michael Harris Goodman, qui cite Perceval Landon, l’amban, sans pouvoir réel, se contentait d’une observation des formalités,. Le 14e dalaï-lama, pour sa part, écrit que les deux dignitaires, appelés ambans, désignés en 1728 par l'empereur pour le représenter à Lhassa, exerçaient une certaine autorité, mais toujours sous le gouvernement du dalaï-lama.
Laurent Deshayes considère que la Chine n'eut jamais une véritable autorité sur les Tibétains, au milieu du XIXe siècle le Tibet n'était d'ailleurs pas considéré comme intégré à l'empire.
L'historien et géographe Louis Grégoire affirme en 1876 dans son livre, « Géographie générale, physique, politique et économique », dans « Chapitre IX, Pays qui dépendent de l'Empire chinois, section 5. Tibet ou Thibet », que :

« Le souverain spirituel du Thibet est le Dalaï ou Talé-Lama ; c'est toujours un enfant, incarnation de Bouddha, choisi entre trois candidats, que présentent les grandes lamaseries, par les ambassadeurs de l'empereur de la Chine. Il délègue son autorité temporelle à un radjah, appelé Nomekhan ou Gyalbô, qui gouverne avec quatre ministres et seize mandarins, tous nommés par un diplôme impérial et révocables au gré de l'empereur. Quatre mille soldats chinois sont distribués dans les stations importantes, et des postillons chinois, espèces de gendarmes, font le service des postes. Quatre grandes principautés et plusieurs petites sont administrées directement par des agents chinois. Dans ces derniers temps, de vastes territoires, entièrement thibétains par la langue, les mœurs, la religion, ont été réunis au Ssé-tchouan et au Yun-nan. »

— Louis Grégoire, Page N°806, livre Neuvième, du livre : Géographie générale, édition Garnier Frères, France, 1876

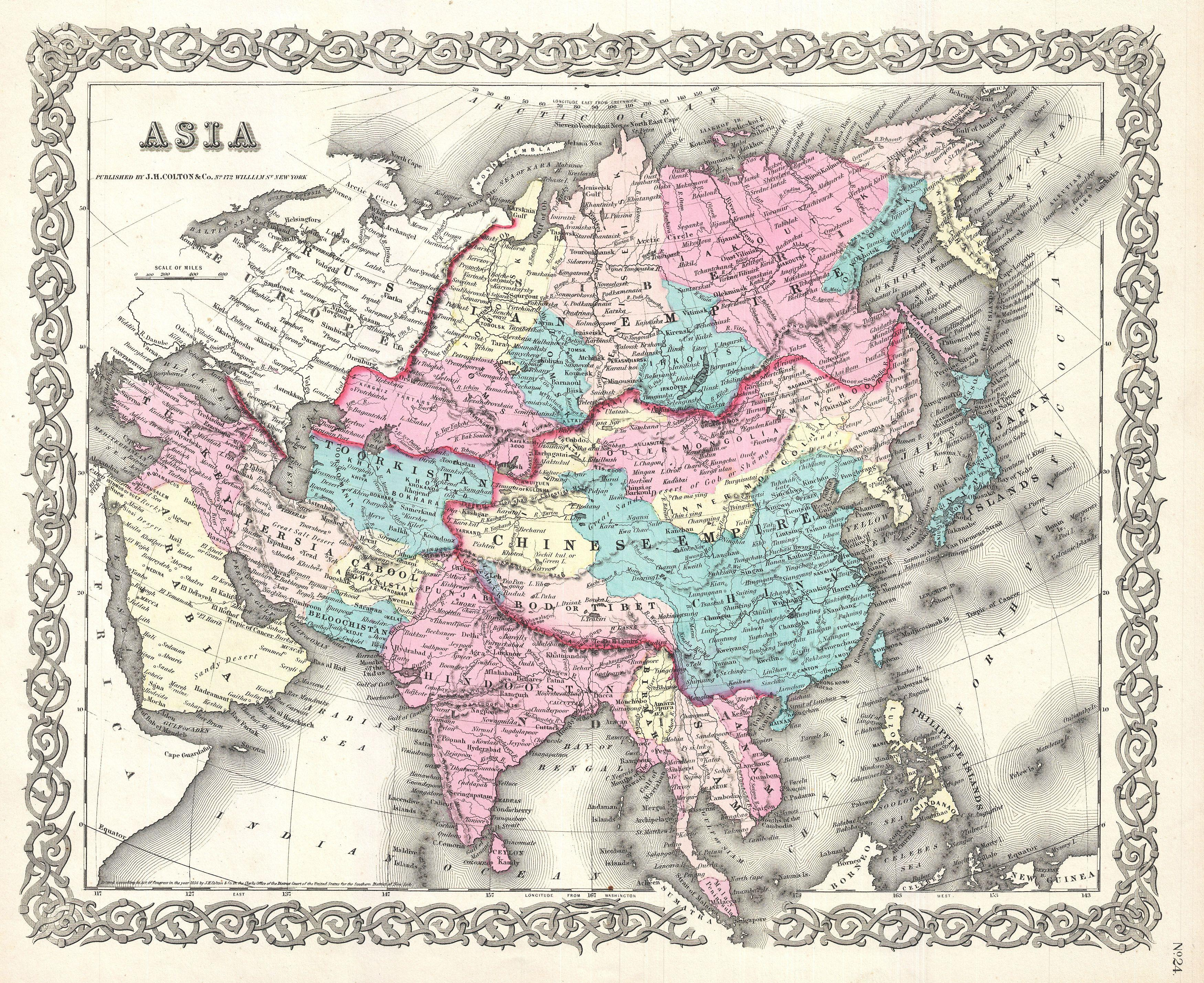
Carte de l'Empire chinois de 1855 du géographe et cartographe américain Joseph Hutchins Colton, où la région « Bod ou Tibet » y est coloriée en rose pale

Le Père Huc, dans son ouvrage Souvenirs d'un voyage dans la Tartarie et le Thibet pendant les années 1844, 1845 et 1846, raconte que le Nomekhan ou Lama-Roi avait interdit par édit au femmes de se montrer en public à moins de se barbouiller la figure de noir, en raison de problèmes de libertinage dans les monastères. Il y raconte également qu'en 1844, trois jeunes dalaï-lamas y étaient morts, le premier étranglé, le second, mort sous un effondrement de toiture et le troisième empoisonné avec toute sa famille et le Grand Lama de Kaldan qui lui était dévoué. La population désignait le Nomekhan comme responsable de ces morts. Ce Nomekhan était Si-Fan, originaire de Yang-Tou-SSe dans la Gansu.
En 1791 les Gurkhas népalais envahissent le Tibet méridional, saisissant Shigatse, détruisant, pillant, et défigurant le grand monastère de Tashilhunpo. Le jeune panchen-lama est forcé de fuir à Lhassa à nouveau. L'Empereur Qianlong envoie alors une armée de 17 000 hommes au Tibet. En 1793, avec l'assistance de troupes tibétaines, ils expulsent les troupes népalaises jusqu'à peu près 30 km de Katmandou avant que les Gurkhas n'admettent la défaite et restituent les trésors qu'ils avaient pillés. Le paiement d'un tribut est imposé à ces derniers et ce tribut continua à être payé par le Népal à la Chine jusqu'au renversement de l'empire chinois.
En 1841, les Népalais envahissent la région ouest du Tibet. Avec l'aide des Chinois, les Tibétains les repoussent. En 1844, nouvelle tentative d'invasion des Népalais, abandonnée toutefois lorsque les Tibétains consentent à payer aux envahisseurs un tribut annuel équivalent à celui que les Népalais doivent verser à la Chine. Ils reçoivent en outre le droit d'extraterritorialité et celui de maintenir à Lhassa un consul-agent général, protégé par une petite troupe de soldats népalais.
Dans la deuxième moitié du XIXe siècle et au début du XXe siècle, une situation de concurrence se développe entre la Russie et le Royaume-Uni, ce dernier cherchant à contrôler le Tibet depuis l'Inde, et la Russie cherchant à l'en empêcher pour maintenir son influence en Asie centrale.
En 1886-1888, il y a un premier contact entre le Tibet et l'armée britannique qui a conquis le Népal et le Bhoutan et détaché le Sikkim de l'allégeance tibétaine. À partir de cette époque, les trois États himalayens, jusque-là soumis plus ou moins nominalement au Tibet et donc à la Chine, passent dans l'orbite de l'empire des Indes.

### XXesiècle

#### Règnes du13eet du14edalaï-lama

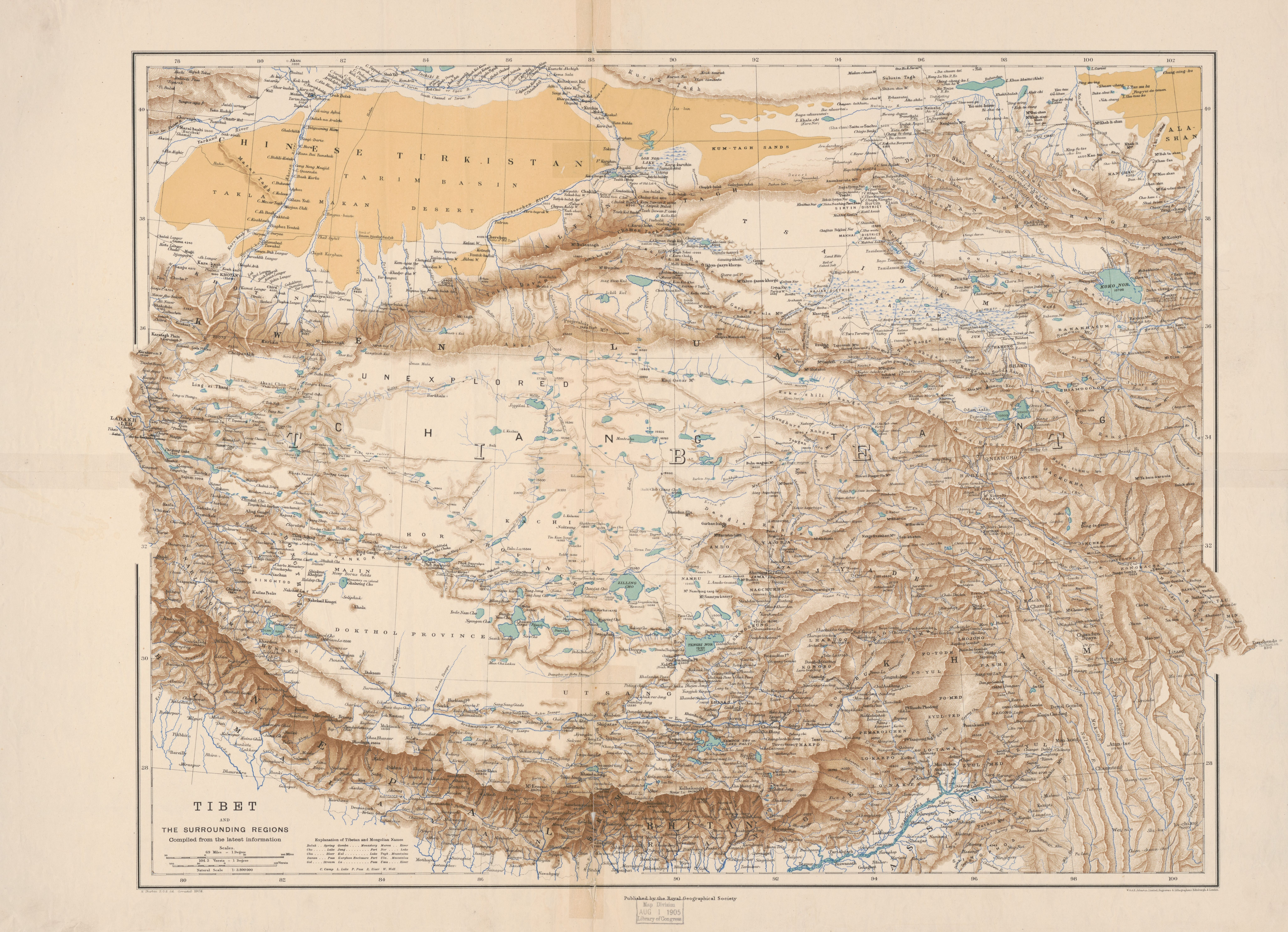
« Carte du Tibet et régions voisines » par Henry Scharbau en 1904, au moment de l'invasion britannique.

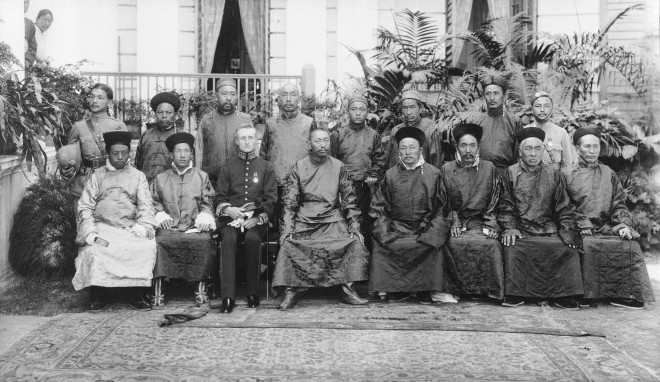
Le 13e dalaï-lama en 1910 à Calcutta.

Drapeau du Tibet, créé en 1916 par le 13e dalaï-lama et ayant servi à des fins militaires et officielles jusqu'en 1951, il continue à être employé par le Gouvernement tibétain en exil, mais est interdit depuis 1959 en république populaire de Chine.

« Les Cinq peuples rassemblés », le Drapeau de la république de Chine de 1912 à 1928, représentant les Hans, les Mandchous, les Mongols, les Ouïgours et les Tibétains - les cinq peuples principaux de la république de Chine.

En 1904, le Gouverneur général des Indes britannique, lors de ce qui mena à une expédition militaire britannique au Tibet, jugea que la Chine ne disposait d'aucun pouvoir ou autorité sur le gouvernement tibétain. L'expédition militaire, conduite par le colonel Francis Younghusband, écrase dans le sang en 1904 la défense tibétaine et les Britanniques s'imposent au Tibet et s'y attribuent des privilèges commerciaux et diplomatiques.
À la suite des réactions internationales et du mécontentement de l'opinion publique en Angleterre, le traité est rapidement remis en cause et réaménagé, notamment avec le traité sino-anglais de 1906 ou traité de Pékin (en anglais Convention between Great Britain and China respecting Tibet) par lequel il n’y aura pas d’occupation anglaise du territoire tibétain, l’indemnité de guerre se réglera en trois fois et les Britanniques réaffirment la suzeraineté de la Chine sur le Tibet. Pékin règle les sommes dues aux Anglais par les Tibétains.
En 1908, profitant du départ des troupes britanniques, la Chine reprend le contrôle du Tibet en tant que puissance suzeraine, jusqu'à la révolution de 1911 qui marque l'effondrement de l'Empire Qing et l'installation de la république de Chine. Après avoir obtenu le départ des troupes britanniques moyennant le paiement d'une indemnité, la dynastie Qing, quoique affaiblie, décide de jouer un rôle plus actif dans la conduite des affaires tibétaines. Pour préserver ses intérêts, elle lance un programme d'intégration du Tibet au reste de la Chine aux plans politique, économique et culturel. On prévoit de former une armée de six mille hommes et de séculariser le gouvernement tibétain en créant des commissions gouvernementales non ecclésiastiques. On projette un hôtel des monnaies, des routes et des lignes téléphoniques et la mise en exploitation des ressources locales. À Lhassa, une école s'ouvre en 1907 et un collège militaire en 1908,. Un service postal chinois est établi et les premiers timbres sont émis (avec des inscriptions en chinois et en tibétain). En 1909, un journal bilingue, le Journal indigène du Tibet, est imprimé à Lhassa sur des presses apportées de Chine.
Après sa fuite en Inde, le 13e dalaï-lama est déposé par la Chine.
Les troupes et les autorités officielles chinoises sont expulsées du Tibet en 1912 par les Tibétains. En 1912, à la suite d'une lettre de Yuan Shikai souhaitant restaurer le rôle du dalaï-lama, celui-ci répond qu'il ne demande aucun titre du gouvernement chinois car il entend exercer son pouvoir spirituel et temporel au Tibet. Cette lettre est considérée comme une déclaration d'indépendance par le gouvernement tibétain en exil. Selon le gouvernement tibétain en exil, le 13e dalaï-lama, à son retour à Lhassa, émit une proclamation réaffirmant l'indépendance du Tibet le 14 février 1913.
Alfred P. Rubin, un expert américain en droit international qui a étudié les déclarations d'indépendance du Tibet, estime qu'elles n'étaient aucunement des déclarations politico-juridiques mais simplement l'affirmation par le 13e dalaï-lama que la relation prêtre-protecteur ou chapelain-patron (mchod-yon) entre les dalaï-lamas et les empereurs chinois s'était éteinte du fait de la fin de l'empire.

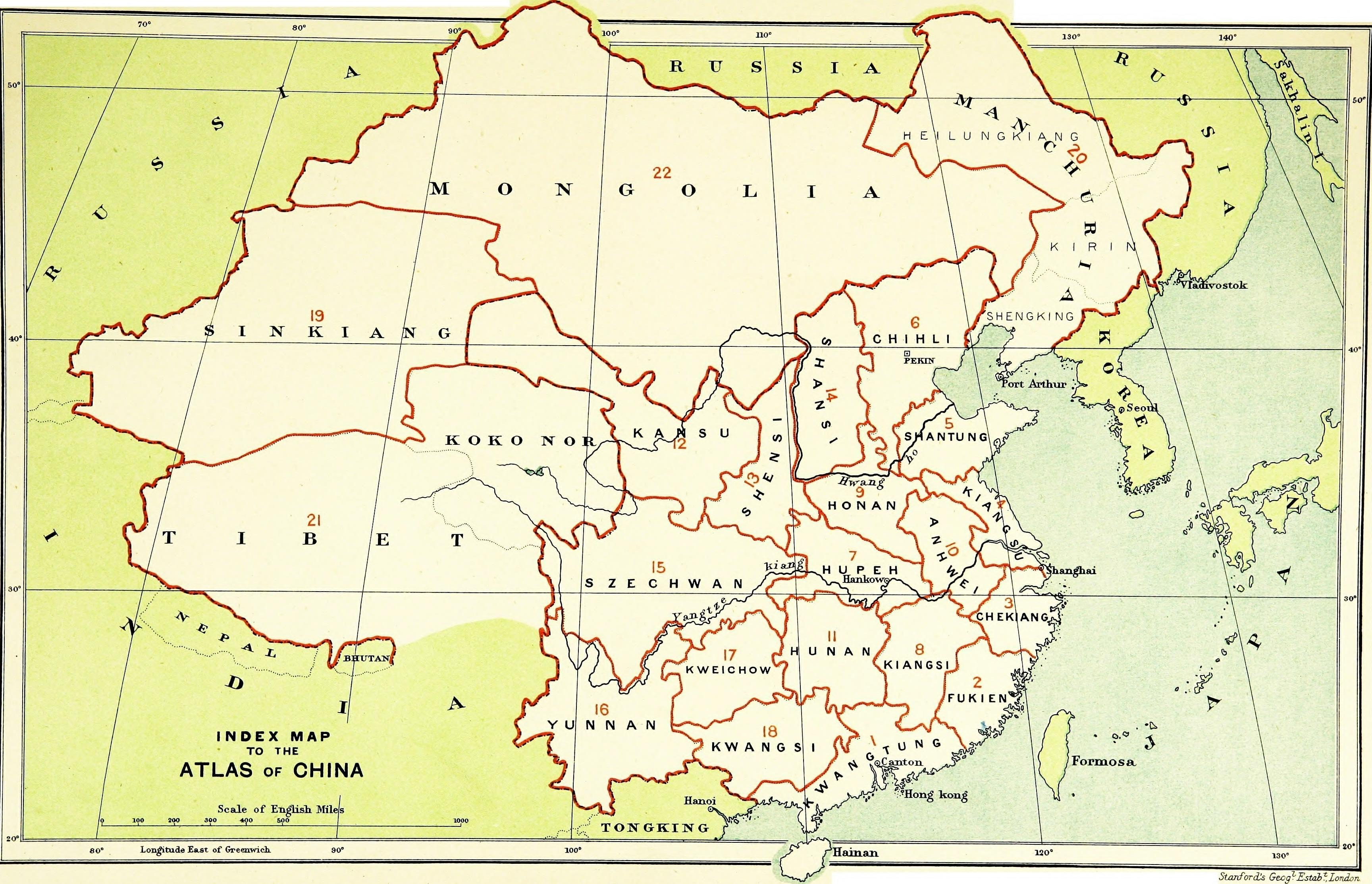
Image de la Chine et de ses dépendances en 1917 par les éditions britanniques d'

En 1912, le Tibet et la Mongolie (qui avait adopté le bouddhisme tibétain, était devenue vassale de l'Empire chinois puis indépendante depuis 1911) signent un traité de reconnaissance mutuelle de leur indépendance de la Chine en présence d'Agvan Dorzhiev. Selon Charles Bell, le Kashag et le 13e dalaï-lama n'ont pas reconnu cet accord,. Toujours selon Bell, la communauté internationale n'a pas reconnu l'indépendance de la Mongolie, ni celle du Tibet. Selon Barry Sautman (professeur en Chine), le Tibet et la Mongolie en 1913 n'étant pas reconnus comme États par les autres États, le fait pour l'un et l'autre de se reconnaître mutuellement n'a pas plus d'importance que la reconnaissance mutuelle de l'Ossétie du Sud et de l'Abkhazie aujourd'hui. Selon Elliot Sperling, le fait que Tibétains et Mongols aient affirmé dans leur traité de 1913 être sortis de la domination par l'État mandchou, et n'être ainsi plus liés à la Chine, est significatif sur le plan de la terminologie.
L’ethnologue Fosco Maraini, qui visita le Tibet à la fin des années 1940, écrit que les Tibétains considèrent le Tibet comme un État indépendant et souverain. Pour l'écrivain Georges-André Morin, historiquement la notion de Tibet indépendant n'a aucun sens : le Tibet fait partie du monde chinois depuis le XIIIe siècle, voire plus.
Selon Barry Sautman, aucun État ne reconnaît le gouvernement tibétain en exil, ni l'assertion que le Tibet était indépendant et la Chine n'a jamais renoncé à sa souveraineté sur ce territoire.
Selon Anne-Marie Blondeau, les gouvernements, ne souhaitant pas affronter la république populaire de Chine en raison de la compétition internationale dont ses marchés font l’objet, évitent de prendre parti en évoquant le « statut peu clair » du Tibet et n’abordent pas l’autodétermination des Tibétains, même s’ils évoquent les violations des droits de l’homme au Tibet.

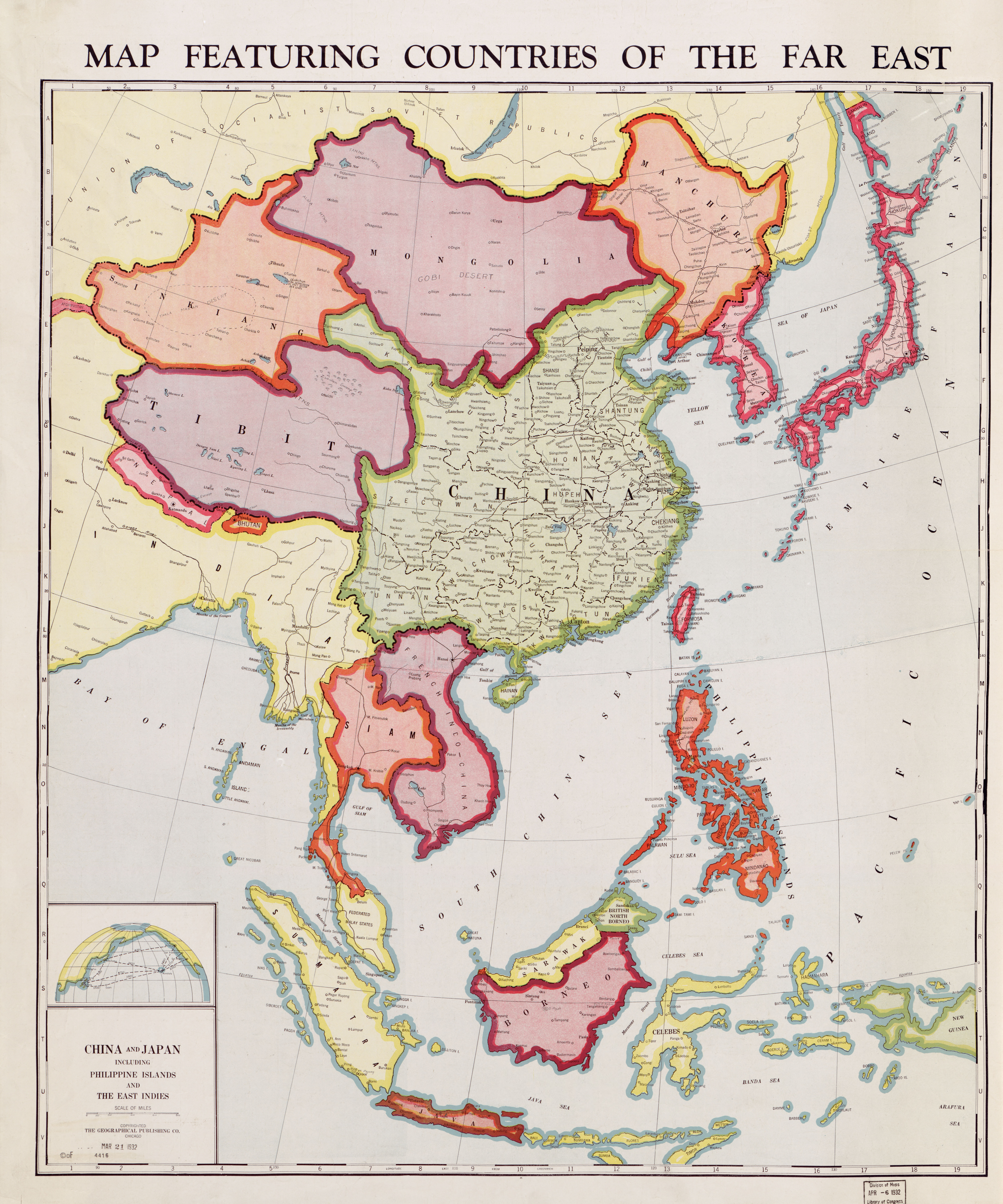
Carte du Tibet, de la Chine et de la Mongolie en 1932, éditée à Chicago

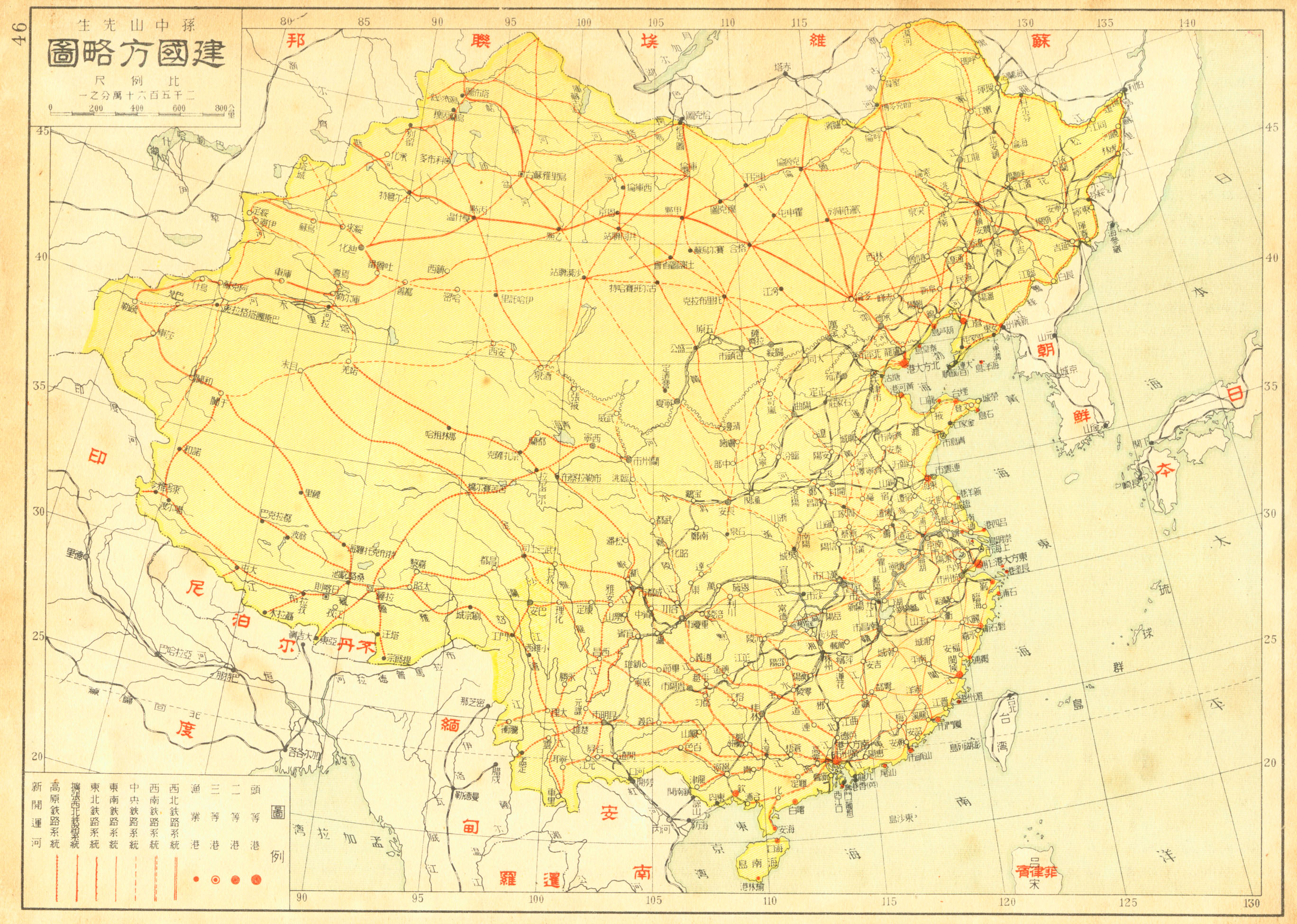
Proposition par Sun Yat-sen d'un réseau de chemin de fer couvrant toute la Chine, Tibet et Mongolie compris (1917–1920).

Selon Melvyn Goldstein et Cynthia M. Beall, entre 1911 et 1951, le Tibet était une entité politique indépendante de facto, mais, sans bénéficier de la reconnaissance internationale d'un statut juridique indépendant distinct de la Chine.
Pour Elisabeth Martens, l'indépendance du Tibet ne s'appuie sur aucun document officiel et ne fut jamais reconnue par aucun pays au monde, ni par les Nations unies. L'auteur ajoute que l'« indépendance de fait » du Tibet au début du XXe siècle est en réalité une dépendance économique et politique vis-à-vis de l’Angleterre.
Dans sa lettre au Secrétaire général de l'ONU datée du 9 septembre 1959, le 14e dalaï-lama donne une série d'arguments démontrant la reconnaissance internationale de la souveraineté du Tibet, notamment le fait que la Mongolie et la Grande-Bretagne ont signé des traités avec le Tibet (le Traité d'amitié et d'alliance entre le Gouvernement de Mongolie et le Tibet et la Convention de Simla), et que des représentants tibétains munis de passeports tibétains sont reçus par l'Inde, la France, l'Italie, le Royaume-Uni et les États-Unis.
Dès 1913 le 13e dalaï-lama engage d'importantes réformes administratives et économiques. Il décide en particulier de créer en complément des pièces de monnaie tibétaines, des billets de banque tibétains et des timbres spécifiques au Tibet. On lui doit aussi la création du drapeau du Tibet à partir des différents drapeaux des armées des frontières. Pour autant, drapeau, passeports, timbres et monnaie sont, selon Barry Sautman, des signes superficiels de l'existence d'un État. Ces « prétendus indices de souveraineté », ainsi qu'il les appelle, sont également l'apanage de territoires qui ne sont pas des États.

Drapeau
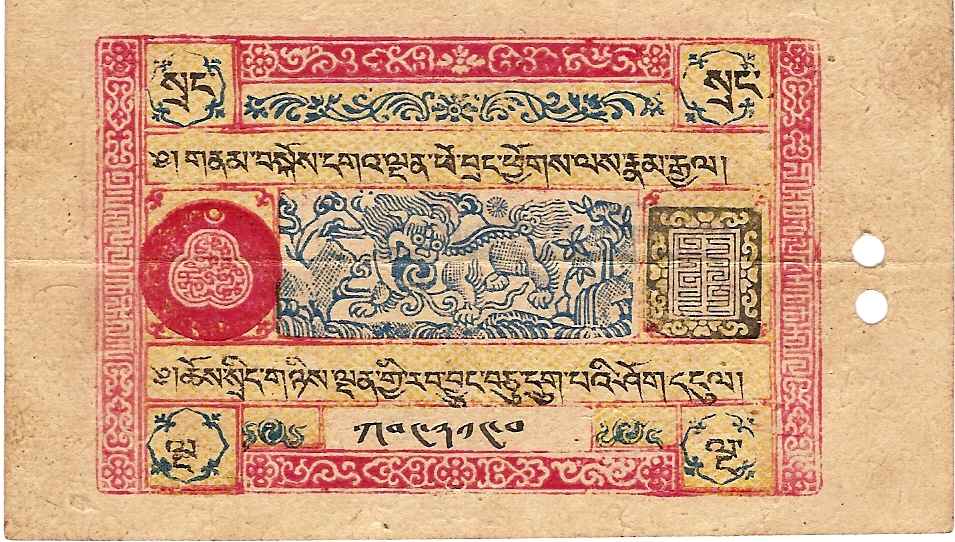
Billet de banque
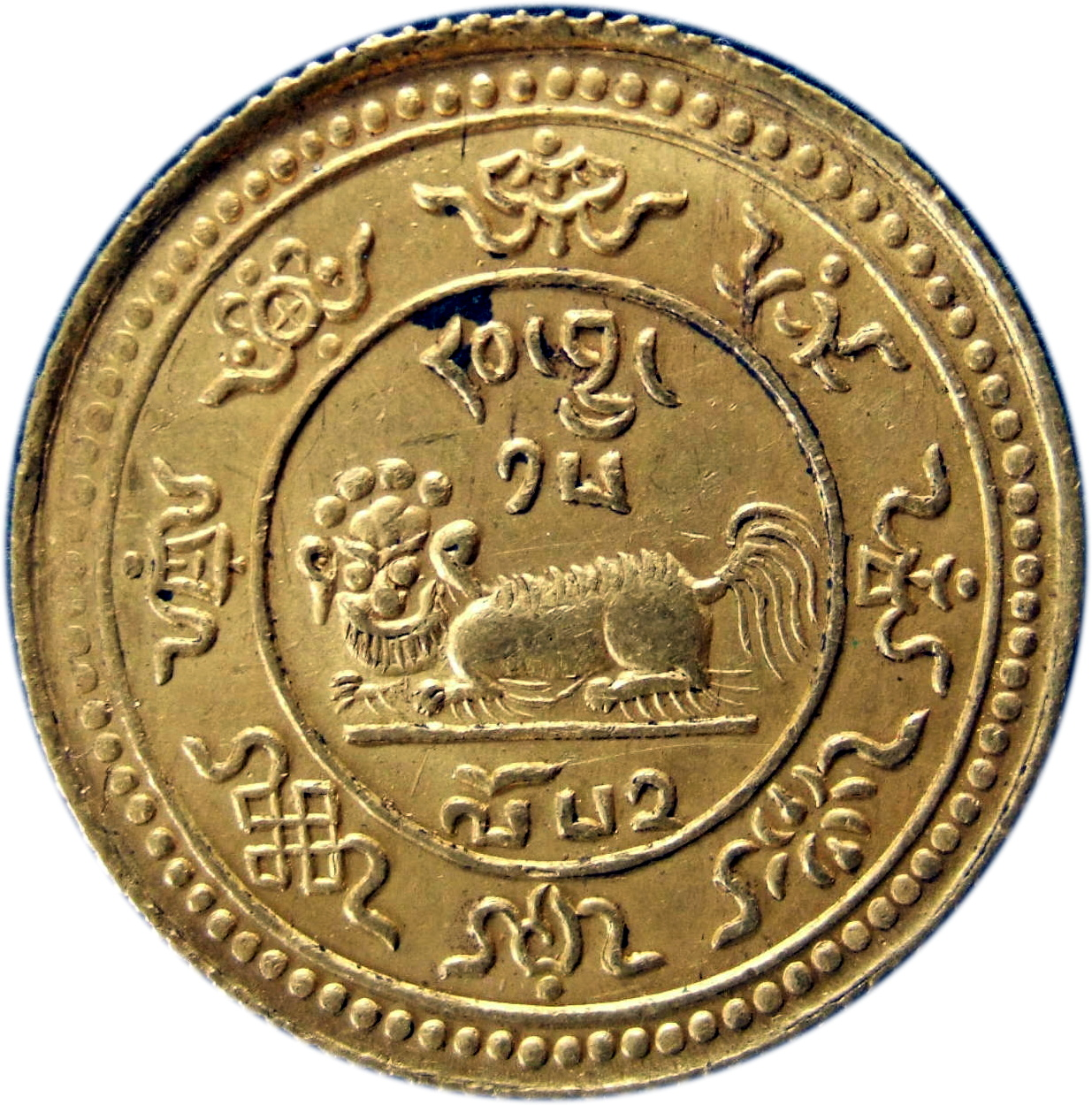
Pièce de monnaie
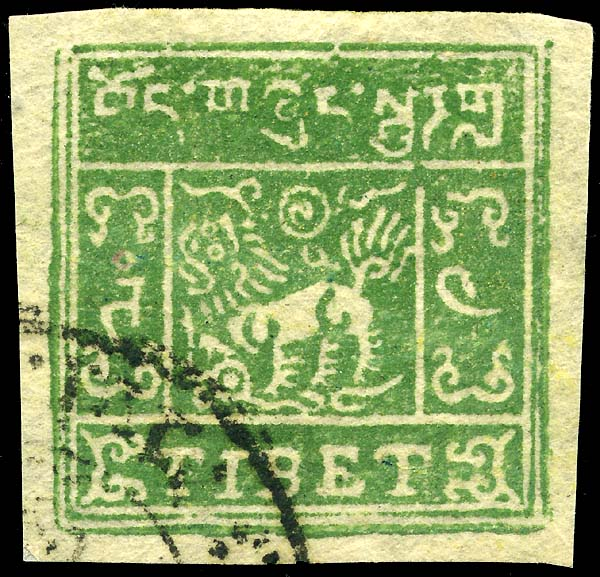
Timbre
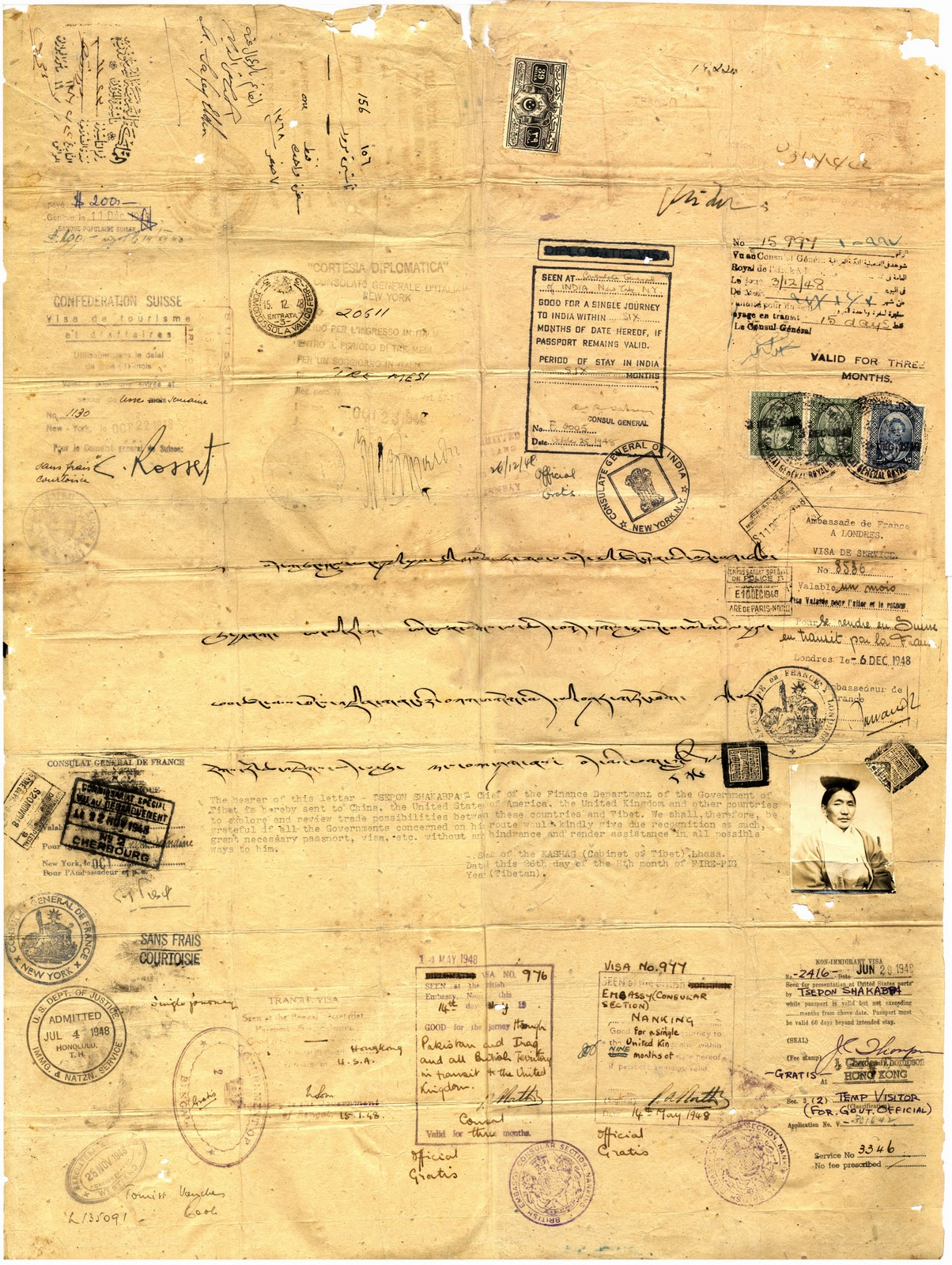
Passeport
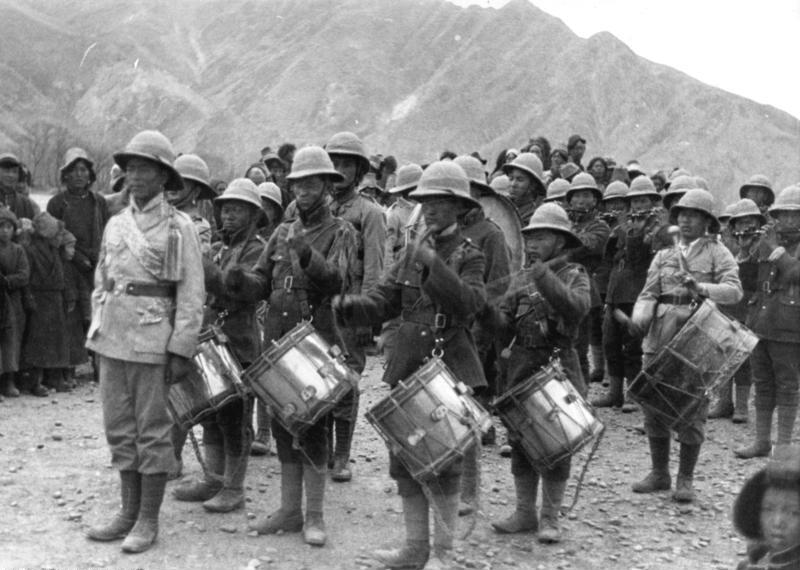
Armée (1938)
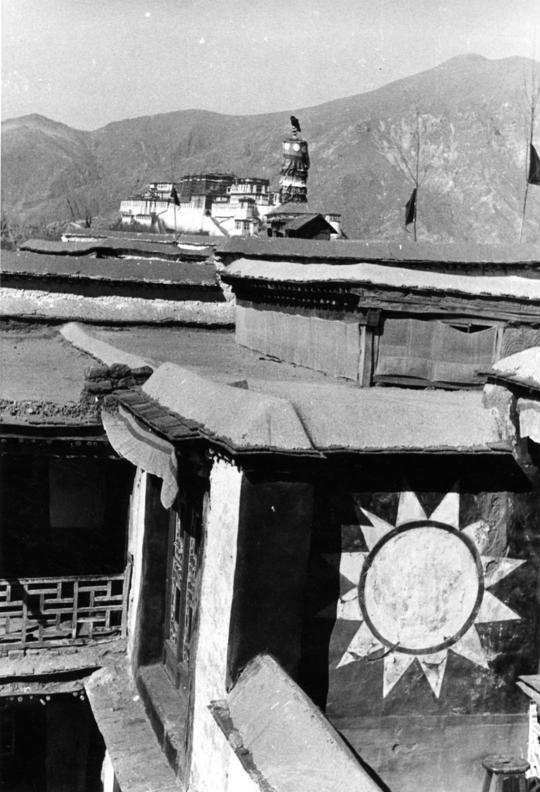
Drapeau du Kuomintang et palais du Potala (Lhassa, 1938)

En 1914, à la Conférence de Simla, où la Grande-Bretagne, le Tibet et la Chine sont représentés, les Britanniques proposent que les régions de population tibétaine soient divisées en deux parties :
- un « Tibet extérieur » (composé de la partie occidentale de la région autonome, à l'ouest de Lhassa, celle-ci incluse), administré directement par le dalaï-lama,
- un « Tibet intérieur » (composé des régions de Koukou-Nor — l'actuel Qinghai) — et de Tchouan-Pieng — ou Kham, c'est-à-dire l'est de la région autonome et l'ouest du Sichuan), administré par la Chine et sous l'autorité uniquement spirituelle du dalaï-lama.

Les deux secteurs seraient considérés comme étant sous la « suzeraineté » de la Chine et non plus sa « souveraineté ». L’accord initial fut invalidé par le rejet, de la part du gouvernement chinois, du paraphe de son délégué sur le texte de l’accord,.
Selon Frédéric Lenoir et Laurent Deshayes, la population tibétaine conserve un souvenir dramatique des Chinois hans, qu'ils soient nationalistes ou communistes, qui ont jalonné leurs périples de scènes d'horreur, tortures et pillages.

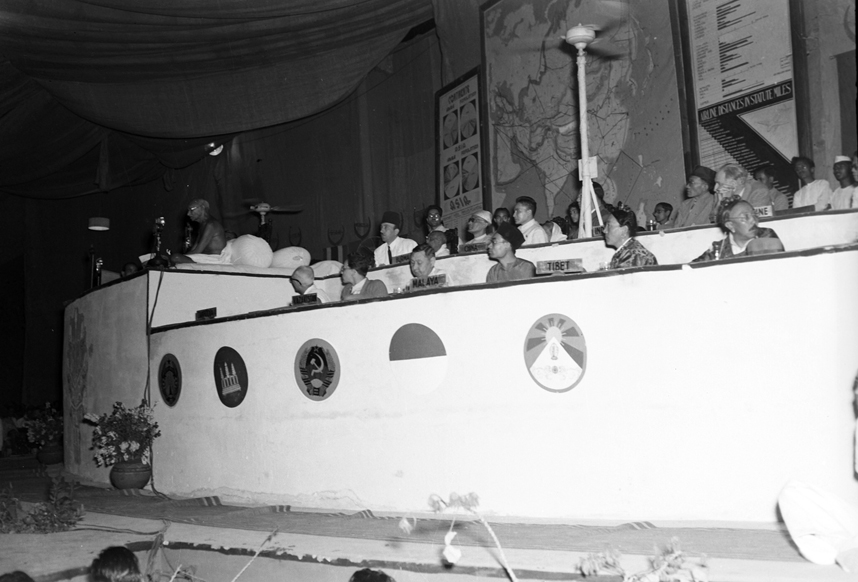
Délégués du Tibet à la Conférence des relations asiatiques en 1947.

Après la guerre sino-japonaise, des représentants du gouvernement tibétain sont envoyés à Nankin (alors capitale de la république de Chine gouvernée par le Kuomintang) avec pour « mission de fixer enfin la limite orientale du Tibet autonome. Cette démarche fut considérée par le gouvernement nationaliste comme une reconnaissance implicite de la suzeraineté de la Chine sur le Tibet ».
En 1947, deux délégués du Tibet sont présents à la Conférence des relations asiatiques, le drapeau du Tibet est en face d'eux, à côté des drapeaux des autres pays participants.
En 1949, les dirigeants tibétains essaient de faire reconnaître par l'ONU l'indépendance de leur pays : ils ne reçoivent aucun appui, ni de la Grande-Bretagne, ni des États-Unis, ni de l'URSS, ni même de l'Inde, qui elle-même a accédé récemment à l'indépendance. Le 3 novembre 1949, le gouvernement tibétain envoya une lettre au secrétaire d'État américain Dean Acheson et aux gouvernements indien et britannique, leur demandant de soutenir l'adhésion du Tibet à l'ONU. Le gouvernement indien donna comme argument contre cette candidature que l'URSS utiliserait son droit de veto au Conseil de sécurité, et que cette démarche agacerait la Chine inutilement. L'antenne du Foreign Office britannique à New Delhi était du même avis. Acheson souhaitait faire davantage pression sur l'Inde et adressa un câble à Loy W. Henderson, ambassadeur américain en Inde. Quand K. P. S. Menon et Henderson abordèrent la question de l'admission du Tibet à l'ONU, Menon déclara, catégorique, que la requête du Tibet était sans espoir, et qu'un débat à l'ONU agiterait indûment la question tibétaine, risquant de provoquer une réaction immédiate des communistes chinois.

#### Intervention militaire chinoise (1950-1951)
En 1950, l'Armée populaire de libération pénètre dans la région tibétaine orientale de Chamdo et rencontre peu de résistance de la part d'une armée tibétaine faible et mal équipée.

#### Accord en 17 points sur la libération pacifique du Tibet
Le 23 mai 1951, des représentants du Dalaï-lama signent à Pékin l'Accord en 17 points sur la libération pacifique du Tibet, sous la menace d'une poursuite de l'avancée de l'APL. En plus de reconnaître la souveraineté chinoise, les Tibétains sont tenus d'aider l'APL à occuper pacifiquement le Tibet. Ils renoncent à s'occuper des affaires étrangères, de la défense des frontières et du commerce du Tibet et acceptent que l'armée tibétaine soit progressivement incorporée dans l'APL. Ils acceptent également le retour du panchen-lama au Tibet et la création d'une nouvelle entité administrative, le Comité administratif militaire, distinct du gouvernement local tibétain et soumis au gouvernement populaire central. Le texte contient également une déclaration mettant fin officiellement à la monnaie tibétaine. Il reconnaît le droit à l'autonomie régionale et le maintien du système politique et du statut du dalaï-lama, la liberté religieuse et le maintien des revenus du clergé bouddhiste,.
En 1954, le 14e dalaï-lama, le 10e panchen-lama et le 16e karmapa se rendent à Pékin pour discuter de la question du Tibet avec Mao Zedong. Lors d'une entrevue avec le dalaï-lama, Mao lui donne l'assurance que l'identité tibétaine sera respectée et qu'aucune grande réforme ne sera entreprise au Tibet pendant six ans.

#### Premières révoltes (1956-1959)
En 1956, à la suite de la collectivisation des terres qui prive de leurs domaines les monastères afin de rompre l'ancienne domination des propriétaires terriens sur les paysans et de créer des coopératives socialistes, une révolte armée éclate à Litang dans le Kham contre l'administration chinoise, qui s'étend aux autres secteurs du Kham, puis en 1957 et 1958 à l'Amdo, et enfin en 1958 et 1959 à l'Ü-Tsang pour déboucher en 1959 sur l'insurrection de Lhassa : cette révolte armée est sévèrement réprimée par le gouvernement chinois et le nombre de victimes tibétaines, important sujet de désaccord entre la Chine et le gouvernement tibétain en exil, est généralement estimé à plusieurs dizaines de milliers de personnes. Le dalaï-lama fuit alors le Tibet pour se réfugier en Inde, suivi par environ 100 000 Tibétains, tandis que Pékin affirme que la révolte a été « suscitée et armée par la CIA avec la complicité de Tenzin Gyatso ».
À partir de 1959, après avoir réprimé ce qu'il qualifie de « révolte de l'ancienne classe privilégiée de l'ancien Tibet », le gouvernement communiste met en place au Tibet une série de réformes, notamment l'abolition du servage et de l'esclavage[source insuffisante], dont l'usage politique est l'objet d'une controverse universitaire.

#### Famine (1960-1962)
Selon des témoignages de Tibétains, dont certains sont maintenant en exil, et divers auteurs occidentaux, le Tibet, sous son acception d'aire géographique et culturelle tibétaine, a connu une famine entre 1960 et 1962. Selon le gouvernement tibétain en exil, la mortalité correspondante toucha l'ensemble des régions tibétaines (Ü-Tsang, Kham et Amdo). En 1962, dans un rapport connu sous le nom de Pétition en 70 000 caractères et dénommé initialement « Rapport sur les souffrances du Tibet et des régions tibétaines et propositions pour le travail futur du Comité central sous la direction du président ministre Zhou Enlai », le 10e panchen-lama, de retour d'une mission d'enquête dans le Qinghai dénonce la famine qui y sévit à la suite du Grand Bond en avant.
Selon Ngabo Ngawang Jigme, un des signataires de l'Accord en 17 points sur la libération pacifique du Tibet, s'il y a eu des morts de la famine dans la province du Qinghai, aucune personne n'est morte de faim dans la région autonome proprement dite. Mais l’historien Tsering Shakya et le propre fils de Ngagpo Ngawang Jigmé affirment que c'est un mensonge.

#### Révolution culturelle (1966-1975)

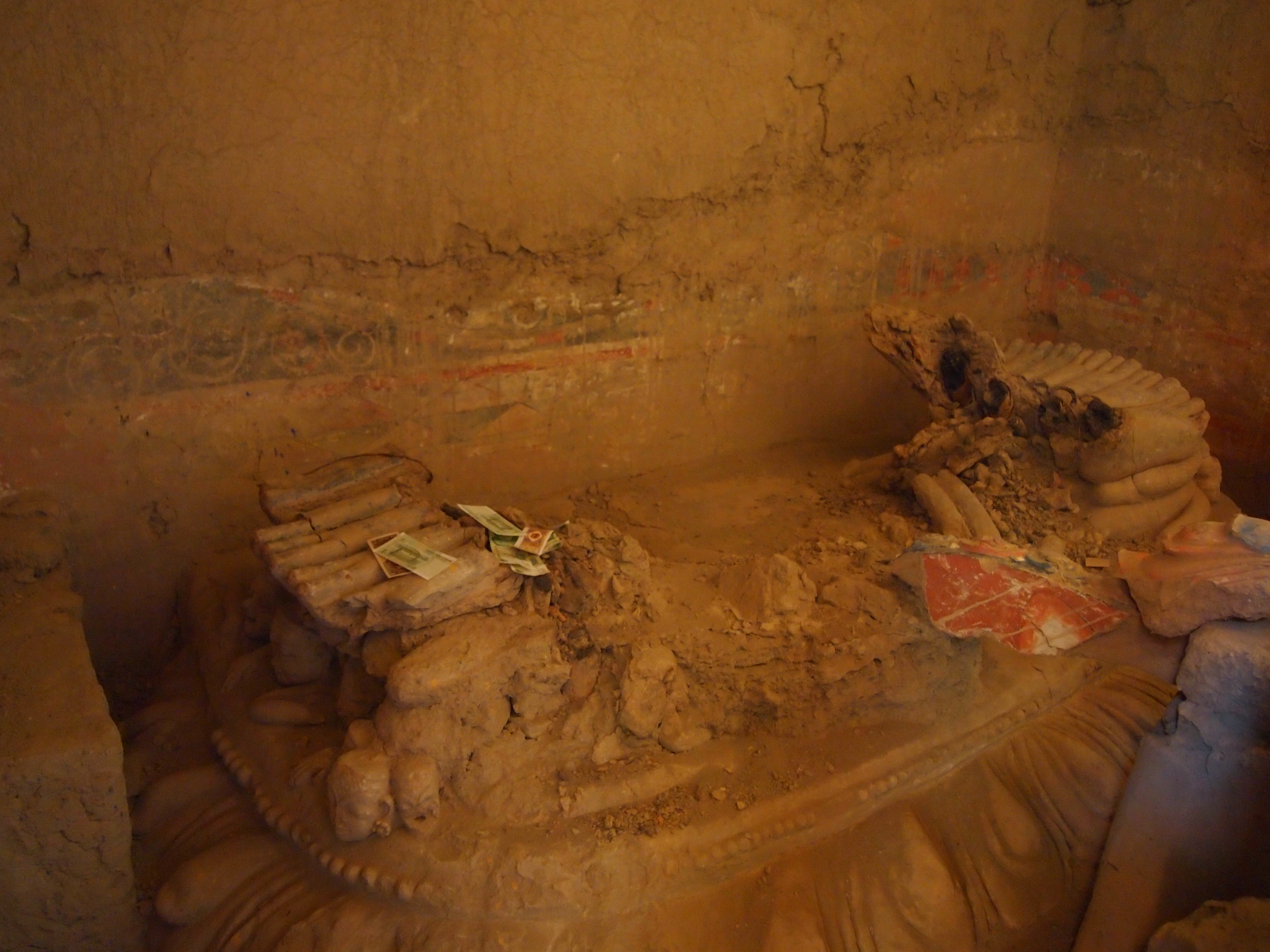
Statue bouddhiste détruite durant la révolution culturelle au monastère de Tholing, royaume de Gugé.

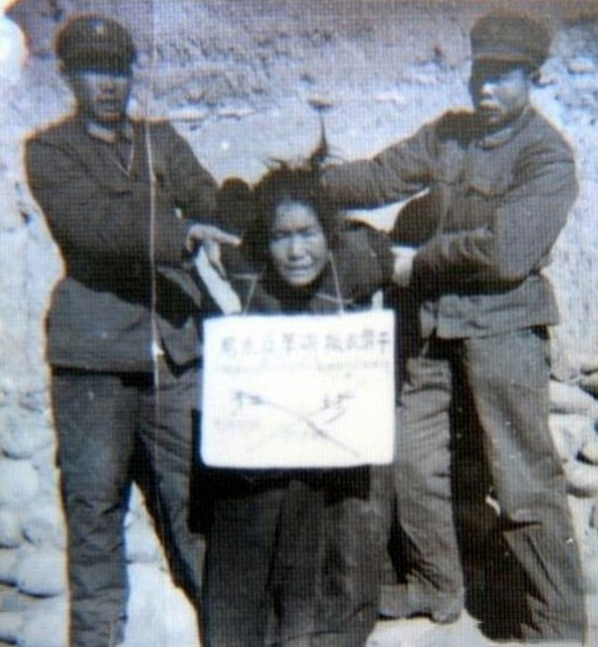
Tibétaine du nom de Rindron exécutée pour son rôle dans la révolte de Nyemo en 1969.

En 1966, éclata la révolution culturelle en Chine. En juin 1966, la session extraordinaire du comité du Parti communiste de la région autonome du Tibet décide d'étendre la révolution culturelle au Tibet. En novembre 1966, les gardes rouges, principalement tibétains, issus de certaines universités de Pékin, arrivent au Tibet,,. Selon Kunsang Paljor (cité par Dawa Norbu), qui travaillait au Tibet Daily News lors de la révolution Culturelle, au moins 8 130 gardes rouges chinois de 12 institutions scolaires en Chine continentale vinrent à Lhassa, et au début seules 3 écoles tibétaines de Lhassa furent impliquées.
Selon Pierre-Antoine Donnet, dès 1966, les gardes rouges détruisirent de façon systématique, méthodique, calculée, planifiée et complète la civilisation tibétaine. Selon l'écrivain chinois Wang Lixiong, les autorités au Tibet ont souvent essayé de refréner les actions radicales, ainsi l'Armée populaire de libération a systématiquement soutenu les factions les plus conservatrices contre les rebelles. Temples et monastères ont moins été endommagés dans les zones et villes non périphériques où les autorités étaient encore en mesure de faire plus ou moins régner l'ordre. Dans sa réponse à Wang Lixiong, l'historien tibétain Tsering Shakya fait remarquer qu'il rejette la faute sur la victime, alors que ce mouvement de masse n'épargna personne au Tibet comme en Chine.

#### Missions d'enquête (1979-1985)
En 1979, Deng Xiaoping invita Gyalo Thondup, frère du dalaï-lama, à Pékin et lui indiqua qu'indépendamment de l'indépendance du Tibet, toutes les autres questions pourraient être discutées et tous les problèmes résolus. Il proposa que le dalaï-lama envoie des délégations d'enquête au Tibet afin d'observer les conditions de vie des Tibétains. Les autorités chinoises pensaient que les délégations seraient impressionnées par les progrès réalisés au Tibet et par la solidarité des Tibétains avec la nation chinoise.

#### Tournée d'inspection de Hu Yaobang (1980)
En 1980, après une visite d'inspection au Tibet, le secrétaire général du parti communiste chinois Hu Yaobang, « demande une plus grande autonomie et proclame le respect de la liberté de croyance ». Pendant les années 1980, les modérés du parti communiste chinois frayent la voie à une utilisation accrue de la langue tibétaine, à la reconstruction des bâtiments religieux (débouchant dans certaines régions sur un plus grand nombre de temples aujourd'hui qu'avant 1951) et à l'encouragement de la culture tibétaine. Selon Laurent Deshayes et Frédéric Lenoir, l'éviction politique en 1987 puis le décès de Hu Yaobang en 1989 « brisent ce timide élan réformateur ».

#### Troubles de 1987 à 1993
En 1987, 1988 et 1989, Lhassa fut secouée par des manifestations et des émeutes, la loi martiale fut imposée en 1989 et resta en vigueur jusqu'en mai 1990.
Selon l'encyclopédie Larousse, « Le 1er octobre 1987, quelques jours après un discours du dalaï-lama au Congrès américain, au cours duquel il propose de faire du Tibet une « zone de paix démilitarisée », Lhassa s'embrase. Des moines, descendus des monastères voisins, viennent crier leur désir d'un Tibet libre. La manifestation est durement réprimée, de nombreux Tibétains, religieux et laïcs, sont emprisonnés. Malgré les dispositions prises par les Chinois pour prévenir de nouvelles manifestations, nationalistes, le même scénario se répète en mars, puis en décembre 1988. En mars 1989, une nouvelle rébellion de plusieurs jours, la plus sanglante depuis la fin de la Révolution culturelle, conduit à l'instauration de la loi martiale, qui reste en vigueur jusqu'en mai 1990. La propagande chinoise accuse le dalaï-lama et les Tibétains en exil de fomenter ces troubles. »,.
Du 5 au 7 mars 1989, il y eut des émeutes à Lhassa, où des résidents hans et huis furent lapidés, des magasins et restaurants hans du Barkhor incendiés, des bâtiments publics détruits (l'hôtel des impôts, la banque de Chine, quatre poste de police). Le 6 mars, beaucoup d'étrangers virent des Chinois en sang, déclara Chris Helm, un jeune Américain.
En 1990, une estimation de plus de 450 personnes tuées par les forces de sécurité fut avancée par Tang Daxian, un journaliste chinois dissident réfugié en Occident, qui affirma aussi que la police de Lhassa avait reçu l'ordre de Pékin de provoquer un incident. Le gouvernement chinois pour sa part fit état d'une douzaine de morts les 5 et 6 mars 1989.
Selon le gouvernement tibétain en exil, ces manifestations furent réprimées violemment. Robert Barnett déclare que « la plupart des observateurs indépendants ont témoigné que ces évènements ont commencé pacifiquement ». La violence a fait suite au tabassage des manifestants et aux tirs par armes à feu de la part de la police. Selon Amnesty International, depuis 1987, plus de 214 tentatives de manifestations pour l'indépendance ont été réprimées et les manifestants arrêtés expédiés dans des camps de travail. Tous ont été condamnés à des peines allant de trois à vingt ans de prison. Selon Barry Sautman et Shiu-hing Lo, les moines et les nonnes bouddhistes ont joué un rôle de premier plan dans les manifestations pro-indépendantistes. D'après He Baogang et Barry Sautman, lors des manifestations de la fin des années 1980 et du début des années 1990, si la police a tué des douzaines de personnes et en a arrêté un millier, les manifestants ont tué plusieurs agents de police, se sont livrés à des lynchages et ont allumé des incendies visant des civils Han.

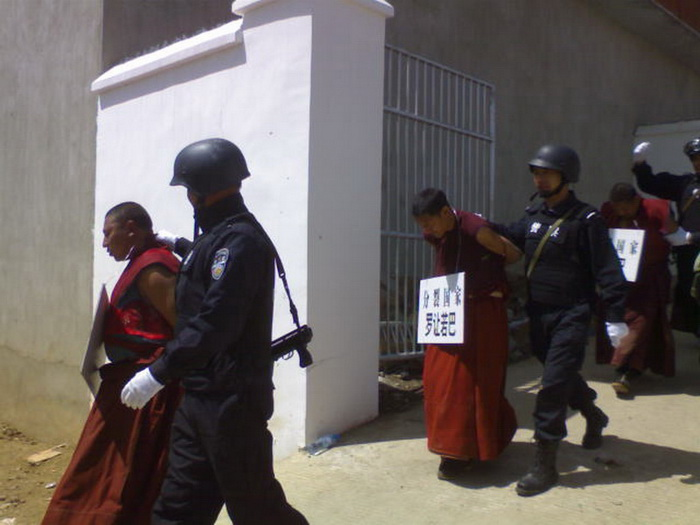
Moines tibétains arrêtés et exhibés avec des pancartes au cou, avril 2008

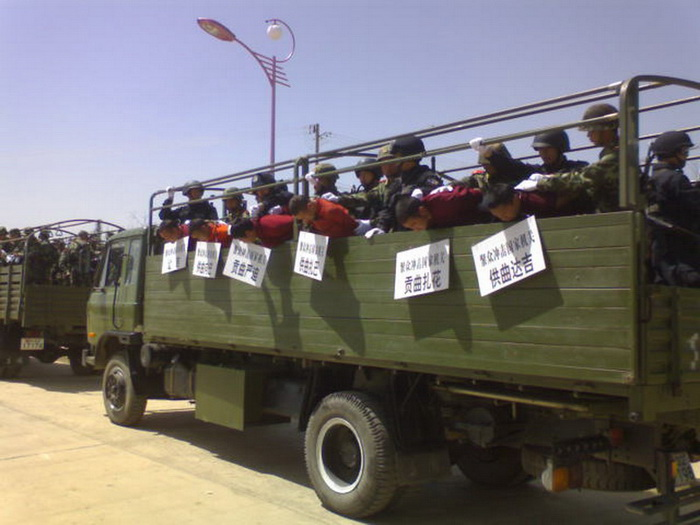
Moines et laïcs tibétains arrêtés à Ngaba en avril 2008

Par la suite, les autorités installèrent des caméras de surveillance à Lhassa pour contrôler les manifestations éventuelles.

### XXIesiècle

#### Troubles de mars 2008
En mars 2008, des manifestations de moines contre le pouvoir chinois à Lhassa dégénèrent en violentes émeutes dirigées contre les habitants non tibétains et leurs biens. Elles surviennent quelques mois avant les Jeux olympiques d'été de 2008. D'autres manifestations ont également lieu en dehors de la capitale, en particulier dans la région tibétaine de l'Amdo, autour du monastère de Labrang dans la province du Gansu. Selon les autorités de la Région autonome du Tibet, le bilan est de 19 morts, victimes des émeutiers, et d'un millier de commerces et bâtiments publics détruits. Selon le Gouvernement tibétain en exil, au moins 209 Tibétains seraient morts, victimes de la répression. Des manifestations de soutien aux partisans d'un Tibet indépendant ont eu lieu lors des étapes de Londres et de Paris du relais de la flamme olympique 2008.

#### Immolations depuis 2011
Faisant suite à des tensions dans la région de Ngaba, le moine tibétain Tapey s’immole par le feu en 2009, et depuis mars 2011, plusieurs moines, nonnes et laïcs tibétains se sont immolés demandant, selon le gouvernement tibétain en exil et diverses associations militantes occidentales, la liberté au Tibet et le retour du dalaï-lama. La plupart de ces immolations se sont produites dans la province du Sichuan qui comprend environ 1,5 million de Tibétains.
Deux préfectures autonomes tibétaines sont principalement concernées : d'une part à Ngaba dans la préfecture autonome tibétaine et qiang de Ngawa, où se trouve le monastère de Kirti, d'autre part dans la préfecture autonome tibétaine de Garzê, deux préfectures situées dans les anciennes provinces tibétaines de l'Amdo et du Kham. Un cas s'est produit à Chamdo, dans la région autonome du Tibet,, et un autre cas dans la préfecture autonome tibétaine de Golog dans la province du Qinghai.
Selon Tsering Woeser, le monastère de Kirti est menacé de disparition. Le 16 mars, après l'immolation du moine Rigzen Phuntsog, 1 000 policiers ont encerclé les lieux. Les 2 500 moines du monastère devaient être soumis à une éducation patriotique. Les moines qui refusent de s'y soumettre disparaissent.

#### Émeutes de Luhuo et de Serta (Sichuan) en 2012

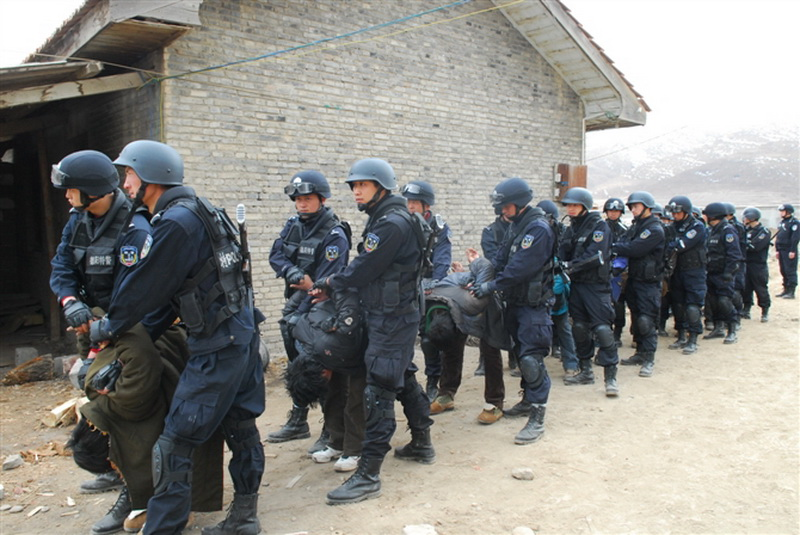
Arrestation de Tibétains.

Alors que plusieurs Tibétains se sont immolés au Tibet depuis mars 2011, la police chinoise a ouvert le feu en janvier 2012 lors de manifestations en faveur de l'indépendance dans la préfecture autonome tibétaine de Garzê faisant au moins trois morts.
Selon le ministère chinois des Affaires étrangères, le 23 janvier 2012, des dizaines de casseurs, dont quelques moines, prirent d'assaut et détruisirent des magasins et un commissariat de police dans le district de Luhuo de la préfecture autonome tibétaine de Garzê du Sichuan. Le groupe, dont certains étaient armés de couteaux, jeta des pierres sur des policiers et détruisit deux véhicules de police et deux ambulances. Un membre du groupe fut tué et quatre autres blessés dans l'affrontement, cinq policiers furent blessés. Le 24 janvier, des émeutes encore plus violentes secouèrent Serta, un autre comté de la région. Des émeutiers jetèrent des pierres et des cocktails molotov et firent feu, blessant 14 agents de la force publique avant d'être dispersés. Un émeutier fut tué et 13 autres arrêtés. À Serta, comme à Luhuo, dans le but d'intimider les habitants qui observent les traditions Han, des émeutiers s'en prirent aux maisons qui arboraient décorations et lanternes de la fête du Printemps.

#### Isolement du Tibet
Les autorités chinoises limitent l’accès du Tibet aux étrangers. En 2018 le congrès américain décide, en rétorsion, que ceux qui empêchent les Américains de visiter le Tibet ne seront pas autorisés à se rendre aux États-Unis. En 2020, 57 parlementaires européens de 19 pays demandent aux gouvernements européens de mettre en place cette réciprocité . Le 7 juillet 2020 les États-Unis décident de limiter les visas des responsables chinois qui interdisent l'accès des étrangers dans les régions tibétaines de la Chine. Celle-ci réfute cette allégation et décide de restreindre les visas aux responsables américains « qui se sont mal comportés en lien avec le Tibet » . Pendant la pandémie de Covid-19 peu d'informations sont diffusées. En mai 2020, le bilan avancé se situe entre 96 et 141 contaminations, et deux morts.

## Composition ethnique et démographie

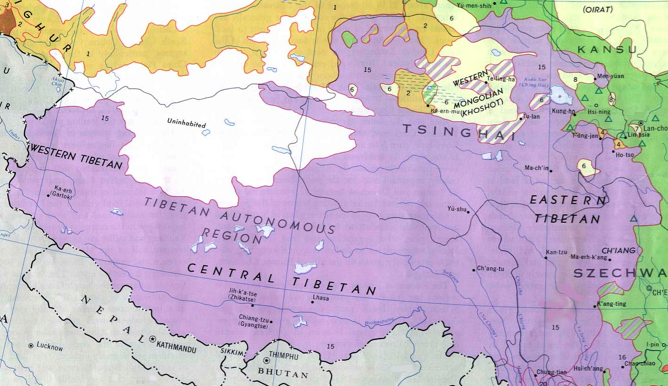
Groupes ethnolinguistiques de langue tibétaine (1967) (Voir la carte complète, qui comporte une légende).

L'ethnie tibétaine est historiquement la principale composante de la population du Tibet. Selon Melvyn C. Goldstein, le Tibet est resté durant plus d'un millénaire, en dépit des guerres et des conquêtes, des famines et des catastrophes naturelles, la patrie exclusive d'un seul peuple (For well over a thousand years of recorded history, through wars and conquest, famines and natural disasters, Tibet remained the exclusive home of a people). Les groupes ethniques monba, lhoba, mongol et hui (Chinois musulmans) y sont également présents. Selon la tradition, les premiers ancêtres du peuple tibétain, représentés par les six bandes rouges du drapeau tibétain, sont les Se, les Mu, les Dong, les Tong, les Dru et les Ra.

### Chiffre de la population avant 1948
L'explorateur et anthropologue russe Tsybikoff, dans un article publié en 1904, soutient que le chiffre de la population dans le Tibet central n'excède pas le million. Il fait valoir le fait que les vallées étroites entre des montagnes ne sont pas favorables à l'agriculture et ne sauraient faire vivre beaucoup d'habitants. En outre, le grand nombre d’ecclésiastiques ascétiques, célibataires, des deux sexes, les épidémies de variole (en 1900, dix pour cent de la population de Lhassa et des monastères environnants périt de la variole) et diverses maladies mortelles contre lesquelles les Tibétains sont pour ainsi dire démunis, viennent grever la croissance démographique.
Un recensement effectué par les Mandchous en 1910 estime à 6,5 millions la population du Tibet. Le tibétologue italien Giuseppe Tucci, s’appuyant sur les éléments qu’il a pu rassembler lors de ses voyages au Tibet de 1927 à 1948, estime que la population de l'ensemble du Tibet (comprenant les provinces du Kham et de l’Amdo) se situait entre 2 et 3 millions. Il ajoute qu’« il y avait certainement davantage d’habitants dans le passé d’après les traces qui subsistaient de cultures intensives et d’ouvrages d’irrigation en des lieux désormais presque entièrement abandonnés ».

### Évolution démographique depuis le milieu duXXesiècle

#### Chiffres officiels

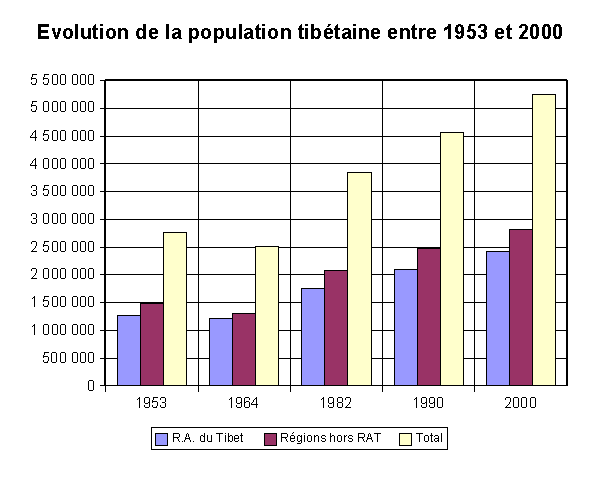
L'évolution démographique tibétaine entre 1953 et 2000 (selon la Chine).

La république populaire de Chine ne se considère pas comme une puissance occupante et dément avec force les allégations de submersion démographique. Elle ne reconnaît pas non plus l'existence de ce qu'elle appelle le « Grand Tibet » revendiqué par le gouvernement tibétain en exil. Selon elle, cette idée a été forgée par des impérialistes étrangers dans le cadre d'un complot destiné à diviser la Chine. Elle rapproche cette idée du fait que l'Empire japonais avait créé un Manzhouguo en Mandchourie pendant la Seconde Guerre mondiale et que la Mongolie aurait gagné son indépendance - décrétée cependant en 1913 - grâce au soutien de l'Union soviétique sur laquelle elle s'est alignée par la suite, ce qui constituerait pour la Chine un précédent qui a marqué les esprits. Elle s'appuie sur le fait que les territoires de population tibétaine qui n'appartiennent pas à la région autonome n'étaient pas contrôlés par le gouvernement tibétain en 1959, mais auraient été administrés depuis des siècles par les provinces avoisinantes.
Selon la république populaire de Chine, le nombre de Tibétains dans la région autonome était de 2 616 000 habitants lors du recensement mené en 2000, pour 190 000 non-Tibétains, et le nombre de Tibétains dans l'ensemble des entités autonomes tibétaines (légèrement plus petit que le Tibet historique revendiqué par les Tibétains en exil) était de 5 millions, pour 2,3 millions de non-Tibétains. Dans la région autonome elle-même, la plus grande partie des Hans se trouvent à Lhassa. Les autorités chinoises affirment qu'elles respectent la différence culturelle tibétaine (par exemple en assouplissant pour les minorités le contrôle démographique sévère imposé aux Hans). Les politiques de contrôle démographique telles que la politique de l'enfant unique s'appliquent uniquement aux Hans, et non aux minorités comme les Tibétains.
Jampa Phuntsok, un Tibétain originaire de Chamdo (Kham) et actuel président de la Région autonome du Tibet, a déclaré que le gouvernement central n'avait aucune politique de migration vers le Tibet en raison des conditions difficiles liées à l'altitude, que les 6 % de Hans dans la RAT constituent un groupe très fluide venu principalement pour les affaires ou le travail, et qu'il n'y a pas de problème d'immigration.
En ce qui concerne la population d'ethnie tibétaine proprement dite, le gouvernement chinois affirme que, selon le premier recensement national mené en 1954, il y avait 2 770 000 Tibétains en Chine, dont 1 270 000 dans la région autonome, alors que, selon le quatrième recensement mené en 1990, il y avait 4 590 000 Tibétains en Chine, dont 2 090 000 dans la région autonome. Selon lui, ces chiffres constituent la preuve que la population tibétaine a doublé depuis 1951, et que les allégations des Tibétains en exil sont mensongères,. 160 000 Tibétains vivraient en exil (dont 120 000 en Inde).

#### «Sinisation par peuplement»
Selon une lettre présentée comme venant du Tibet et datant de 1996 par le Centre tibétain pour les droits de l'homme et la démocratie, une ONG basée à Dharamsala, de nombreux Hans, l'ethnie majoritaire de la Chine, viennent s'installer au Tibet, alors qu'en même temps, les Tibétains trouvent difficilement du travail.
Le sinologue Jean-Luc Domenach estime que la question tibétaine sera « résolue par la colonisation, puisque les Chinois, d'une façon ou d'une autre, vont inonder le Tibet ».
Depuis l'instauration de l'économie de marché en 1992, selon Xinhua, tout habitant de la république populaire de Chine a le droit de se déplacer librement dans le pays et de travailler à l'endroit de son choix. Selon Robert Marquand, le Tibet étant considéré par les Chinois comme faisant partie de leur pays depuis des milliers d'années, ces derniers estiment avoir le droit de s'y établir.

#### Recensement de 2000
Le tableau ci-dessous donne les chiffres de population, selon le recensement mené dans toute la Chine en 2000, pour toutes les entités autonomes tibétaines ainsi que pour les juridictions de Xining et de Haidong. La présence de ces deux dernières juridictions dans le tableau permet de présenter l'ensemble des chiffres de la province du Qinghai, et correspond également à la vision du gouvernement tibétain en exil qui revendique ces juridictions comme partie intégrante du Tibet historique. Les chiffres présentés ne tiennent pas compte des membres de l'Armée populaire de libération en service actif, ni les travailleurs migrants non enregistrés.
|                                                     | Total      | Tibétains | Tibétains | Hans      | Hans   | Autres    | Autres |
| Région autonome du Tibet :                          | 2 616 329  | 2 427 168 | 92,8 %    | 158 570   | 6,1 %  | 30 591    | 1,2 %  |
| - Juridiction de Lhassa                             | 474 499    | 387 124   | 81,6 %    | 80 584    | 17,0 % | 6 791     | 1,4 %  |
| - Préfecture de Qamdo                               | 586 152    | 563 831   | 96,2 %    | 19 673    | 3,4 %  | 2 648     | 0,5 %  |
| - Préfecture de Shannan                             | 318 106    | 305 709   | 96,1 %    | 10 968    | 3,4 %  | 1 429     | 0,4 %  |
| - Préfecture de Xigazê                              | 634 962    | 618 270   | 97,4 %    | 12 500    | 2,0 %  | 4 192     | 0,7 %  |
| - Préfecture de Nagchu                              | 366 710    | 357 673   | 97,5 %    | 7 510     | 2,0 %  | 1 527     | 0,4 %  |
| - Préfecture de Ngari                               | 77 253     | 73 111    | 94,6 %    | 3 543     | 4,6 %  | 599       | 0,8 %  |
| - Préfecture de Nyingchi                            | 158 647    | 121 450   | 76,6 %    | 23 792    | 15,0 % | 13 405    | 8,4 %  |
| Province du Qinghai :                               | 4 822 963  | 1 086 592 | 22,5 %    | 2 606 050 | 54,0 % | 1 130 321 | 23,4 % |
| - Juridiction de Xining                             | 1 849 713  | 96 091    | 5,2 %     | 1 375 013 | 74,3 % | 378 609   | 20,5 % |
| - Préfecture de Haidong                             | 1 391 565  | 128 025   | 9,2 %     | 783 893   | 56,3 % | 479 647   | 34,5 % |
| - Préfecture autonome tibétaine de Haibei           | 258 922    | 62 520    | 24,1 %    | 94 841    | 36,6 % | 101 561   | 39,2 % |
| - Préfecture autonome tibétaine de Huangnan         | 214 642    | 142 360   | 66,3 %    | 16 194    | 7,5 %  | 56 088    | 26,1 % |
| - Préfecture autonome tibétaine de Hainan           | 375 426    | 235 663   | 62,8 %    | 105 337   | 28,1 % | 34 426    | 9,2 %  |
| - Préfecture autonome tibétaine de Golog            | 137 940    | 126 395   | 91,6 %    | 9 096     | 6,6 %  | 2 449     | 1,8 %  |
| - Préfecture autonome tibétaine de Yushu            | 262 661    | 255 167   | 97,1 %    | 5 970     | 2,3 %  | 1 524     | 0,6 %  |
| - Préfecture autonome mongole et tibétaine de Haixi | 332 094    | 40 371    | 12,2 %    | 215 706   | 65,0 % | 76 017    | 22,9 % |
| Territoires tibétains de la province du Sichuan :   |            |           |           |           |        |           |        |
| - Préfecture autonome tibétaine et qiang d'Aba      | 847 468    | 455 238   | 53,7 %    | 209 270   | 24,7 % | 182 960   | 21,6 % |
| - Préfecture autonome tibétaine de Garzê            | 897 239    | 703 168   | 78,4 %    | 163 648   | 18,2 % | 30 423    | 3,4 %  |
| - Xian autonome tibétain de Muli                    | 124 462    | 60 679    | 48,8 %    | 27 199    | 21,9 % | 36 584    | 29,4 % |
| Territoires tibétains de la province du Yunnan :    |            |           |           |           |        |           |        |
| - Préfecture autonome tibétaine de Dêqên            | 353 518    | 117 099   | 33,1 %    | 57 928    | 16,4 % | 178 491   | 50,5 % |
| Territoires tibétains de la province du Gansu :     |            |           |           |           |        |           |        |
| - Préfecture autonome tibétaine de Gannan           | 640 106    | 329 278   | 51,4 %    | 267 260   | 41,8 % | 43 568    | 6,8 %  |
| - Xian autonome tibétain de Tianzhu                 | 221 347    | 66 125    | 29,9 %    | 139 190   | 62,9 % | 16 032    | 7,2 %  |
| Total pour le Tibet historique ou « Grand Tibet » : |            |           |           |           |        |           |        |
| Avec Xining et Haidong                              | 10 523 432 | 5 245 347 | 49,8 %    | 3 629 115 | 34,5 % | 1 648 970 | 15,7 % |
| Sans Xining et Haidong                              | 7 282 154  | 5 021 231 | 69,0 %    | 1 470 209 | 20,2 % | 790 714   | 10,9 % |

#### Recensement de 2010
D'après les résultats du sixième recensement national (2010), les Tibétains vivant en Chine, principalement dans la région autonome du Tibet, au Qinghai, Sichuan, Gansu et Yunnan, étaient au nombre de 6 282 187. Dans la seule région autonome, la minorité ethnique tibétaine comptait 2 716 400 membres, soit 91 % de la population totale. Elle représentait, toujours en pourcentage de la population totale, 1,8 % pour le Gansu, 24,4 % pour le Qinghai, 21 % pour le Sichuan et 0,3 % pour le Yunnan.
3 002 166 personnes résident dans la région autonome du Tibet, soit une hausse de 14,75 % par rapport au recensement de 2000. 90 % d'entre elles sont des Tibétains de naissance. La population tibétaine a connu une croissance démographique annuelle de 1,4 %, soit plus que la moyenne nationale de 0,57 %. Le nombre de résidents par famille a légèrement diminué depuis 2000 : dans les 670 835 foyers du Tibet, on compte 4,23 membres en moyenne, contre 4,75 personnes en 2000.

#### Migration de Tibétains dans d'autres régions
Selon une enquête réalisée par l'institut des études tibétaines contemporaines sous l'égide du centre de recherche tibétologique de Chine, nombre de Tibétains ont quitté le Tibet pour d'autres régions à la recherche de nouveaux débouchés. Beaucoup d'entre eux se sont installés dans les grandes villes comme Beijing, Shanghaï, Guangzhou et Chengdu. Ce phénomène est largement passé sous silence par les critiques qui accusent le gouvernement chinois de ne rien faire pour empêcher l'ethnie Han de submerger le Tibet. L'enquête s'est focalisée sur le nombre, la répartition, les métiers et les conditions de vie des Tibétains qui sont installés à Chengdu et dans la ville voisine de Dujiangyan, ainsi que dans les comtés de Shuangliu et de Pixian, qui tous deux sont majoritairement Han. Il ressort de l'enquête que Chengdu vient désormais en 3e position pour le nombre de Tibétains après les préfectures tibétaines de Garzê et de Ngaba.

#### Point de vue du gouvernement tibétain en exil
Entre les années 1960 et 1980, de nombreux prisonniers (plus d'un million, selon Harry Wu, le directeur de la Laogai Research Foundation, une fondation américaine financée par la National Endowment for Democracy) ont été envoyés dans des camps de travail (laogai) de la province tibétaine de l'Amdo (Qinghai).
Depuis les années 1980, la mise en œuvre de la libéralisation économique et une plus grande mobilité à l'intérieur de la Chine ont entraîné un afflux de Hans au Tibet. Leur nombre réel reste cependant contesté. Le gouvernement tibétain en exil donne le chiffre de 7,5 millions de non-Tibétains dans le Tibet historique, pour 6 millions de Tibétains. Selon lui, c'est la conséquence d'une politique active de submersion démographique du peuple tibétain qui réduit les chances d'indépendance politique du Tibet, en violation de la Convention de Genève de 1949 qui interdit aux puissances occupantes l'installation de colons dans les territoires qu'elles contrôlent.
Le gouvernement tibétain en exil conteste les statistiques fournies par le gouvernement chinois au motif qu'elles ne tiennent compte ni des membres de l'Armée populaire de libération en garnison au Tibet, ni de l'importante population flottante de migrants non enregistrés,.
La ligne ferroviaire Qing-Zang reliant Xining à Lhasa est un sujet majeur de préoccupation, dans la mesure où elle facilite l'afflux de nouveaux migrants.
Le gouvernement tibétain en exil cite un article du Quotidien du Peuple publié en 1959 pour affirmer que la population tibétaine a diminué de façon significative depuis 1959. Selon cet article, les chiffres du Bureau national de statistiques de la république populaire de Chine montrent que la population de la région autonome du Tibet était alors de 1 273 969 personnes. Dans les secteurs tibétains du Kham, on comptait 3 381 064 Tibétains. Au Qinghai et dans les autres secteurs tibétains incorporés au Gansu, on comptait 1 675 534 Tibétains. La somme de tous ces chiffres conduisait à une population tibétaine de 6 330 567 en 1959. En 2000, le nombre total de Tibétains dans l'ensemble de ces régions était d'environ 5 400 000 selon le Bureau national de statistiques. Ces chiffres impliqueraient qu'entre 1959 et 2000 la population tibétaine a décru d'environ un million de personnes, soit un déclin de 15%. Au cours de la même période, la population chinoise a doublé, et la population mondiale a triplé. Cette analyse fournit un argument supplémentaire concernant l'estimation du nombre de morts tibétains durant la période allant de 1959 à 1979. Elle suggère l'existence d'un déficit démographique de la population tibétaine dont les causes et l'évolution temporelle restent à préciser.
Ces chiffres étant plus de deux fois supérieurs à ceux de 1953 et 1964 (d'origine chinoise), respectivement 2,77 et 2,50 millions de tibétains, il est possible qu'ils incluent des habitants non tibétains. De son côté, le Kashag évaluait en 1950 la population tibétaine à un peu moins de 3 millions, mais rien n'indique que ce chiffre corresponde à la population totale, et pas uniquement à celle du Tibet central alors menacé par l'avancée chinoise. Il n'en demeure pas moins que les chiffres de source chinoise font apparaître une diminution de la population entre 1953 et 1964, clairement visible sur le graphique présenté au chapitre suivant ; ses causes restent toutefois à déterminer précisément,.

### La question du «génocide tibétain»

#### Exposé
Selon l'Administration centrale tibétaine, plus d'un million deux cent mille Tibétains seraient morts directement ou indirectement du fait de l'occupation du Tibet par la république populaire de Chine entre 1949 et 1979,,
Dans le cadre du chapitre intitulé « The 'Genocide' Myth Re-examined » de son étude Tibetan Population in China: Myths and Facts Re-examined, le démographe Yan Hao (de la Commission du département de planification d'État à l'Institut de recherche économique à Pékin) décortique un tableau dont la source indiquée est le Bureau du Tibet, Droits de l'homme, 1984 (dépendant du gouvernement tibétain en exil) et qui avance le chiffre de 1 278 387 morts tibétains, page 19 «(Table 4 : Distribution of Tibetan deaths directly resulting from China’s invasion, by causes of death and regions (1949–79))»,,.
Cité par Patrick French, l’historien du droit Warren W. Smith Jr qui a étudié les déficits de croissance de la population, affirme que les statistiques chinoises « confirment les thèses tibétaines d'un nombre massif de morts et réfutent les dénégations chinoises ». Selon ses estimations plus de 200 000 Tibétains « manqueraient » à la population de la région autonome du Tibet. Le nombre de morts tibétains semble aussi élevé dans les régions du Gansu, du Sichuan et du Qinghai, trois régions où les taux de mortalité au début des années 1960 sont élevés et vérifiables. Si cela est exact, on peut estimer qu'environ un demi-million de Tibétains sont directement morts en raison de la politique appliquée au Tibet par la république populaire de Chine Concernant la famine en Chine et dans les régions du Tibet, Patrick French indique qu'il n'existe pas de statistique pour le centre Tibet mais il affirme que « la sauvagerie qui présida à la répression de la révolte contre le pouvoir chinois ne permet pas de savoir si les morts ont été provoquées par la faim, par la maladie, par la guerre ou par les persécutions ».
Par contre des statistiques existent pour les trois autres provinces chinoises partiellement tibétaines. Ainsi, si pendant la période 1959-1962 (comparé aux données des années 1956-1958) le taux global de mortalité a augmenté de 115%, celui des trois provinces a augmenté en moyenne de 233%. Ce chiffre est estimé d'après un calcul de Warren W. Smith Jr, basé sur les recensements du Tibet montrant 200 000 Tibétains « manquants » au Tibet, nombre que les Chinois attribuent à la famine qui causa plus de 20 millions de morts en Chine après le Grand Bond en avant.

#### Critiques et réfutations
En 2003 dans son livre Tibet, Tibet, une histoire personnelle d'un pays perdu, l'écrivain et journaliste anglais Patrick French remet en cause le nombre de 1 200 000 morts tibétains. Ayant été autorisé à consulter les données brutes et à vérifier leur traitement, il constata que celles-ci, obtenues à partir du témoignage de réfugiés, ne permettaient pas d'obtenir le chiffre total annoncé. En lieu et place de noms, French ne trouva que « des chiffres insérés de façon apparemment aléatoire dans chaque rubrique et dupliqués de façon systématique, incontrôlée », par exemple, un même affrontement armé, relaté par cinq réfugiés différents, se retrouvait comptabilisé cinq fois. De plus, il s'aperçut que sur les 1,1 million de morts comptabilisés, il n'y avait que 23 364 femmes, ce qui impliquait la disparition de 1,07 million des 1,25 million de Tibétains du sexe masculin, une impossibilité. Le livre de French a été critiqué par Jamyang Norbu, un écrivain tibétain en exil considéré comme la voix persistante de l'indépendance du Tibet.
Le chiffre de 1,2 million de morts est récusé par le démographe chinois Yan Hao qui affirme que les chiffres sont exagérés et que les évaluations données par le gouvernement tibétain en exil reposent en partie sur des sources fabriquées. Toutefois l'analyse présente un oubli. Lorsqu'il tente de dénombrer le nombre de morts lors des combats, Yan Hao indique qu'au « Tibet politique » (la future région autonome) : « la résistance atteignit son apogée en 1959, mais le soulèvement fut surtout confiné à Lhassa et il fut maté par l'armée populaire de Chine en deux jours. La résistance organisée ne s'est poursuivie ailleurs que pendant un autre mois ». Or la guérilla Kampa a perduré pendant de nombreux mois, Yan Hao n'évoque pas celle-ci.
La thèse du génocide physique est rejetée également par l'universitaire Barry Sautman, qui met en avant l'absence de données vérifiables : « Les chiffres employés régulièrement par les milieux exilés ne reposent sur aucune base. Ils avancent le chiffre de 1,2 million de Tibétains morts à partir des années 1950 jusqu'aux années 1970, mais sans donner aucune source. En tant que juriste, je n'accorde aucun crédit à des statistiques non étayées par des données, par des sources visibles ».

## Économie
L'économie du Tibet est peu développée. Les principales activités sont l'élevage du mouton, de la chèvre et du yack, la culture des céréales (dans les vallées du Sud et du Sud-Est) et l'exploitation du bois (dans le Sud). Le tourisme, bien que très encadré, représente une part importante de l'économie.

### Développement
Dans le Tibet d'avant 1950, selon le philosophe et écrivain slovène Slavoj Žižek, l'élite dirigeante empêchait tout développement de l'industrie par crainte d'une disruption de la société, à telle enseigne que tout métal devait être importé d'Inde. Au contraire la tibétologue Katia Buffetrille indique que les Tibétains exploitent des mines malgré les préceptes religieux qui freinent cette exploitation. Des mines de fer, de cuivre, de borax, d’acide sulfurique, de sel gemme, de fer, d’or, de plomb, de cinabre sont citées par les explorateurs et missionnaires. Le Tibet est alors réputé pour sa richesse en or celui-ci vient de l’orpaillage et des mines .
Selon le journal Libération, ce qu'il appelle « la présence chinoise au Tibet » n'est pas désintéressée d'un point de vue économique en ce qui concerne :
- les matières premières minières : le Tibet « est surtout riche par son sous-sol, truffé d'or, de cuivre, et de plomb. », rappelle le quotidien[258].
- les ressources hydrauliques : « S'y ajoutent les fleuves himalayens, prometteurs en barrages hydroélectriques et en eau. La Chine, avec ses 7 % des ressources de la planète pour un quart de la population est obsédée par l'eau », poursuit Libération[258].

L'industrie a commencé à apparaître à la fin des années 1950 avec l'ouverture de plusieurs usines à Lhassa. Vers 1980, l'économie tournait autour du tourisme et de la transformation des produits agricoles. À la fin du XXe siècle, la croissance industrielle s'est poursuivie de façon graduelle mais le Tibet reste la province la moins prospère de Chine.
L’industrie minière en est encore à ses débuts. L’effort a d’abord porté sur la localisation des ressources minérales, notamment le chrome, le cuivre, l’or, le plomb, le zinc, le sel, le charbon, le pétrole. L’exploitation de ces ressources a commencé et se fait dans le cadre de l’économie de marché et au moyen de fonds disponibles sur place ou provenant de l’extérieur de la région. En 2006, la R.A.T. a extrait 1 500 tonnes de borax, 16 000 tonnes de boromagnésites et des centaines de milliers de tonnes de chromites. L’extraction minière ne représente toutefois que 4 % du produit annuel brut du Tibet.
Selon Les Échos, la croissance a largement profité aux Hans venus s'installer au Tibet et « À l'écart d'une petite classe moyenne tibétaine, travaillant avec les décideurs hans, la majorité des Tibétains n'aurait que peu profité de cette croissance chinoise et vivrait encore dans une grande misère. »

### Tourisme
Après s'être ouverte aux touristes étrangers en 1979, la Région autonome du Tibet en reçut 300 en 1980, 2 000 en 1984 et 28 000 en 1994.
En 2004, le chiffre grimpa à 1,1 million de visiteurs, en 2005 à 1,6 million et, en 2007, à quatre millions, dont 90 % étaient chinois. En raison des événements de mars 2008 et de leurs séquelles, le chiffre est descendu à quelque 2,2 millions.
Entre janvier et juillet 2009, plus de 2,7 millions de touristes ont visité la région, soit trois fois plus que durant la même période de 2008, a indiqué le Quotidien du Tibet, pour un revenu de 2,29 milliards de yuans. En 2010, la région a accueilli 6,85 millions de touristes chinois et étrangers, dégageant des revenus de 7,14 milliards de yuan (onze milliards de dollars), soit 14 % de son produit intérieur brut.
Alors que plusieurs Tibétains se sont immolés en public, la Chine a décidé de fermer la région autonome aux touristes étrangers en mai 2012. Cependant, les touristes en région autonome étant principalement chinois, la mesure n'aura pas de grandes répercussions sur l'industrie touristique. Pour l'année 2012, à la date du 30 novembre, la région autonome du Tibet avait reçu 10,34 millions de visiteurs venant d'autres régions de Chine ou de l'étranger, contre 8,69 millions en 2011. Près de 300 000 personnes sont employées dans le secteur touristique régional.
Selon Jim Underwood, qui a travaillé dans le secteur de la construction rurale au Tibet, le tourisme dans la région peut être perçu comme une influence positive pour la pérennité de l'architecture traditionnelle dans la mesure où les touristes viennent pour découvrir cette architecture. Les divers corps de métier ne peuvent que profiter de la réhabilitation des bâtiments anciens.

### Désenclavement

#### Liaison ferroviaire directe Pékin-Lhassa

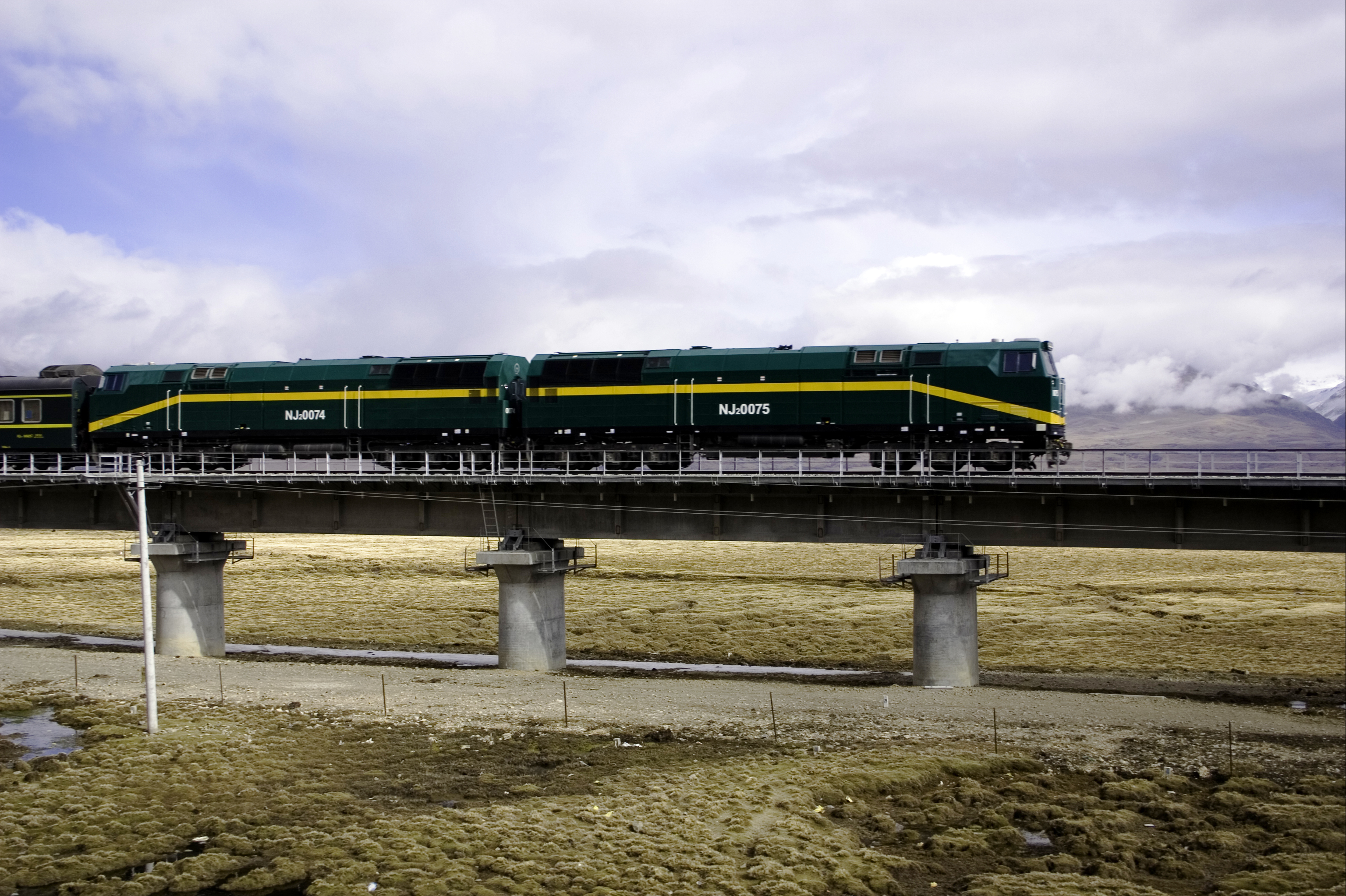
Ligne ferroviaire Qing-Zang (2007).

Le 1er juillet 2006, le président Hu Jintao inaugure le premier train pour Lhassa à la gare de Golmud, dans la préfecture autonome mongole et tibétaine de Haixi de la province du Qinghai. Cette nouvelle ligne ferroviaire relie désormais le Tibet au reste de la Chine, mettant Pékin à deux jours de train. Grâce à elle, 4 561 km sont franchis pour environ 80 euros. Elle devrait, à ce que dit le gouvernement chinois, favoriser l'intégration économique, le développement économique et touristique de la région autonome du Tibet, mais, d'après les anciens prisonniers tibétains du Gu-Chu-Sum cités par le journaliste Bruno Philip, accélérer la sinisation du Tibet.
Pour le gouvernement régional, le chemin de fer va réduire de plus de la moitié le coût d'acheminement des marchandises dans la région. Deux trains de marchandises quotidiens doivent apporter à Lhassa pour 7,5 millions de tonnes de fret chaque année. Le président de la région autonome, Champa Phuntsok, a déclaré que de nouveaux tronçons étaient à l'étude entre Lhassa et les autres villes de la région, y compris aux frontières. La chanteuse tibétaine Han Hong a composé une chanson intitulée « La Voie du ciel » (天路, tian lu en chinois mandarin), qui décrit cette ligne de chemin de fer, qu'elle nomme le « Dragon de fer ». Elle rappelle l'ouverture qu'elle va donner au plateau du Tibet, cette région enclavée, sur le reste du monde, et ses bienfaits pour la population (apports de ressources vitales), comme pour le reste du monde (découverte de la culture et de l'accueil tibétains). Cette chanson est également interprétée en tibétain par la chanteuse tibétaine Basang (巴桑, bāsāng) sur un album portant le nom de la chanson.

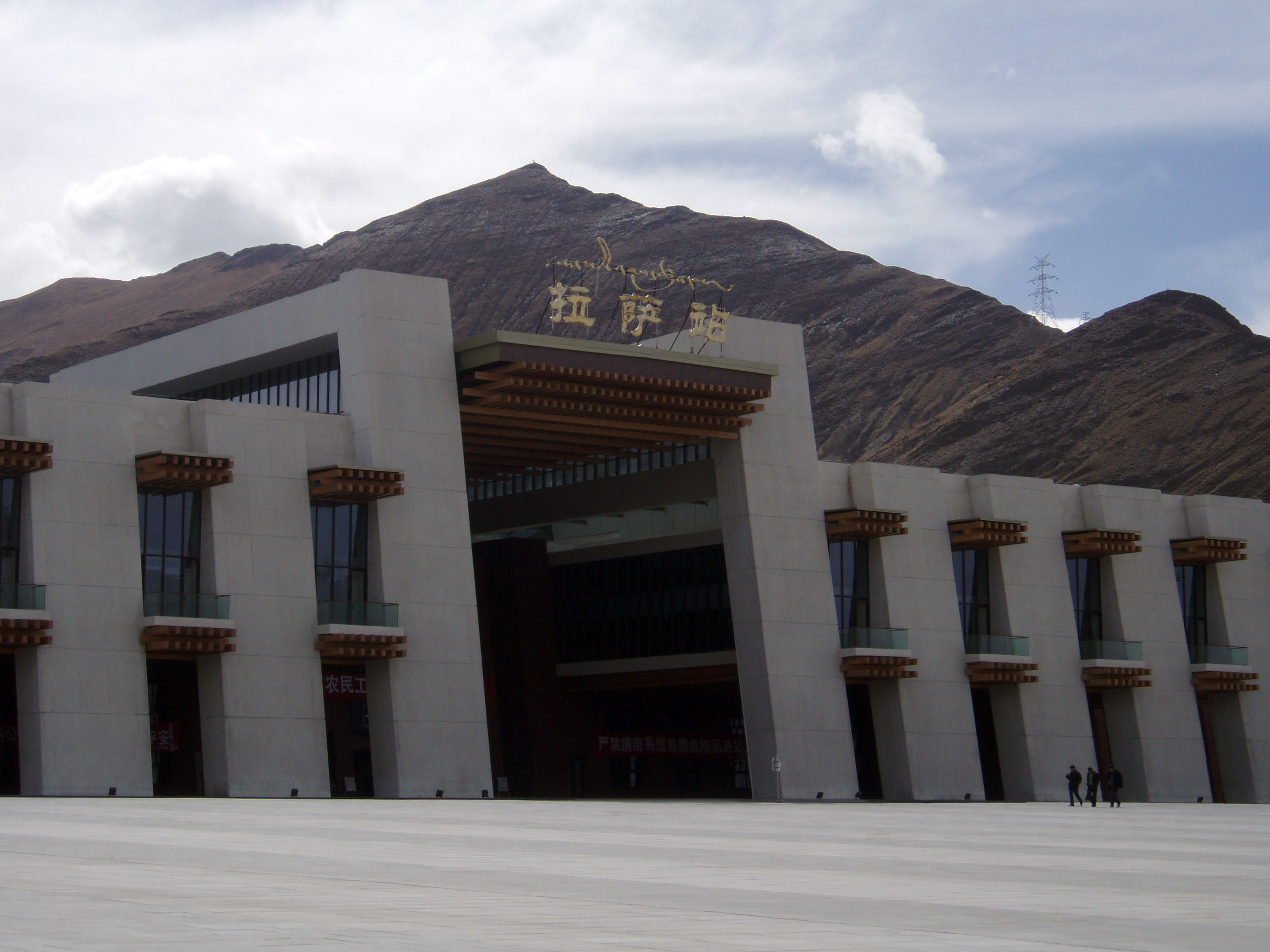
Façade de la gare ferroviaire de Lhassa.

Pour Gregory Clark, ancien responsable au Ministère australien des affaires étrangères et vice-président de l'université internationale Akita, si l'établissement de cette ligne ferroviaire de 1 142 km de long à 5 000 m d'altitude est un péché, faut-il pour autant laisser les Tibétains à jamais confinés dans un isolement rétrograde ?
Les exilés tibétains craignent que cette ligne ne favorise une migration en provenance du reste de la Chine (notamment de l'ethnie han majoritaire) et qu'elle n'amène les Tibétains à devenir minoritaires dans leur région. Ils craignent également que le gouvernement chinois n'utilise la ligne pour renforcer sa présence militaire au Tibet, et qu'il n'augmente l'exploitation des ressources naturelles avec tous les risques que cela représente pour l'environnement fragile du Tibet.
L’Inde, pays voisin de la Chine, considère cette ligne de chemin de fer avec inquiétude en raison des implications militaires et du renforcement potentiel de l'armée chinoise, déjà importante au Tibet, y compris dans sa capacité à déployer des armes nucléaires tactiques.
Lors de l’ouverture de la voie de chemin de fer, le dalaï-lama demandait aux Tibétains d’attendre pour évaluer le bénéfice ou les nuisances qu'elle pourrait apporter. Il accueillait favorablement la voie ferrée « à la condition qu’elle bénéficie à la majorité des Tibétains ».
Mais, fin janvier 2007, il affirma que Pékin utilisait la nouvelle liaison ferroviaire pour inonder le Tibet de mendiants, de prostituées et de sans-emploi, mettant en danger la survie de la culture et des traditions tibétaines,.

#### Extension Lhassa-Shigatsé
Depuis 2014, la ligne Qinghai-Tibet (Qing-Zang) a pour extension la ligne ferroviaire Lhassa-Shigatsé reliant Lhassa, la capitale de la région autonome, à Shigatsé, la deuxième plus grande ville de la région. Commencée le 26 septembre 2010, elle est entrée officiellement en service le 15 août 2014. Longue de 253 kilomètres, cette extension traverse cinq comtés. Elle est conçue pour transporter 8,8 millions de tonnes de fret annuellement et permettre aux trains de rouler à la vitesse minimale de 120 km/h,,.

#### Aéroports

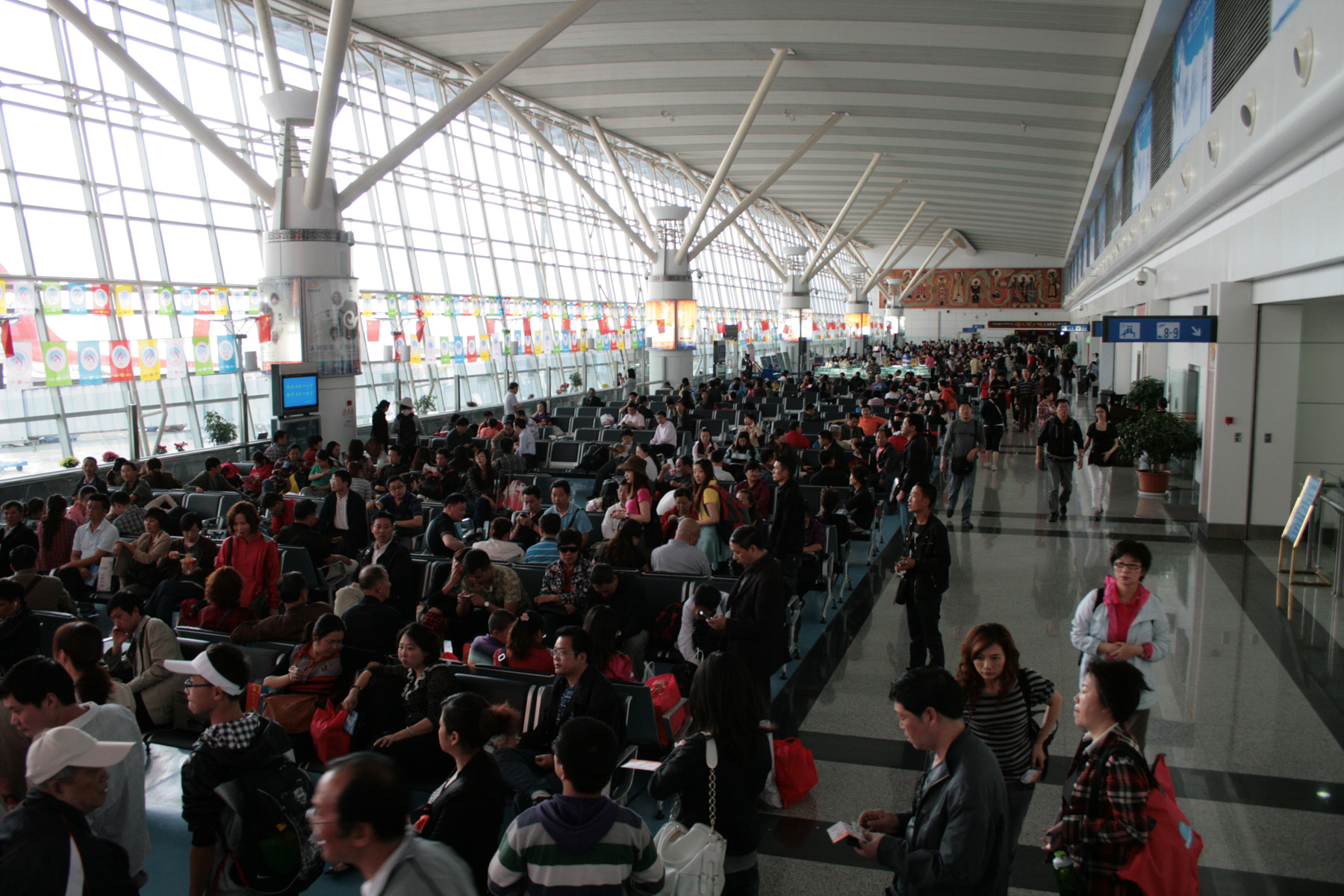
Salle d'embarquement de l'aéroport de Gonggar (2011).

Le premier aéroport à être construit au Tibet fut celui de Damxung en 1956. En 2011, la région autonome compte cinq aéroports civils : Lhassa Gonggar (aéroport national et international desservant la ville de Lhassa) ; Chamdo Bamda (dans la préfecture de Chamdo) ; Nyingchi (dans le sud-est de la région autonome) ; Shigatse (dans le comté de Jangdan, dans la préfecture de Shigatse), et Ngari Gunsa (dans la préfecture de Ngari).
Le transporteur Tibet Airlines, sis à Lhassa, est en train de créer un réseau régional couvrant l'ensemble des aéroports civils de la région autonome.

#### Infrastructure routière
À la date de 2003, 41 302 km de routes avaient été construits. La région possédait cinq nationales, quatorze régionales et six qui s'entrecroisent. En plus des 3 200 km de routes asphaltées, il y avait désormais 32 195 km de voies rurales reliant quelque 683 communes et 5 966 villages.
Le 15 janvier 2009, la Chine avait annoncé la construction de la première autoroute du Tibet, un tronçon de 37,9 kilomètres de route dans le sud-ouest de Lhassa. Le projet devait coûter 1,55 milliard de yuans (227 millions de dollars). Ouverte en juillet 2011, cette autoroute relie Lhassa à l'aéroport de Gonggar dans la préfecture de Shannan. Elle a 4 voies et un éclairage d'origine solaire. Il y a 216 478 automobiles au Tibet en 2011.

## Statut du Tibet: état de la question

### Selon le droit international

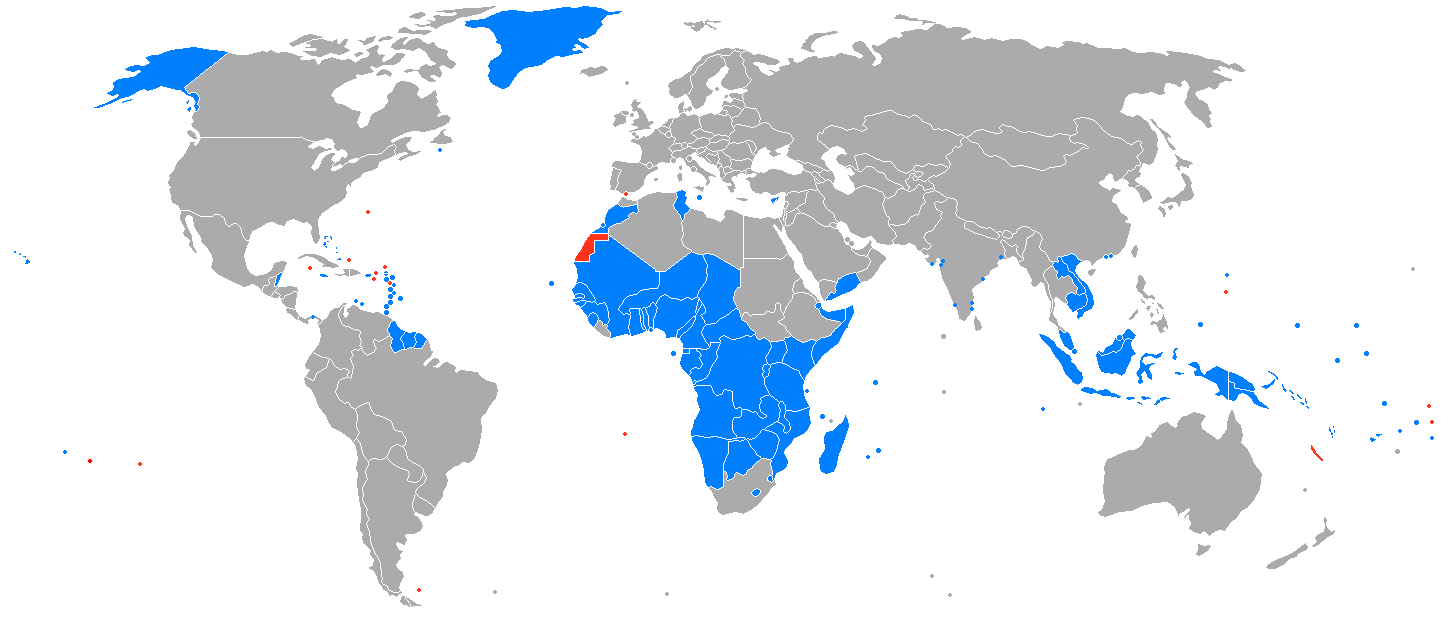
Territoires dans la liste des pays et territoires à décoloniser publiée en 2008 par l'ONU:
actuellement
qui y ont figuré

Le monde en 1945, Carte des Nations unies. Cependant, cette présentation ne reflète nullement l’expression d’une opinion du secrétariat de l’ONU sur le statut légal d’un pays ou territoire.

Selon le linguiste et philosophe américain Noam Chomsky (1967), le Tibet a été reconnu internationalement comme étant une région de la Chine. Ce statut a été accepté par l'Inde ainsi que par la Chine communiste et la Chine nationaliste et n'a jamais été remis en question officiellement par les États-Unis.
Ainsi que le signale Martine Bulard, journaliste au Monde diplomatique, responsable de l’Asie, le Tibet n'a jamais été répertorié par les Nations unies comme « pays à décoloniser », que ce soit avant ou après 1971, date de l'entrée de la république populaire de Chine au sein de cette organisation internationale, et aucun pays n'a reconnu à ce jour[Quand ?] le gouvernement tibétain en exil.
Dans la liste des pays et territoires à décoloniser publiée en 2008 par l'ONU, le Tibet n'est pas mentionné, et la Chine n'est pas citée au nombre des « puissances administrantes ».
Selon le ministère des Affaires étrangères du gouvernement Jean-Pierre Raffarin, en accueillant la république populaire de Chine en son sein en 1971, l'ONU n'a pas contesté la souveraineté de Pékin sur le Tibet, souveraineté qui est admise par tous les États ayant noué des relations diplomatiques avec la république populaire de Chine depuis 1949,.
Cependant, à ce jour[Quand ?], le peuple tibétain n’a jamais été consulté sur le statut du Tibet. Selon le droit international, à ce qu'affirme la Commission internationale de juristes, il bénéficie d’un droit à l’autodétermination qu’il n’a pas encore exercé. Selon elle, un référendum sur le futur statut de la région contribuera à résoudre le conflit politique au Tibet.
Pour Barry Sautman, qui fait état de « la non reconnaissance, par les États et les organisations internationales, aussi bien de l'ancien Tibet que du gouvernement tibétain en exil », il n'existe pas, en droit international, de « droit à l'indépendance », à la sécession, pour une quelconque partie d'un pays.
L'ONU a défini en 1960 les limites et les conditions de l'application du droit à l'autodétermination nationale mais ne les jugea pas pertinentes lors de ses appels au respect du droit du peuple tibétain à l'autodétermination.

### Selon la Chine

#### Argument historique

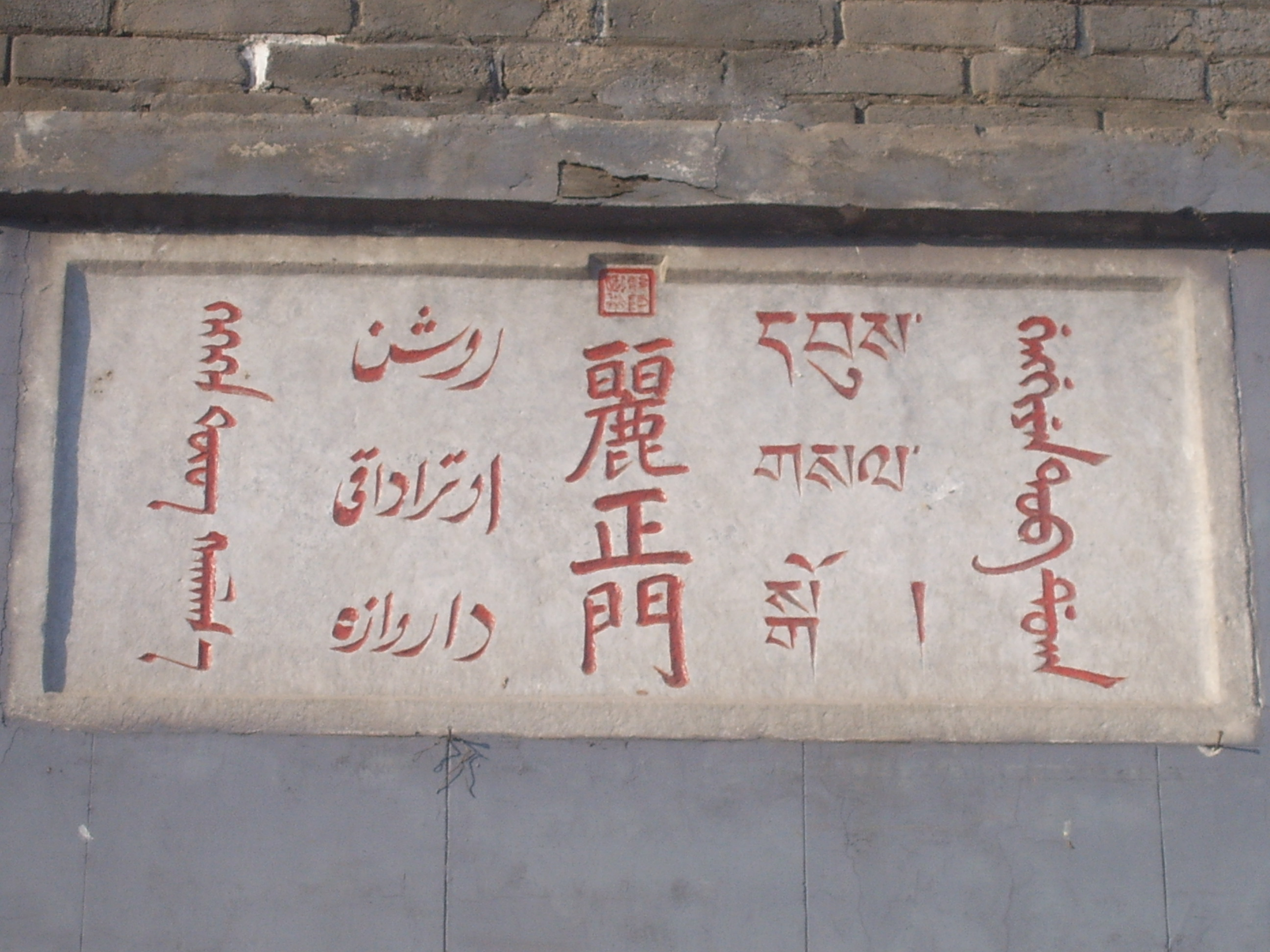
Les cinq langues de la dynastie Mandchoue des Qing (palais d'été à Chengde) : de gauche à droite, caractères mandchous, ouïghours, chinois, tibétains et mongols.

La république populaire de Chine souligne que les relations entre la Chine et le Tibet sont anciennes et remontent au XIIe siècle : c'est ainsi, par exemple, que la majorité des bâtiments impériaux chinois comportent depuis plusieurs centaines d'années les cinq principales écritures que sont les sinogrammes, le mandchou, le mongol, l'ouïghour et le tibétain, une habitude qui semble dater de la dynastie mandchoue des Qing. En 1260, le Mongol Kubilai Khan s’installe à Pékin, fonde la dynastie Yuan à la façon chinoise et lui-même devient empereur de Chine. À cette époque là, le Tibet est incorporé dans l’empire du Grand Khan, qui s'étend au-delà de la Chine jusqu'à la Mandchourie et au lac Baïkal. La dynastie Ming (1368-1644) hérite de la dynastie Yuan le pouvoir d'administration du Tibet.

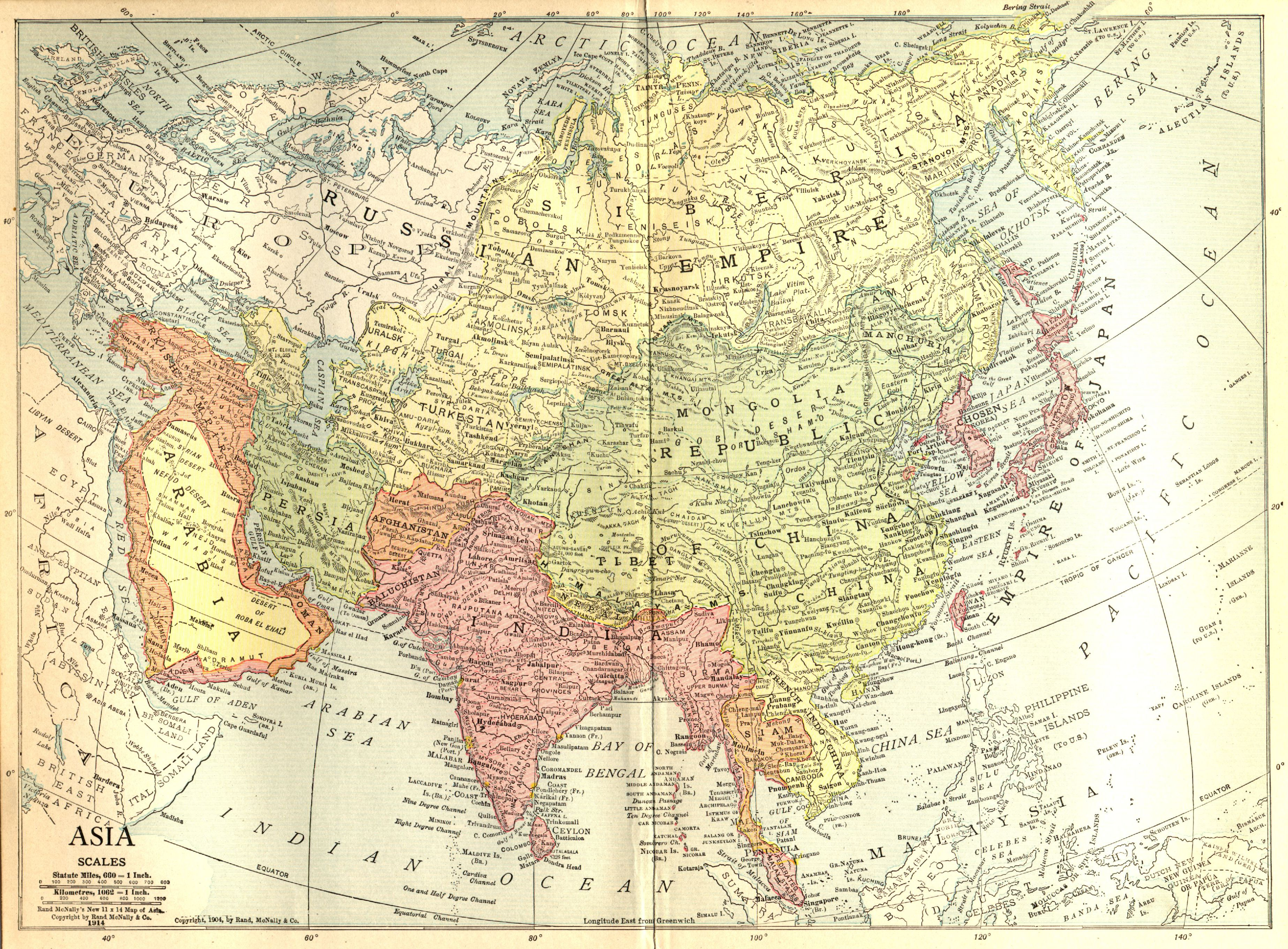
Carte de la république de Chine, 1914.

En 1722, l'empereur Kangxi de la dernière dynastie Qing institue le Yonghegong de Pékin comme temple tibétain. L'empereur Qianlong fait construire un palais tibétain au palais d'Été de Pékin et des monastères tibétains à Chengde, dont en 1771 le Putuo Zongcheng qui est une réduction du palais du Potala de Lhassa. La dynastie Qing (1644-1911) affirme également sa souveraineté sur le pays, en laissant à Lhassa deux ministres (Amban) et une petite garnison. En 1846, les missionnaires français Évariste Huc et Joseph Gabet sont expulsés du Tibet sur ordre de l'Amban.
La chute de la dynastie Qing en 1911 va cependant bouleverser la donne : ainsi, le lien personnel unissant l'empereur mandchou au dalaï-lama étant de facto supprimé, les liens entre les deux pays seraient, selon certains, rompus. En 1913, la république de Chine ne manifeste aucune considération pour la proclamation de l'indépendance du Tibet par le 13e dalaï-lama et ne réagit pas. Elle récuse la convention de Simla de 1914 qui divise la région peuplée par les Tibétains en un Tibet externe autonome administré par le gouvernement du Tibet et un Tibet interne où seule l'autorité spirituelle du dalaï-lama serait reconnue, les deux étant sous suzeraineté chinoise et l'appartenance du Tibet à la Chine est également reconnue. Dans la relation internationale, le Tibet reste une province chinoise,.

#### Argument politique
Le gouvernement chinois affirme être retourné au Tibet en 1949 afin de libérer le pays des « impérialistes étrangers », et son peuple vivant sous la domination d'une oligarchie et d'une théocratie féodales. Par exemple, avant la prise de pouvoir des communistes, les aristocrates et religieux tibétains possédaient 95 % du territoire.
Les autorités chinoises affirment que la liberté religieuse est de nouveau assurée depuis 1983.
Les Tibétains, comme les autres ethnies (appelées « nationalités » en Chine) minoritaires, bénéficient d'une discrimination positive. Par exemple, les étudiants appartenant à l’ethnie tibétaine ont des bonus pour rentrer à l'université,, les travailleurs appartenant à l’ethnie tibétaine sont prioritairement recrutés par les établissements publics par rapport à ceux de l'ethnie Han. Pourtant, Robert Barnett fait remarquer que selon les statistiques officielles, 97 % de la population est tibétaine dans la région autonome, alors que seul un écolier sur trois est tibétain dans l'éducation secondaire et supérieur, ce qui suggère une inégalité dans l'accès à l'éducation des enfants tibétains.
Le Tibet est la seule région de la Chine qui bénéficie des soins gratuits et d'une éducation primaire gratuite avec le logement et la nourriture gratuits, cette éducation est bilingue,. Pour Robert Barnett, les affirmations selon lesquelles l'éducation est gratuite se sont avérées inexactes. En effet, des droits d'inscription et des frais scolaires de plus en plus élevés ont été instaurés par les gouvernements locaux dans l'ensemble du Tibet, comme en Chine.

#### Arguments économiques et sociaux
Le développement économique du Tibet mené depuis des dizaines d'années par la Chine a permis de désenclaver le pays, notamment grâce à la construction de routes, de voies ferrées et d'aéroports.
Le Tibet a bénéficié de la création d'infrastructures modernes et d'une amélioration des services de santé. Selon les chiffres officiels chinois, la population a presque triplé entre 1953 et 2000.
Le correspondant du quotidien économique français Les Échos note en mars 2008 que « Depuis sa « libération » par la Chine, la région a enregistré un recul de la mortalité infantile et de l'analphabétisme ainsi qu'une hausse de l'espérance de vie ». De même, « Les experts indépendants admettent que le PIB du Tibet a doublé entre 2002 et 2007 et que sa croissance annuelle dépasserait régulièrement les 12 %. »

#### Argument géopolitique
La Chine considère le Tibet comme une région stratégique pour sa sécurité. Certains considèrent cette présence comme défensive, le Tibet étant « Un immense désert qui fait office de bouclier contre l'Inde, puissance aujourd'hui menaçante » selon le quotidien français Libération. D'autres, y voient une position potentiellement plus offensive.

### Selon Taïwan

Carte de l'ensemble du territoire revendiqué par la république de Chine (Taïwan).

La république de Chine, qui se considère comme l'unique représentant légitime de la Chine aux termes de sa constitution, revendique la souveraineté de jure de l'essentiel des zones tibétaines, réparties entre les divisions administratives suivantes : Gansu, Qinghai, Sichuan, Aire tibétaine (en), Xikang, Yunnan. La république de Chine n'exerce toutefois aucun contrôle sur ces régions actuellement administrées par le Bhoutan, la république populaire de Chine, l'Inde et la Birmanie, et ne revendique plus ces régions de facto depuis les années 1990.

### Selon le gouvernement tibétain en exil et des tibétologues
Le gouvernement tibétain en exil considère la présence chinoise comme une occupation étrangère ayant débuté lors de ce qu'il appelle l'invasion de 1950-1951 par l'armée populaire de libération. Il accuse la politique de la Chine d'avoir été responsable de la mort de 1 200 000 Tibétains, de pratiquer un transfert massif de population Han et de détruire la culture tibétaine, induisant une sinisation culturelle et démographique du Tibet. Depuis 1979, le 14e dalaï-lama ne demande plus l'indépendance, mais une autonomie réelle pour l'ensemble des régions de population tibétaine.

### Résolutions de l'Assemblée générale des Nations unies

#### Teneur des résolutions
L'assemblée générale de l'ONU a adopté 3 résolutions, condamnant les violations des droits fondamentaux et des libertés du peuple tibétain, les coups portés à sa culture et sa religion, ceci en 1959 (résolution 1353 (XIV)) et en 1960 (résolution 1723 (XVI)). Dans cette 2e résolution, le droit à l'autodétermination du peuple tibétain est mentionné explicitement. Enfin, la dernière résolution en date, celle de 1965 (résolution 2079 (XX)), fait référence aux précédentes dont elle reprend les thèmes mais sans mention explicite à l'autodétermination. La Chine n'est pas désignée explicitement dans ces Résolutions. Selon Jean-Claude Buhrer, écrivain et journaliste, les 3 résolutions de l’Assemblée générale demandaient la reconnaissance du droit à l’autodétermination des Tibétains et le respect de leurs droits fondamentaux.

#### Contexte historique et portée des résolutions
Ces résolutions votées par l'Assemblée générale sont de simples recommandations, elles ne sont pas juridiquement contraignantes. De plus, comme elles ont été adoptées alors que la république populaire de Chine ne faisait pas partie de l'ONU, ce pays n'a pas pu participer aux débats et de ce fait ne reconnaît pas ces résolutions. Depuis 1965, celles-ci n'ont jamais été reconduites, et lors de l'admission de la Chine à l'ONU, en 1971, il n'en a pas été tenu compte. Selon le ministère des Affaires étrangères de la France, en accueillant la république populaire de Chine en son sein en 1971, l'ONU n'a pas contesté la souveraineté de Pékin sur le Tibet, souveraineté qui est admise par tous les États ayant noué des relations diplomatiques avec la république populaire de Chine depuis 1949.
Selon Bhaskar Vyas et Rajni Vyas, « après la résolution de l'ONU de 1965 et la confirmation internationale du génocide », on espérait que la Chine, sous l'effet de la honte se conformerait au moins à l'accord en 17 points sur la libération pacifique du Tibet, dans un esprit réaliste et appliquerait une autonomie authentique. Même si les résolutions de l'ONU ne changèrent rien dans les faits, la Chine prit conscience qu'elle devait s'occuper de cette question.

## Société

### Prostitution
Selon le gouvernement tibétain en exil, la prostitution en tant qu'industrie était pratiquement inexistante avant l'occupation chinoise du Tibet.
Selon l'Association des femmes tibétaines en exil, « Dans le passé, au Tibet, il n'y avait pas de bordels ». Le juriste tibétain Lobsang Sangay reconnaît l'existence de la prostitution avant l'arrivée des Chinois, mais il affirme que le phénomène était minime par rapport à son extension actuelle.
Selon l'écrivain britannique Christopher Hale, du fait de la pratique de la polyandrie, beaucoup de femmes ne trouvaient pas de mari et gagnaient villages et villes, où elles tombaient dans la prostitution. Leur clientèle : les caravaniers qui traversaient le plateau du Tibet, mais aussi les monastères. Selon le sociologue et historien des religions Frédéric Lenoir, les quartiers commerçants traditionnels de Lhassa, le chef-lieu de la région autonome du Tibet, laissent place aux bars, karaokés, salles de jeux et maisons closes. Ainsi, Lhassa compterait plus de 300 maisons closes en 2008. Ces établissements sont situés dans l'île de Jamalinka ou dans le quartier du Shol, à proximité du palais du Potala.
Pour le juriste Barry Sautman, « les émigrés essaient d'attribuer les "vices" rencontrés dans les villes du Tibet aux effets culturels nocifs de la présence Han. Lhassa, comme bien d'autres villes de par le monde, abonde de lieux où sévissent prostitution, jeu et drogue. Le directeur de Campagne internationale pour le Tibet se déclare « inquiet du fait que de plus en plus de jeunes Tibétains sont exposés à la tentation des pires aspects de la culture chinoise ». Pourtant, ajoute Sautman, « aucun de ces vices n'est particulièrement "chinois". Le billard est une invention occidentale, le karaoké est originaire du Japon, et la prostitution et la drogue sont universelles. Interrogé à propos des discothèques et boîtes de nuit de Lhassa, le vice-président de la région autonome du Tibet les qualifie de partie intégrante du "mode de vie occidental", ajoutant qu'elles contribuent à la diversité des cultures tibétaine et han telles qu'elles s'expriment localement, mais que les autorités ne manquent pas de dénoncer jeu et prostitution et de lancer des raids pour débarrasser la R.A. du Tibet de ces vices ». Sautman affirme que « les "vices" au Tibet dénoncés par les émigrés sont pour la plupart d'entre eux également présents dans des centres religieux comme Dharamsala et Katmandou et même ne sont pas rares chez les moines bouddhistes de certains pays ».
En 2003, le Centre tibétain pour les droits de l'homme et la démocratie, une ONG dont le dalaï-lama est le mentor, avance une estimation de 7 000 filles tibétaines dans 1 000 bordels à Lhassa en l'an 2000, et dénonce le manque d'hygiène et de mesures de protection, l'arrivée de prostituées de Chine continentale où le SIDA serait plus répandu, l'absence de programme d'éducation préventive et l'absence de dépistage.

### Santé

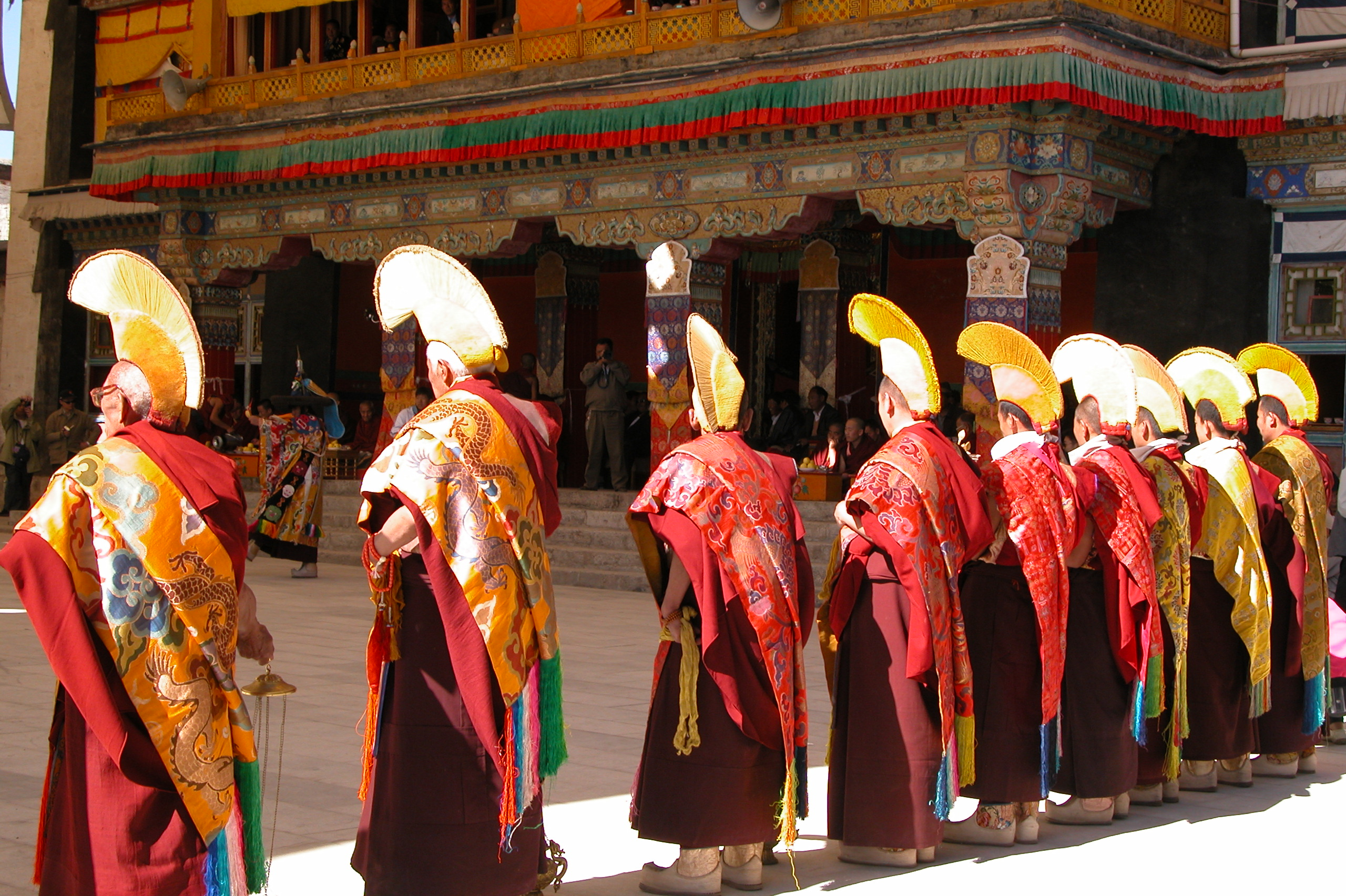
Moines à Shigatsé.

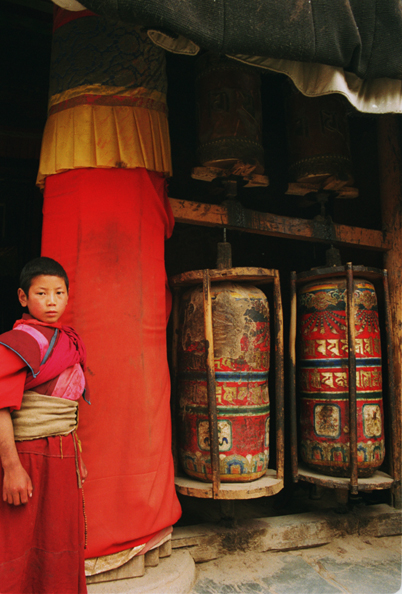
Jeune moine à Labrang.

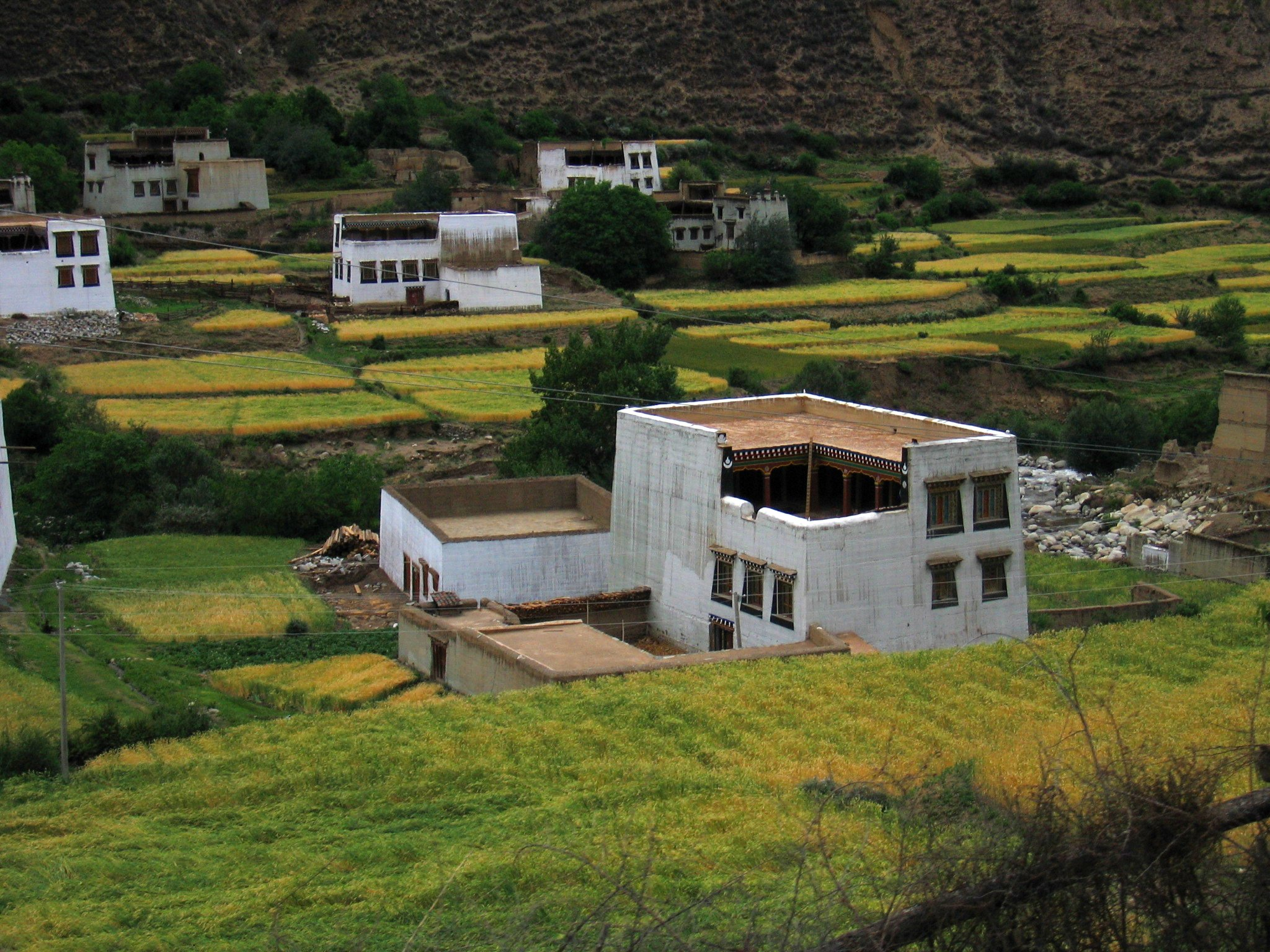
Maisons traditionnelles du Kham.

#### Voirie et hygiène
Selon les écrivains Victor et Victoria Trimondi, jusqu'au milieu du XXe siècle, Lhassa fut une des villes les plus sales au monde, ainsi que le rapportent nombre de voyageurs européens dans leurs mémoires. On jetait les détritus dans la rue, on laissait pourrir les charognes dans les lieux publics mais surtout, comme il n'y avait pas de toilettes dans les maisons, les habitants se soulageaient à l'extérieur. La puanteur était telle que les nobles portaient un mouchoir à leurs narines lorsqu'ils sortaient de chez eux. Selon Évariste Huc, qui se rendit à Lhassa en janvier 1846, les rues principales de la ville étaient « très larges, bien alignées et assez propres, du moins quand il ne pleut pas ». L'écrivain Michael Taylor, qui cite Huc, explique qu'« il n'y a pas de pavés et pas d'égouts ». Toutefois, lors des fêtes du Nouvel An, début mars, « toute la ville est toilettée » et acquiert une réputation de propreté, « ce qui n'est pas son état normal », rapporte l'Autrichien Heinrich Harrer, à la fin des années 1940. Comme il n'y avait pas de toilettes, déclare-t-il, on peut « imaginer l'état de Lhassa lors des fêtes du Nouvel An où il y avait 25 000 habitants, 20 000 nomades ainsi que 25 000 moines ». Robert Barnett indique qu'il existait des toilettes traditionnelles à double évacuation. L'une fonctionnait pendant 6 mois pendant que l'autre était bouchée, ainsi les excréments pouvaient se décomposer. Puis la fosse était vidée et son contenu servait d'engrais dans les champs. Ce dispositif a été utilisé au Tibet pendant des générations. En 1992 un projet de construction d'égout a échoué, alors que l'ancien dispositif avait été démoli. Le moine et intellectuel tibétain Gendün Chöphel avait émis l'idée que l'on construise des toilettes publiques partout et que l'on oblige les familles riches à dépenser la même somme pour construire des toilettes publiques sur leurs domaines que ce qu'ils dépensaient pour leur propre maison. Le gouvernement tibétain chargea Heinrich Harrer et Peter Aufschnaiter de créer un réseau d'égouts.
Selon William Montgomery McGovern qui voyagea au Tibet en 1922, les habitants de la vallée de Chumbi, qui sont d'origine tibétaine, et par ailleurs réputés pour leur beauté, étaient connus pour se laver de temps à autre « à la différence des vrais Tibétains, chez qui la saleté [était] une vertu prisée des dieux ». Robert W. Ford (1957), pour sa part, dit des Khampas qu'ils ne prenaient jamais de bain et qu'ils se lavaient rarement le corps. Il note que, pour eux, se soulager en public était aussi naturel que de se moucher le nez, ajoutant que la robe tibétaine avait toutefois l'avantage de tout cacher.
Selon le zoologue Ernst Schäfer, qui séjourna au Tibet en 1939 et que cite Christopher Hale : « les femmes tibétaines sont très fertiles et donnent souvent naissance à une douzaine d'enfants. Toutefois, en raison du manque d'hygiène, le taux de mortalité des enfants est énorme. ». L'association AMCHI explique qu'au Tibet, l’hygiène n’était pas une préoccupation majeure en raison de la qualité de l’atmosphère et des basses températures, mais aussi des difficultés à trouver de l’eau. Si le manque d’hygiène n’était pas systématiquement un problème au Tibet, il devint plus préoccupant pour les réfugiés tibétains exilés dans le sud de l’Inde confrontés au climat tropical, car ils avaient conservé cette habitude.

#### Assainissement
La première usine de traitement des eaux usées a été construite à Lhassa en 2011. Elle est conçue pour traiter 50 000 tonnes d'eaux usées par jour. Avant 2011, les eaux usées de la ville étaient rejetées sans traitement dans les rivières.

#### Situation sanitaire
Des documents historiques font état de plusieurs épidémies ayant frappé la ville de Lhassa dans les années 1920-1930 : la variole en 1925, qui fit 7 000 victimes, la fièvre typhoïde en 1934 puis en 1937, qui tua plus de 5 000 personnes.
Séjournant au Tibet central dans les années 1940, l'Autrichien Heinrich Harrer se prend à rêver de l'amélioration de la situation médicale et sanitaire du pays. Il place la durée moyenne de vie à trente ans seulement chez les Tibétains en raison d'une mortalité infantile élevée. Les maladies vénériennes sont très courantes, nous apprend-il, et soignées trop tard. Selon Harrer, les Tibétains ne prêtent d’ordinaire aucune attention à la maladie chez les adultes.
L'opérateur radio britannique, Robert W. Ford, qui séjourna également au Tibet à la même époque, rapporte que les maladies vénériennes (syphilis et gonorrhée) étaient monnaie courante dans tout le Tibet, en particulier dans le Kham. Des adultes, voire des bébés, venaient le consulter dans l'espoir d'un traitement mais il était contraint de les éconduire. Les Khampas ignoraient comment ces maladies se transmettaient, ayant été amenés à croire que toute maladie était causée par des esprits malins. Leur parler de transmission par des microbes était impossible. Les marchands tibétains, pour leur part, allaient se faire soigner en Inde chaque trimestre, lorsqu'ils allaient y acheter des denrées alimentaires. À la fin des années 1940, alors qu'il est à Chamdo, non loin de la frontière chinoise,
le même Robert Ford écrit qu'il était devenu un cavalier très prudent car il se trouvait si éloigné de toute assistance médicale qu’une jambe cassée eût signifié la mort ou au moins une infirmité à vie.
À la fin des années 1990, Wangdu, un ancien moine tibétain devenu un militant du VIH/SIDA s’est engagé dans la lutte contre le VIH/SIDA, travaillant avec des institutions australiennes, Australian Aid (en), puis l'Institut Burnet, impliquées dans la prévention à Lhassa, notamment auprès des prostituées, et des écoles. Il était chef de projet de l'Institut Burnet, qui mène depuis 1999 un programme d’éducation sur le VIH/SIDA au Tibet pour les groupes à risque : les prostituées dans les bars et les bordels. Wangdu a été arrêté le 14 mars 2008 à son domicile à Lhassa, par le Bureau de sécurité publique au moment des manifestations à Lhassa, auxquelles il n’a pas pris part. Le 27 octobre 2008, il a été condamné à la prison à vie par la cour populaire intermédiaire de Lhassa. Wangdu ainsi que 6 autres Tibétains, a été accusé d’espionnage et de transfert d’information à l’étranger,. Selon le TCHRD, fin février 2012, Wangdu a été hospitalisé à l'hôpital militaire de Lhassa et gardé par trois policiers. Une de ses mains est cassée et son crâne rasé. Ses blessures proviennent vraisemblablement de coups reçus en prison.

#### Médecine traditionnelle tibétaine
La médecine traditionnelle tibétaine est une des plus anciennes médecines au monde. Elle utilise jusqu'à deux mille types de plantes et cinquante minéraux. Une des personnalités clé dans son développement fut le médecin Yuthok Yonten Gonpo (VIIIe siècle), qui a écrit les Quatre tantras médicaux, l'ouvrage fondateur de la médecine traditionnelle tibétaine, intégrant différents éléments des médecines de Perse, d'Inde et de Chine. Cet ouvrage fut ensuite modifié et complété par les générations suivantes, et notamment par le 13e descendant de Yuthok Yonten Gonpo, Yuthok Sarma Yonten Gonpo, qui y ajouta 18 ouvrages médicaux. Un de ses livres comporte des tableaux dépeignant la remise à l'état initial d'un os cassé ou des images anatomiques d'organes internes.
Au XVIIe siècle, le 5e dalaï-lama et son régent Sangyé Gyatso fondèrent L'ancienne école médicale tibétaine de Chakpori situé sur la colline de Chakpori près de Lhassa,.
En 1916 le 13e dalaï-lama, fonda l'Institut de médecine et d'astrologie tibétaine (Men-Tsee-Khang) et en nomma directeur Khyenrab Norbu directeur du Collège médical de Chakpori, et du Men-Tsee-Khang. Créé en 1977, l'Institut de médecine tibétaine de Lhassa a un service de consultation externe et un service d'hospitalisation, un centre d'enseignement d'astrologie médicale, un atelier de préparations médicales, un musée abritant des tankas médicales.

#### Médecine magico-religieuse
Selon l'anthropologue et ethnologue russe G. Ts. Tsybikoff (1904), quand les Tibétains sont malades ils préfèrent prendre des grains d'orge bénis par des lamas ou des devins ou faire dire des prières de guérison plutôt que de recourir à la médecine. Les médicaments sont importés d'Inde.
Cette médecine savante qu'est la médecine tibétaine traditionnelle a, selon l'anthropologue et tibétologue Fernand Meyer, « toujours coexisté au Tibet avec d'autres pratiques thérapeutiques, populaires ou spécialisées, empiriques ou magico-religieuses, susceptibles d'offrir un recours contre la maladie non isolée des catégories plus générales du mal, de l'infortune et du malheur. Rester en bonne santé ou guérir continue de relever autant, sinon davantage, de la religion organisée ou populaire : pacification des passions, accumulation de mérites, prières et rituels individuels ou collectifs, rapports harmonieux avec les divinités de l'environnement naturel, etc., que de la science médicale [...]. ».
La médecine tibétaine bouddhique, sa philosophie, son histoire, sa cosmologie, ses traitements, son éthique et sa tradition psychiatrique a fait l'objet d'une étude menée par Terry Clifford, et dont les résultats sont publiés sous la forme d'un livre. La médecine tibétaine, incorporant des méthodes thérapeutiques « magiques » et rationnelles, était renommé dans toute l'Asie centrale si bien que le Tibet était dénommé le « pays de la médecine ». Cependant, ce système thérapeutique ancien risque de disparaitre, et lutte pour sa survie en exil. Le communisme chinois a supplanté le bouddhisme tibétain, et si les Chinois ont conservé au Tibet contemporain une partie importante de la tradition médicale tibétaine, ils en ont retiré les aspects religieux et spirituels qui font cependant partie intégrante du système médical tibétain, voire en sont la source et le fondement.

#### Médecine occidentale

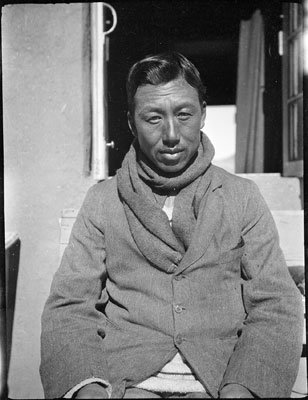
Le Dr Bo Tsering, qui travailla de nombreuses années comme chirurgien auxiliaire au Tibet. Gyantsé, 1927.

Alex McKay est l'auteur d'un ouvrage sur l'arrivée et la réception de la biomédecine dans la région indo-tibétaine à la fin du XIXe et au début du XXe siècle. Un hôpital britannique a été fondé dans la ville de Gyantsé en 1904. Durant les décennies suivantes, les officiers du service médical indien offrirent des traitements aux Tibétains de Gyantsé. Le docteur Robert Steen forma trois Tibétains à la vaccination antivariolique, et le 31 décembre 1905, 1 320 enfants étaient vaccinés à Gyantsé et la région environnante. Plus de 20 membres du service médical indien travaillèrent au Tibet entre 1904 et 1950, à l'époque où s'y trouvaient des diplomates de l'Inde britannique, dont l'Écossais James Guthrie, qui gagna la bonne volonté des Tibétains et permit l'avancée de la médecine au Tibet. Il fut en poste à Gyantsé entre 1934 et 1936. Après la Seconde Guerre mondiale, il fut medecin à la mission britannique à Lhassa où il resta jusqu'en 1949 avec sa femme, infirmière.
Pour Heinrich Harrer, la politique du gouvernement tibétain à l’égard de la médecine est un chapitre sombre de l’histoire du Tibet moderne. Les seuls médecins qualifiés pour une population de trois millions et demi sont les docteurs de la Légation britannique. Il y aurait de vastes débouchés pour des médecins étrangers mais le gouvernement ne leur permettrait jamais d’exercer, soumis qu’il est à la pression des moines, lesquels détiennent la totalité du pouvoir. Ils critiquent même les dignitaires du gouvernement lorsque ceux-ci font venir le médecin anglais. Durant son séjour, il arrivait à Harrer d'être pris de peur panique à l'idée d'avoir une appendicite dans un pays où la chirurgie était inexistante en dehors du percement des bubons et où la stérilisation des instruments de chirurgie était inconnue. Il attribue cette situation à l'opposition des écoles de médecine au changement. Les doctrines enseignées par Bouddha et ses disciples sont la loi suprême et il n’est pas question d’y toucher. Les dentistes et leurs fraise électrique sont également inconnus à Lhassa.
En 1958, selon Dorothy Stein (en), qui cite des sources chinoises, le Tibet n'avait que 174 lits d'hôpital (soit 0,15 lit par millier d'habitants) ; en 1991, ce chiffre avait été porté à 5 000 (soit 2,3 lits par millier d'habitants). En 1990, le taux de mortalité était ramené à 7 % tandis que l'espérance de vie passait de 35 ans (au début des années 1950) à 65 ans. Une enquête de 1982 portant sur des enfants de 7 à 17 ans montrait qu'en moyenne les garçons avaient gagné plus de 10 cm de taille et 5 kg et les filles 8 cm et 3 kg par rapport à 1965.
Selon une étude effectuée en 1994 et 1995 dans onze comtés de la région autonome du Tibet, la malnutrition y affectait plus de la moitié des enfants âgés de 7 ans ou moins. La cause majeure désignée était la pauvreté,.
L'étude du Dr Nancy S. Harris publiée en 2001 montre que les enfants souffrant d'un retard de croissance dans la région autonome du Tibet présentent des signes cliniques de malnutrition, ainsi qu'une mortalité et une morbidité élevées. En 1999, le Dr Tsetan Dorji Sadutshang, directeur de l’hôpital Delek à Dharamsala, affirme que les vaccinations sont rares, voire inexistantes, dans les régions rurales du Tibet, une situation qui ne s'améliore que lentement.

#### Médecine traditionnelle chinoise
De nos jours, la bile d'ours de la médecine traditionnelle chinoise et d'autres médicaments issus d'animaux sont produits au Tibet.

#### Mal des hauts plateaux ou mal des montagnes
Le mal aigu des montagnes, également appelé « réaction aux hauts plateaux » (chinois : 高原反应 ; pinyin : gāoyuán fǎnyìng) ou « mal des montagnes », apparaît lors des premiers jours de montée en altitude, en raison de la période d'adaptation au changement de pression pour le sang, et peut conduire à des nausées, des insomnies, des pertes de l'appétit, des maux de tête et des difficultés à respirer. Ce mal peut également entraîner la mort par œdème pulmonaire et/ou œdème cérébral dans les altitudes extrêmes de l'Himalaya et en raison des moyens de transport, des améliorations des routes et réseaux ferrés permettant des montées plus rapides de nos jours.

#### Espérance de vie
L’espérance de vie des habitants du Tibet est passée de 35,5 ans en 1951 à 71,1 ans en 2019.

## Religion
La religion, en particulier le bouddhisme tibétain, a fortement influencé le développement historique et culturel du Tibet.
Interdite durant la révolution culturelle, la pratique religieuse est à nouveau autorisée, notamment après la tournée d'inspection de Hu Yaobang dans la région autonome du Tibet en 1980.
En 2002, Gyalbo, le vice-président de la région autonome du Tibet et membre du Parti communiste chinois indique : « L'influence de la religion sur le peuple est très profonde. Mais avec les progrès de la science et de l'éducation, son influence, surtout chez les jeunes, va progressivement diminuer, et elle finira par disparaître. »[pertinence contestée].
Des associations internationales dénoncent une répression de la religion au Tibet, comme l'illustrent par exemple la mise en résidence surveillée de Gedhun Choekyi Nyima, en 1995, juste après sa reconnaissance comme 11e panchen-lama par le 14e dalaï-lama, ou la destruction en 2001 de l'institut bouddhiste de Serthar fondé par Khenpo Jigme Phuntsok, également mis en résidence surveillée et disparu dans des circonstances douteuses, ou encore la condamnation à une peine de prison à vie de Tenzin Delek Rimpoché en 2005. Selon Francesca Yvonne Caroutch, la plupart des grands maîtres du bouddhisme tibétain ont été contraints à l'exil, comme l'a illustré la fuite à la veille de l'an 2000 du 17e Karmapa, Orgyen Trinley Dorje.
Le gouvernement finance l'entretien des lieux de cultes ainsi que les logements pour les religieux, qui bénéficient également d’une pension de retraite et de l’assurance-maladie. D'après la journaliste Martine Bulard, « enfants et adultes, jeunes et vieux peuvent prier dans la plus grande tranquillité — même les plus fanatiques. On est loin de l’image largement répandue de la répression quotidienne. Et totalement dans la vision que veulent faire passer les autorités de Pékin : la religion n’est pas l’ennemie du pouvoir central… À certaines conditions, faut-il ajouter. » Il est en effet interdit de militer en faveur de l'indépendance ou de l'autonomie du Tibet.

### Bön
Le terme bön (prononcer beun) désigne trois traditions religieuses tibétaines distinctes, selon le tibétologue norvégien Per Kværne :
- tout d'abord une religion animiste ancestrale préexistant au bouddhisme, supplantée par celui-ci aux VIIIe siècle et IXe siècle ;
- ensuite une religion syncrétique qui apparaît au Tibet aux Xe siècle - XIe siècle, époque où le bouddhisme se propagea à partir de l'Inde pour devenir la foi dominante ;
- enfin un vaste corpus de croyances populaires, mélées de superstition et d'animisme, comme la divination chamanique, qui sont communes aux adeptes du bön (ou bönpos) et au reste de la population[401].

Jusqu'à aujourd'hui[Quand ?] le bön a continué à exister comme religion minoritaire.
L'un des rites funéraires les plus pratiqués par les böns tibétains est celui de la sépulture de l'Air, ou "céleste", par lequel le corps du défunt est démembré puis offert aux oiseaux de proie et aux animaux sauvages.

### Bouddhisme tibétain
Le Tibet est l'écrin traditionnel du bouddhisme tibétain, une forme distincte de Vajrayana, qui est aussi relié au Shingon, la tradition bouddhiste au Japon. Le bouddhisme tibétain est non seulement pratiqué au Tibet, mais aussi en Mongolie, en république de Bouriatie, en république de Touva, en république de Kalmoukie et chez les mandchous,,,.
L'un des rites funéraires les plus pratiqués par les bouddhistes tibétains est celui de la sépulture de l'Air, par lequel le corps du défunt est offert aux vautours.

#### Monastères bouddhistes

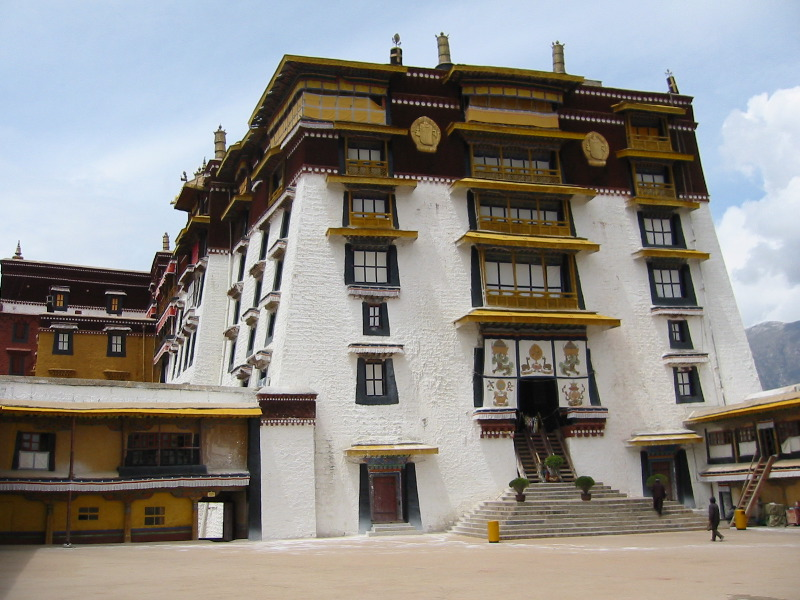
Le palais blanc du Potala, demeure des dalaï-lamas

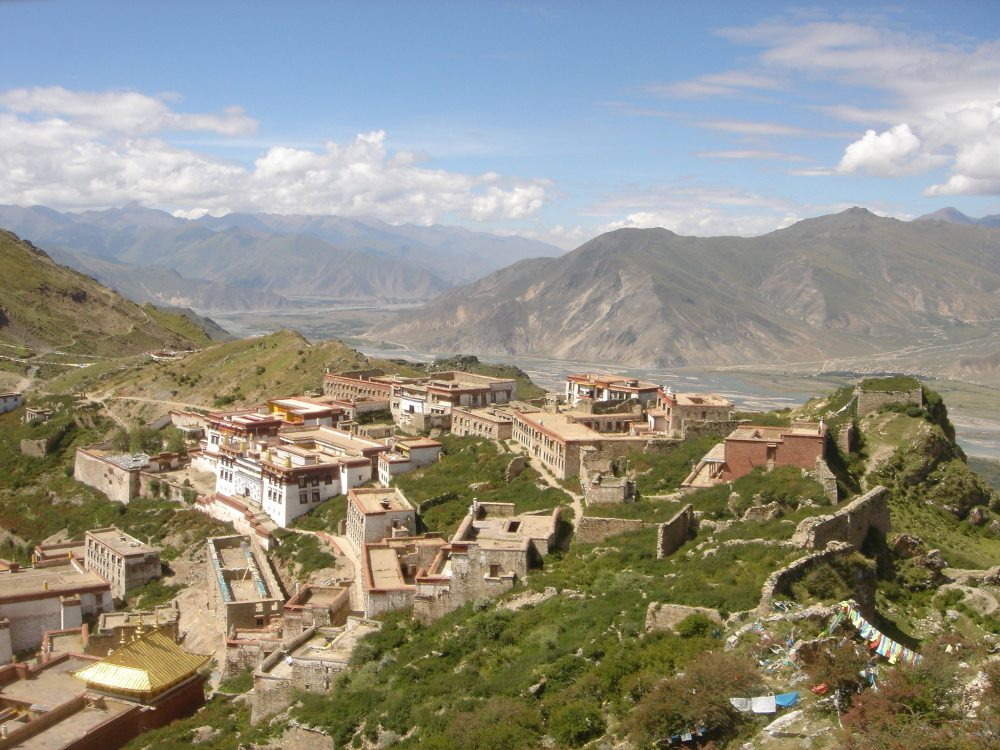
Monastère de Ganden.

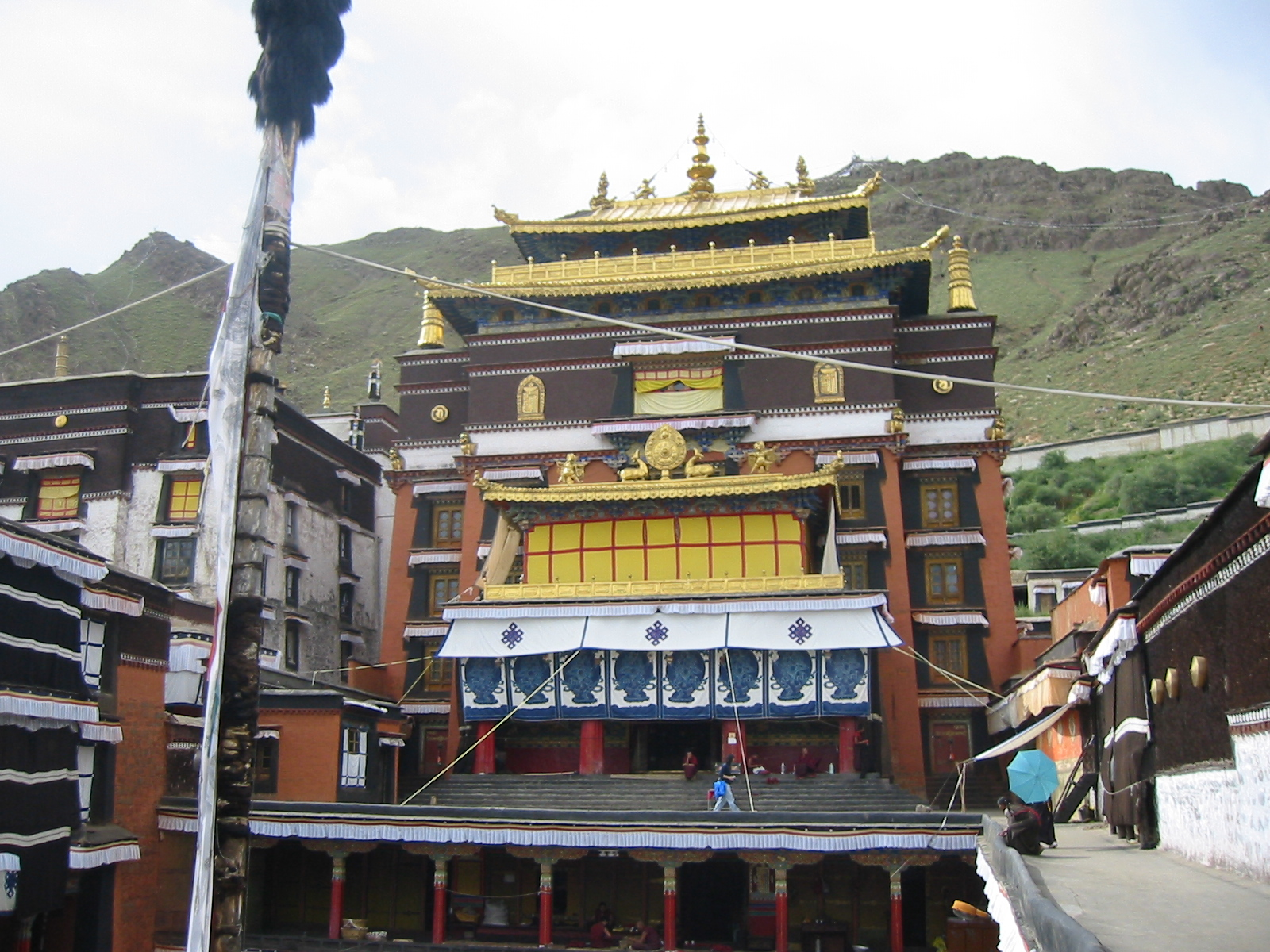
Tashilhunpo.

##### Grands monastères et monastères-forteresses
Alors qu'au Bhoutan, les monastères-forteresses ou dzongs réunissaient pouvoir religieux et pouvoir politique, leurs homologues tibétains en revanche avaient surtout un rôle administratif, la fonction religieuse étant dévolue aux grands monastères, forts de plusieurs milliers de moines, tels Séra, Drépung et Ganden autour de Lhassa, et Tashilhunpo à Shigatsé. Le palais du Potala, ancienne résidence d'hiver des dalaï-lamas, est un exemple de tout premier plan des monastères-forteresses du Tibet. Il figure au patrimoine mondial de l'UNESCO.

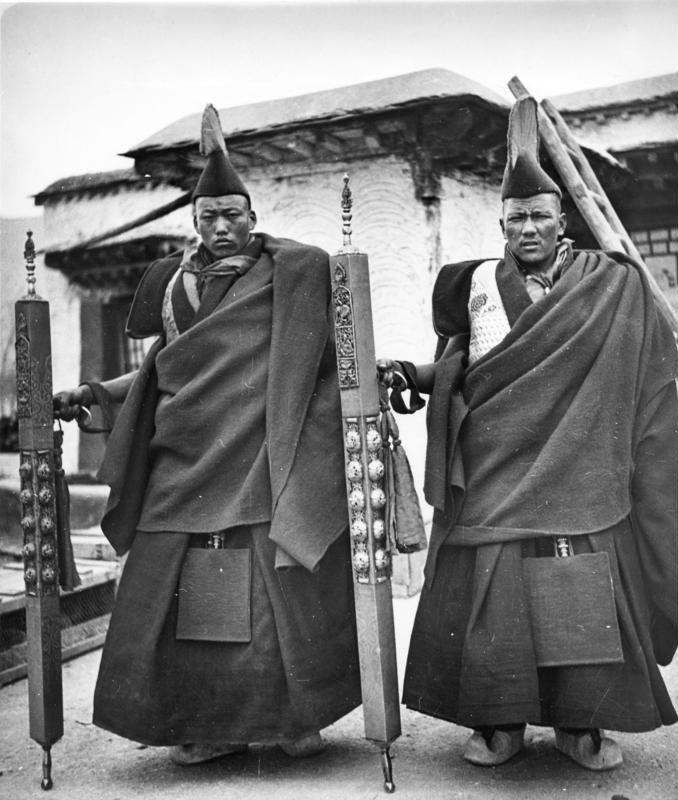
Dob-dob, Lhassa, 1938.

Les monastères tibétains, selon la tibétologue Lydia Aran, entretenaient des armées privées qui étaient déployées en cas de conflit avec le gouvernement ou avec d'autres monastères ou parfois même au sein d'écoles concurrentes à l'intérieur d'un même monastère. Les moines de combat dits dob-dob représentaient 15 % des moines des grands monastères gélougpa à l'intérieur et aux alentours de Lhassa. Selon Stéphanie Roemer, les troupes des grands complexes monastiques de Sera, Ganden et Drepung disposaient de fusils et de munitions et faisaient figure de force armée concurrençant et éclipsant l'armée tibétaine.

### Islam
Dans les villes tibétaines, il existe de petites communautés musulmanes, comme les Kachee (Kache), dont les origines remontent aux immigrants de trois régions principales : le Cachemire (Kachee Yul en tibétain ancien), le Ladakh et les pays turcs d’Asie Centrale. L'influence islamique au Tibet est aussi venue de Perse.
Après 1959, un groupe de musulmans tibétains a demandé la nationalité indienne du fait de leurs racines historiques au Cachemire et le gouvernement indien a déclaré citoyens indiens tous les Musulmans tibétains cette année-là. Il existe aussi une communauté musulmane chinoise bien établie (gya kachee), dont les origines remontent au peuple Hui, un groupe ethnique de Chine.
L'un des rites funéraires les plus pratiqués par les musulmans tibétains est celui de l'inhumation, par lequel le corps du défunt est enterré.

### Mun
Le mun est une religion mêlant christianisme et bouddhisme, pratiqué par la minorité des Lepchas.

#### Vicissitudes au cours des siècles
Selon Elisabeth Martens, en 1617, lors de la guerre civile entre bouddhistes karmapa et bouddhistes gelukpa, les moines-soldats karmapa, secondés par l'armée du roi de Ü, mirent Lhassa à feu et à sang et rasèrent le monastère de Drepung. Selon Sanderson Beck, lors de l'incursion d'un corps expéditionnaire britannique en 1903-1904, il fut ordonné aux Britanniques de ne pas piller mais ils se servirent en représentations et peintures dans les monastères qui leur résistèrent. Selon Roland Barraux, des rumeurs de pillages ont mené à des discussions jusqu’au Parlement britannique, mais l’armée britannique n’est pas allée jusqu’à de pareilles extrémités. Aux dires du 14e dalaï-lama, les Britanniques sont restés célèbres dans la mémoire des Tibétains, pour n’avoir pas détruit ou pillé les monastères tibétains, au contraire de l’invasion menée par Zhao Erfeng quelques années plus tard,.
En 1914, sous le 13e dalaï-lama, le monastère de Tengyeling aurait été privé de financement et transformé une école de médecine et d'astrologie tibétaine (selon Sanderson Beck), ou démoli (selon Heinrich Harrer) pour collusion avec les Chinois et le général Zhao Erfeng. Les traîtres furent bannis et les moines restants furent répartis entre différents monastères.
En 1947, lors de la répression gouvernementale contre les partisans de l'ancien régent Reting Rinpoché, le monastère de Séra fut bombardé par les mortiers de l'armée tibétaine et pris d'assaut, ce qui coûta la vie à environ 200 moines. Les bâtiments furent entièrement saccagés et pillés par les soldats envoyés par le gouvernement tibétain : statues fracassées, thangkas arrachées de leur support, livres précieux arrachés de leur reliure et éparpillés au sol, si bien que pendant des semaines des objets précieux réapparurent dans les boutiques de Lhassa,. À l'instar du temple de Tengyeling trente ans auparavant, tous les bâtiments furent détruits.

#### Controverse sur le chiffre des destructions (années 1950-1960)
Dans leur livre On the margins of Tibet, Åshild Kolås, Monika P. Thowsen indiquent qu'il y avait, d'après des archives tibétaines, 5 542 monastères sur le plateau tibétain avant 1958, dont 3 897 situés en dehors des frontières de la région autonome (soit 1645 pour celle-ci). Ils ajoutent, sur la foi d'archives chinoises, que dans les zones tibétaines faisant partie des provinces du Sichuan, Gansu, Yunnan, et Qinghai, de nombreux bâtiments monastiques furent démolis, d'autres furent simplement abandonnés et laissés sans entretien, d'autres encore furent reconvertis en écoles, entrepôts, voire en habitations.
Il n'existe pas de recensement des monastères et lieux saints du Tibet ayant subi des destructions, à ce que fait remarquer l'auteur d'un projet de cartographie du Tibet : « Si on dit que plus de 2 000 monastères et lieux-saints ont été détruits par les Gardes Rouges [...], personne ne peut en fournir la liste, ni les localiser sur une carte ».
Selon le gouvernement tibétain en exil, dans les années 1960 et 1970, plus de 6 000 monastères furent détruits, dont certains à l'occasion des bombardements de l'armée chinoise contre la résistance tibétaine[citation nécessaire] et d'autres durant la révolution culturelle par les gardes rouges tibétains. Selon Laurent Deshayes, à partir du Grand Bond en avant (1958), le gouvernement central renforce sa politique dans l'Est tibétain : les communistes transforment les monastères en bâtiments administratifs ou en casernes et plus rarement en hôpitaux.
En juin 1959, la Commission internationale de juristes (CIJ), une association dont la formation avait été financée par la CIA en tant qu'instrument de la guerre froide, à l'insu de la plupart de ses membres, mentionne notamment la destruction des monastères comme un des éléments permettant de conclure à une volonté d'éliminer les croyances religieuses, en violation de l'Accord en 17 points sur la libération pacifique du Tibet[citation nécessaire].
Au début des années 1980, le journaliste américain Fox Butterfield rapporte que des fonctionnaires chinois l’informèrent qu’avant 1959, il y avait 2464 monastères au Tibet, et qu’après la révolution culturelle, il n’en subsistait plus que 10. Ils mentionnèrent notamment que l’un d’entre eux, Ganden, le troisième en importance et qui contenait 10 000 moines, avait tout simplement disparu,.

#### Institut bouddhiste de Serthar et monastère de Yachen Gar (2001)
Selon la Campagne internationale pour le Tibet, un organisme œuvrant pour l'indépendance du Tibet, l’Institut bouddhiste de Serthar (également appelé Institut bouddhiste de Larung Gar ou Larong Gar), fondé en 1980 par Khenpo Jigme Phuntsok dans la région de préfecture autonome tibétaine de Garzê, près de la ville de xian de Sêrtar (en chinois Seda), dans la province du Sichuan, fut rasé durant l’été 2001. Les quelque 8 000 étudiants furent expulsés et environ 2 000 maisons détruites sous la supervision d'équipes militaires et policières armées. En raison du traumatisme infligé aux nonnes, certaines d'entre elles se suicidèrent. Selon Pierre-Yves Ginet, en quelques mois, Larung Gar a été détruit à 70 % et les religieux « en excès » expulsés.

#### Restauration du patrimoine architectural religieux
En vingt ans (jusqu'en 2011), le gouvernement central et la région autonome du Tibet ont dépensé 700 millions de yuans, soit plus de 100 millions de dollars, pour la conservation et la restauration de plus de 1 400 temples, monastères et palais.
Wang Lixiong affirme que les Tibétains ne sont pas reconnaissants de cet investissement. Ils interprètent ce « geste comme l'aveu que les monastères avaient bien été détruits par les Chinois »[citation nécessaire]. Pour la journaliste Dorothy Stein, alors qu'il y a des preuves montrant qu'une bonne partie des destructions subies par les institutions religieuses pendant la révolution culturelle est en réalité l'œuvre de gardes rouges d'ethnie tibétaine, on en fait depuis porter le chapeau aux Chinois tandis que se renforce la tendance des Tibétains et de leurs sympathisants pro-nationalistes à voir les choses uniquement en termes d'opposition ethnique.
Selon le tibétologue Robert Barnett dès 2008, l’année où ont éclaté des protestations dans la région autonome du Tibet, « l’étau s’est encore resserré ». Les autorités chinoises ont envoyé 21 000 cadres du Parti communiste dans 5 400 villages « à des fins de propagande ». Les photos du dalaï-lama ont été interdites. Les membres du Parti se sont installés dans les monastères pour imposer aux moines des séances de rééducation patriotique. Il existe un lien direct entre les interventions des autorités chinoises et les immolations de Tibétains. Katia Buffetrille précise que « Pékin a déjà mis les monastères au pas en y postant des laïcs et en forçant des moines à se défroquer ».

## Culture

### Langues
Les langues incluent le Tibétain (de la famille des langues tibéto-birmanes) et le mandarin (langue officielle de la RP de Chine). Selon le linguiste Nicolas Tournadre, « En moins de cinquante ans, la langue tibétaine est devenue une langue menacée, condamnée à un déclin irréversible, voire à la disparition en deux générations si la politique linguistique actuelle est maintenue. La responsabilité du gouvernement régional et du gouvernement central est, dans ce domaine, évidente ». Pour Tournadre, le tibétain est considéré comme un patois négligeable. Les responsables tibétains n'ont pas même le droit de signer leur nom en tibétain, et doivent le transcrire en idéogrammes chinois.

### Art tibétain

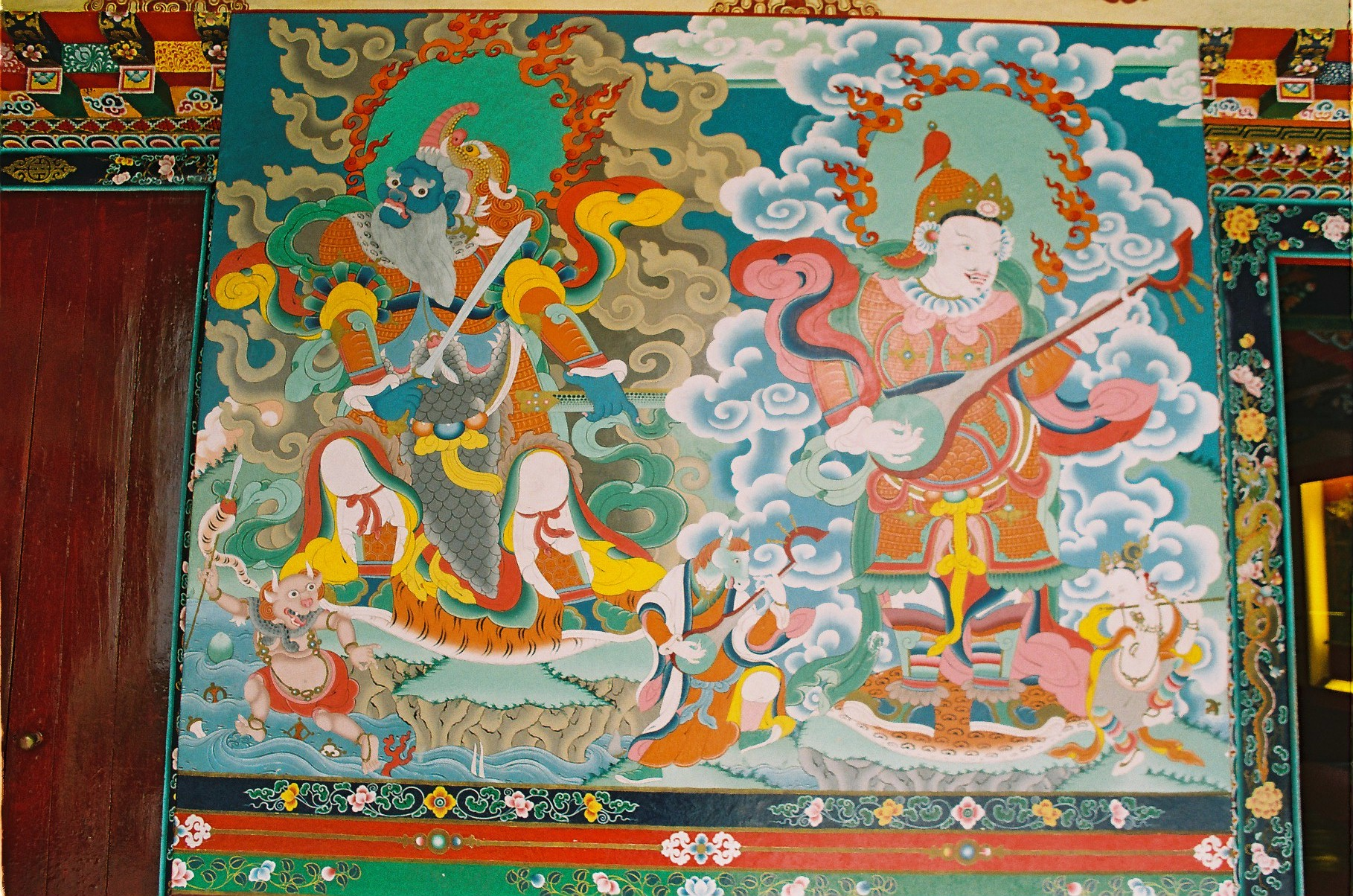
Une thangka peinte au Sikkim.

L'art tibétain est intrinsèquement lié au bouddhisme tibétain : cela explique que les œuvres représentent généralement des divinités bouddhiques sous diverses formes allant de statues en bronze doré et de sanctuaires à des thangkas et des mandalas de sables colorés.
Les arts Regong, nés dans ce qui est aujourd'hui la préfecture autonome tibétaine de Huangnan, ont été inscrits en 2009 sur la liste représentative du patrimoine culturel immatériel de l’humanité.
La sculpture des statuettes en bronze doré constitue ce qu'on appelle l'art sino-tibétain.

### Architecture

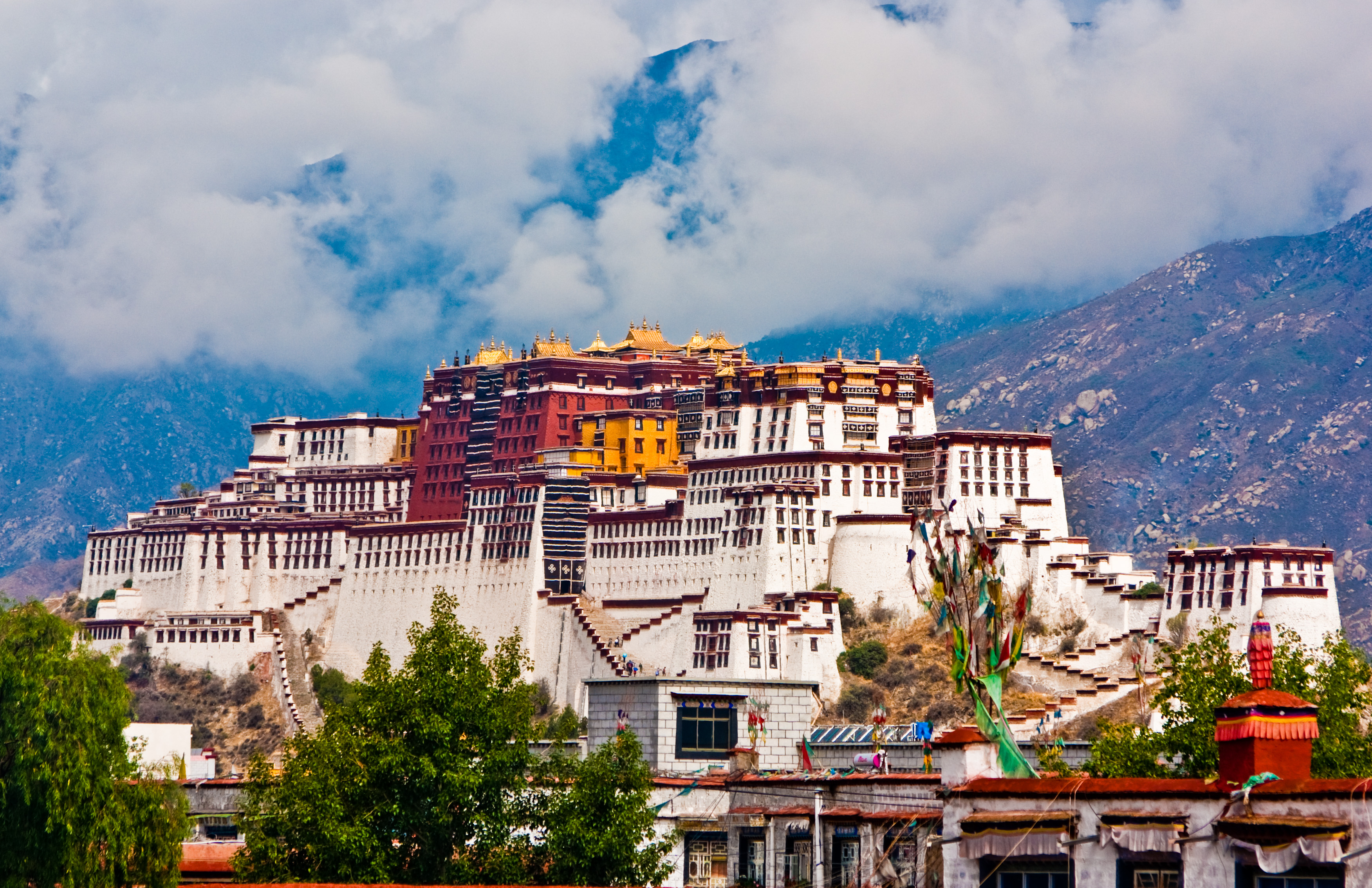
Le palais du Potala.

L'architecture religieuse tibétaine a subi des influences orientales et indiennes, et reflète profondément l'approche bouddhiste. La roue bouddhiste, aux deux dragons, peut être vue sur presque chaque monastère du Tibet. La conception des chörtens tibétains peut varier, depuis des murs arrondis dans le Kham à des formes carrées et des murs à quatre côtés au Ladakh.

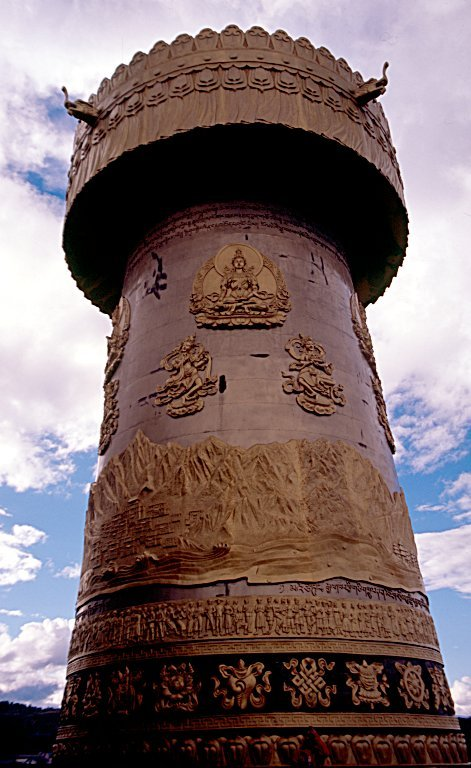
Tour d'une dizaine de mètres de haut, tournée par les moines et les visiteurs bouddhistes, à Zhongdian, Xianggelila.

L'architecture tibétaine est caractérisée par la construction fréquente des maisons et des monastères sur des sites élevés et ensoleillés face au sud, et par la combinaison de divers matériaux : pierre, bois, ciment et terre. Les techniques de construction permettent de pallier la rareté des combustibles utilisés pour le chauffage : toits plats pour préserver la chaleur et fenêtres multiples pour laisser entrer la lumière du soleil. Les murs sont habituellement inclinés de dix degrés vers l'intérieur et soutenus par des gros piliers faits de troncs d'arbres massifs, à titre de précaution contre les tremblements de terre, fréquents dans ce secteur montagneux.
Avec ses 117 mètres de hauteur et 360 mètres de largeur, le palais du Potala est considéré comme l'exemple le plus important d'architecture palatiale tibétaine. Anciennement résidence du dalaï-lama, il comprend plus d’un millier de pièces réparties sur treize étages et abrite les sépultures des dalaï-lamas passés et des statues du Bouddha. Il est divisé en un palais Blanc extérieur, qui abritait les quartiers administratifs, et des Quartiers Rouges intérieurs, qui abritaient la salle de réunion des Lamas, les chapelles, 10 000 sanctuaires et une importante bibliothèque contenant les écritures bouddhistes.

### Musique

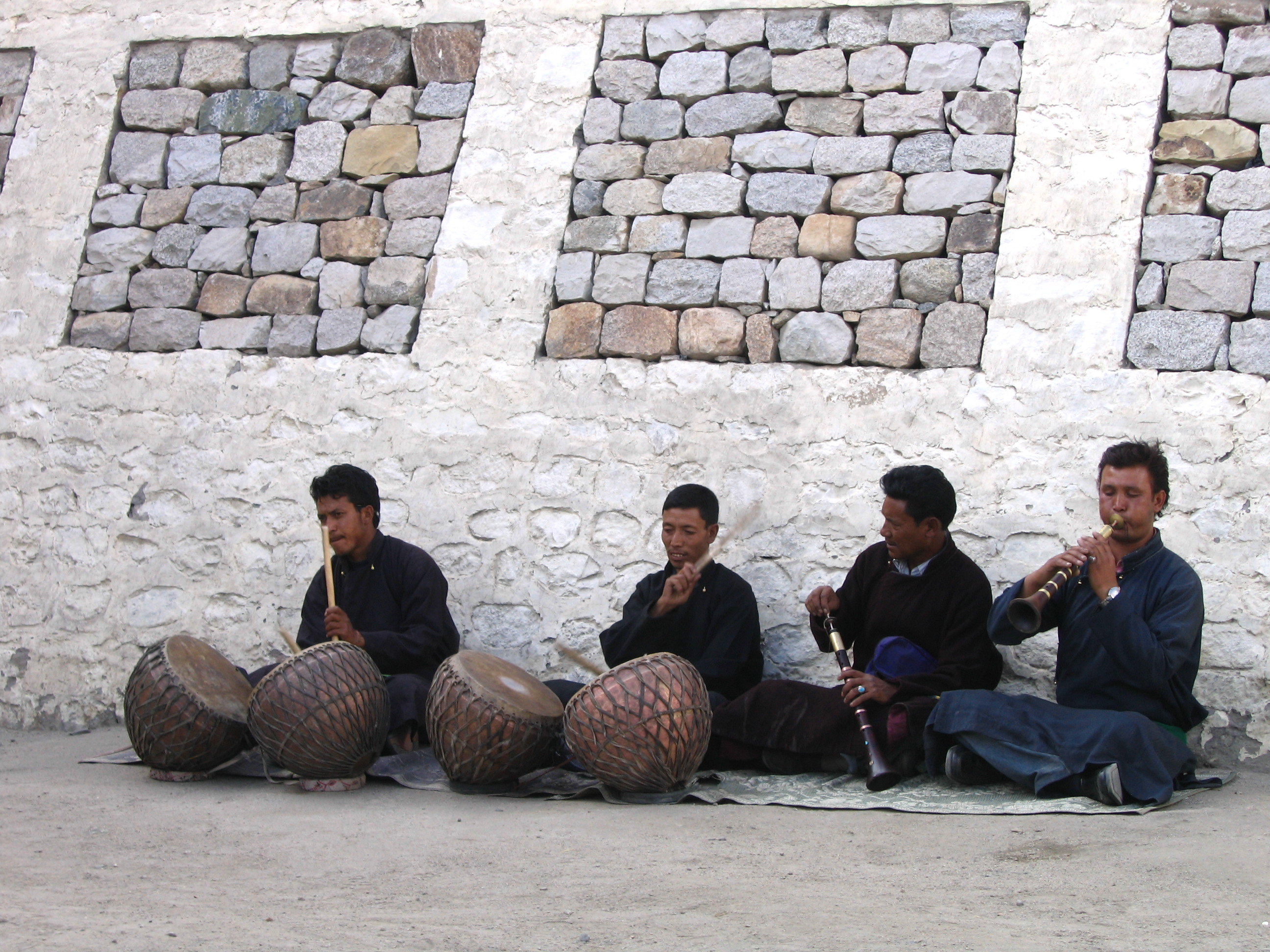
Musiciens dans les rues du Ladakh en Inde du nord.

La musique tibétaine reflète l'héritage culturel de la région himalayenne, centrée sur le Tibet mais aussi sur les régions où l’on trouve des groupes ethniques Tibétains : en Inde, au Bhoutan, au Népal ainsi qu’à l'étranger. Elle est avant tout religieuse, reflétant l'influence profonde du bouddhisme tibétain sur la culture, quoique de nombreux éléments chamaniques subsistent. La musique tibétaine, sous la forme de chants en tibétain ou en sanscrit, fait partie intégrante de la religion. Ces chants complexes, souvent des récitations de textes sacrés, sont également pratiqués lors de la célébration de divers festivals. Le chant yang, exécuté sans moment de mesure, est accompagné de tambours et à un niveau bas, de syllabes soutenues. Il existe également des styles spécifiques à diverses écoles de bouddhisme tibétain, comme la musique classique populaire des Gelugpa, et la musique romantique des Nyingmapa, Sakyapa et Kagyupa.
Une autre forme de musique populaire est le style classique Gar, qui est exécuté pour les rites et les cérémonies. La musique Lu fait appel à un type de chansons qui présentent des vibrations glottales et aigües. Il y a aussi les chants épiques de héros du Tibet, comme l’épopée de Gesar de Ling.

### Festivités
La culture Tibetaine comporte diverses fêtes organisées en général en l'honneur de Bouddha.
- Losar est la fête du Nouvel An tibétain ;
- La fête de prière de Monlam se déroule durant le premier mois du calendrier tibétain. Durant cette fête, la population se réunit pour danser, participer à des événements sportifs et partager des pique-niques.
- La fête de l'extension des peintures du Bouddha se déroule du 14e au 16e jour du 5e mois lunaire tibétain.
- La fête de la Fumigation au monde se déroule le 15e jour du 5e mois, au milieu la fête de l'extension des peintures du Bouddha.

### Accusation de «génocide culturel»

#### Exposé de la question
Selon l'architecte André Alexander, la majorité des monuments tibétains furent détruits entre 1959 et les années 1970. Pour les tibétologues Amy Heller et Anne-Marie Blondeau, il faut distinguer entre la politique culturelle officielle, son application et la façon dont elle est perçue au quotidien sur le terrain. Lors de la révolution culturelle, partout en Chine les valeurs culturelles ont été détruites, mais au Tibet ces destructions ont été particulièrement importantes. Or la culture au Tibet était essentiellement liée à la religion, principalement bouddhique, et aux structures sociales. Ainsi de nombreuses manifestations culturelles ont disparu ou ont été dénaturées. Par ailleurs le gouvernement chinois a comme objectif la « laïcisation des Tibétains, ce qui est complètement antinomique avec la culture tibétaine traditionnelle ». C'est pourquoi si les fêtes populaires sont autorisées, c'est « pour en faire de simples manifestations folkloriques ».
Elle serait également due à une désacralisation de certains aspects de cette culture qui leur ferait perdre leur signification originelle. Selon le TCHRD, les monastères au Tibet servent souvent davantage un intérêt touristique que spirituel. Selon le linguiste Nicolas Tournadre « En moins de cinquante ans, la langue tibétaine est devenue une langue menacée, condamnée à un déclin irréversible, voire à la disparition en deux générations si la politique linguistique actuelle est maintenue. La responsabilité du gouvernement régional et du gouvernement central est, dans ce domaine, évidente ».
En novembre 2011, le 14e dalaï-lama a dénoncé le génocide culturel au Tibet mené par la Chine comme étant à l'origine de la vague d'immolations de Tibétains. En effet, onze moines et nonnes se sont immolés en 2011 dans la région du monastère de Kirti dans la préfecture autonome tibétaine et qiang de Ngawa et dans la préfecture autonome tibétaine de Garzê au Sichuan et au moins sept d'entre eux sont décédés. À ces immolations s'est ajouté un autre geste désespéré en Inde devant l'ambassade de Chine à New Delhi.

#### Critiques et réfutations
Ce discours sur la mort annoncée de la langue tibétaine tranche avec le fait que le Tibet culturel ou ethnographique dispose de trois chaînes télévisées, une pour chacun des trois dialectes tibétains parlés. Lhassa et la région autonome du Tibet possèdent une chaîne de télévision en langue tibétaine qui émet 24 heures sur 24 depuis le 1er octobre 2007. À sa création en 1999, elle n'émettait que 11 h par jour. Il existe une deuxième chaîne en langue tibétaine au Qinghai, en dehors de la région autonome. Enfin, une troisième chaîne de télévision par satellite, destinée aux 2,4 millions de Tibétains parlant le dialecte khampa, a été inaugurée le 28 octobre 2009, à Chengdu, capitale de la province du Sichuan. Elle émet 6 h et demi à 18 h par jour,.
En 2008, le professeur Robert Barnett, de l'université Columbia aux États-Unis, déclare qu'il faut en finir avec l'idée que les Chinois sont mal intentionnés ou qu'ils essaient de faire disparaître le Tibet. Dans un compte rendu d'ouvrage qu'il écrit pour la revue New York Review of Books, il évoque la question suivante : « si la culture tibétaine à l'intérieur du Tibet est en train d'être prestement annihilée, comment se fait-il que tant de Tibétains de l'intérieur paraissent malgré tout avoir une vie culturelle plus dynamique – à preuve la centaine de revues littéraires en tibétain – que celle de leurs homologues exilés ? ».

### Éducation

#### Éducation tibétaine traditionnelle

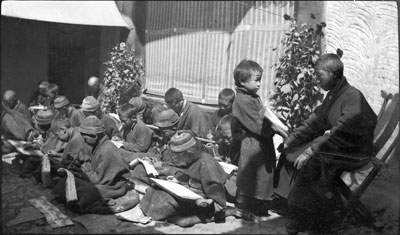
École à Lhassa en 1922, un garçon montre ses écrits à un professeur.

Avant que l'organisation de l'enseignement soit totalement transformée par les Chinois dans les années 1950, mais aussi par les Tibétains en exil en Inde dont l'enseignement attire chaque année un nombre important de jeunes Tibétains vers l'exil, trois modes d'enseignement collectif coexistaient au Tibet : l'enseignement bouddhiste assuré dans les monastères, l'enseignement officiel organisé par le gouvernement tibétain et enfin l'enseignement privé,.
L'enseignement des métiers manuels s'effectuait le plus souvent par transmission de père en fils, mais également par formation interne au sein des ateliers. Bien que l'on ne dispose pas de statistiques précises sur le nombre d'écoles et le nombre d'élèves au sein des monastères bouddhistes, il est cependant certain que cette forme d'enseignement était largement prépondérante, mais qu'elle ne prenait en charge qu'une partie des enfants tibétains, ceux qui y étaient envoyés par leurs parents pour devenir moines,, ; le chiffre de moins de 2 % d'enfants scolarisés est avancé par des sources chinoises. Selon le gouvernement tibétain en exil, avant 1959, on comptait 592 000 moines, tandis que le nombre de nonnes étaient de 27 000, soit au total près de 10 % de l'ensemble des Tibétains. Ces écoles donnaient aux élèves, aux jeunes moines et nonnes bouddhistes, une formation religieuse, philosophique et artistique, et leur enseignaient également la lecture et l'écriture de la langue tibétaine, ainsi que les bases de la médecine tibétaine traditionnelle et du calendrier tibétain.
L'enseignement officiel, organisé par le gouvernement tibétain autour de 3 centres principaux, était destiné essentiellement à la formation des futurs cadres du pays, à celle des médecins et des spécialistes du calendrier astronomique. L'école de Tse, située au sommet du palais du Potala et fondée par le 7e dalaï-lama, formait les cadres du gouvernement du Tibet. Les diplômés de cette école qui désiraient travailler dans la fonction publique devaient suivre un enseignement plus poussé dans une école religieuse. Les fonctionnaires laïcs étaient principalement formés à l'école de Tse. Selon le gouvernement chinois, les futurs cadres étaient pratiquement tous issus de familles nobles, alors que les études médicales étaient ouvertes à tous.
Selon des sources chinoises, il existait une seule école de formation des cadres destinée aux laïcs, sise à Lhassa, qui comptait une vingtaine d'élèves, et deux écoles destinées aux religieux, l'une à Lhassa, et l'autre à Xigaze. L'enseignement des futurs cadres laïcs comprenait l'éthique, la grammaire et l'écriture de la langue tibétaine, la composition des documents officiels et les techniques de calcul et de recouvrement des taxes. L'enseignement des futurs cadres religieux comprenait les cérémonies religieuses, les écritures et objets bouddhistes, la grammaire tibétaine, la composition des documents officiels et les mathématiques,.
L'enseignement destiné aux futurs spécialistes de la médecine et du calendrier astronomique tibétains était délivré par plusieurs écoles, notamment l'Institut Chakpori de médecine tibétaine fondé au XVIIe siècle par le 5e dalaï-lama et son régent Sangyé Gyatso, qui fut détruit en 1959 par l'armée chinoise, ainsi qu'au Men-Tsee-Khang de Lhassa, fondé en 1916 par le 13e dalaï-lama, Thubten Gyatso,,. Cet établissement sera fermé par les communistes, et les médecins tibétains comme Tenzin Choedrak emprisonnés.
Les familles nobles ou aisées avaient fréquemment recours à des précepteurs qui étaient chargés de l'éducation de leurs enfants à domicile. Dans les villes les plus importantes (notamment Lhassa, Shigatse, Zedang et Gyangzê), des écoles privées ont été créées. Celles-ci, au nombre d'une dizaine dans les années 1840, se sont multipliées pour atteindre la centaine sous la république de Chine. La ville de Lhassa comptait au moins une vingtaine d'écoles privées renommées, comme Dakang ou Gyiri,,. Les Britanniques ont ouvert un dispensaire dans la ville de Gyantsé après la signature des traités consécutifs à leur intervention militaire de 1904. C'est dans cette même ville qu'en 1923, le 13e dalaï-lama a établi la première école anglaise, qui a dû fermer en 1926, selon Jérôme Edou et René Vernadet en raison de l'opposition des monastères,. La tentative de généraliser l'enseignement primaire voulue par le 13e dalaï-lama, Thubten Gyatso date de son retour d'exil en Inde, après la chute de la dynastie chinoise Qing en 1911. Il décida d'instituer un enseignement obligatoire de la langue tibétaine pour tous les enfants âgés de 7 à 15 ans, mais se heurta à l'opposition des monastères. Une école anglaise s'ouvrit à Lhassa en 1944, mais cette tentative fut aussi sans lendemain, cependant que quelques Tibétains envoyaient leurs enfants dans les écoles occidentales en Inde,,.

#### Éducation tibétaine contemporaine

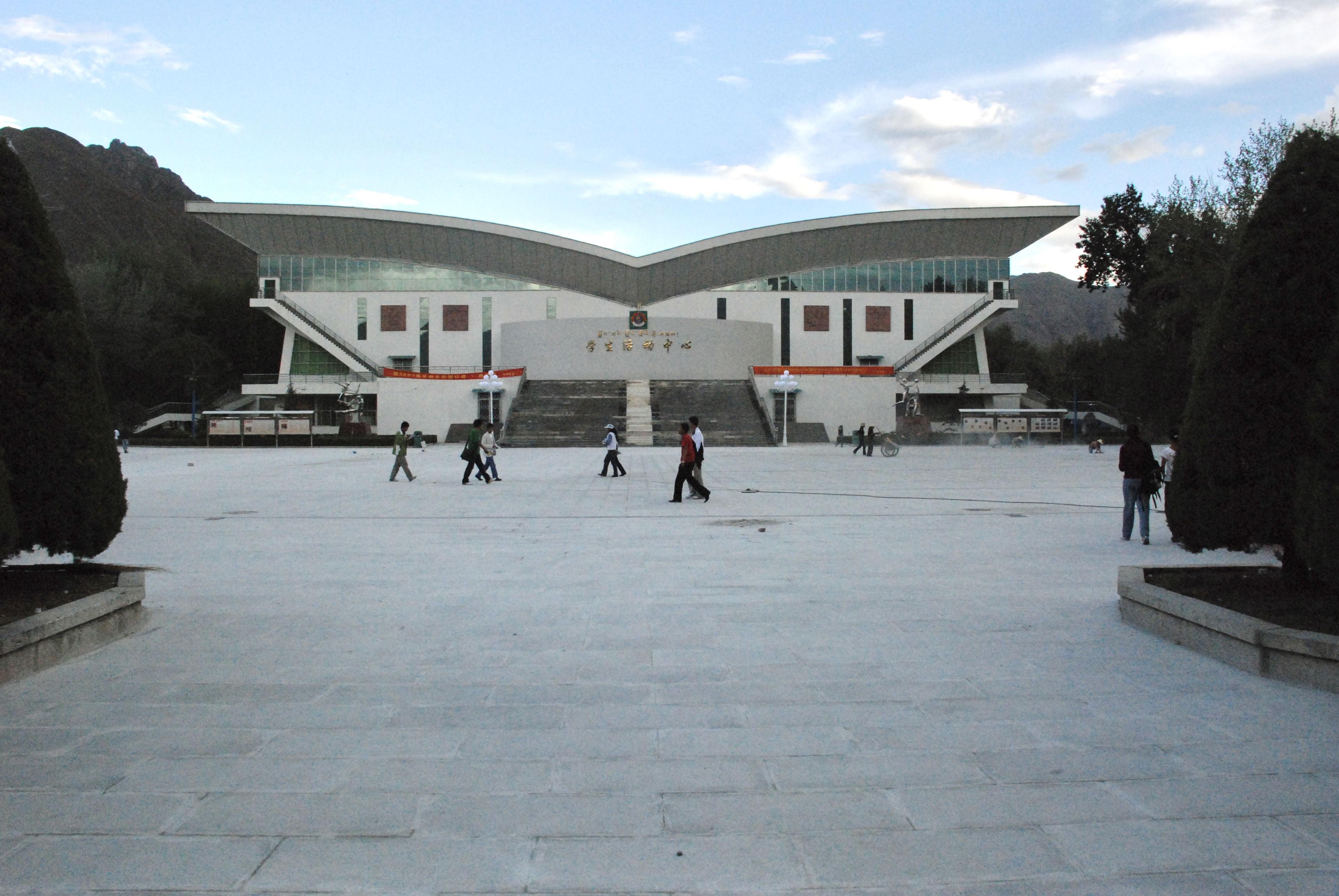
Auditorium de l'université du Tibet (2007).

Selon Michael Harris Goodman, les habitants de Lhassa constatèrent que les écoles primaires chinoises nouvellement ouvertes (dans les années 1950) étaient des instruments de propagande communiste anti-tibétaine.
Selon Rong Ma, un système éducatif moderne commence à être mis en place, principalement à partir de 1959. Toutefois, il est interrompu à partir de 1966, à cause de la révolution culturelle. Ce n'est qu'en 1976 qu'il est rétabli. Dans le quart de siècle qui suit, la région autonome du Tibet se dote d'un système éducatif complet, allant de l'école primaire à l'université. Depuis 1985, les frais de scolarité ainsi que la nourriture et le logement sont gratuits dans le primaire et le secondaire pour les élèves issus de familles d'éleveurs tibétains.
Pour Catriona Bass, en 1999 les progrès des autorités chinoises pour améliorer l'éducation au Tibet depuis 1950 étaient très inférieurs à ceux réalisés dans le reste de la Chine. De même, pour Vegard Iversen en 2002 les rapports sur l'éducation au Tibet contredisent les déclarations des autorités chinoises qui affirment poursuivre des efforts sérieux pour le développement du Tibet.

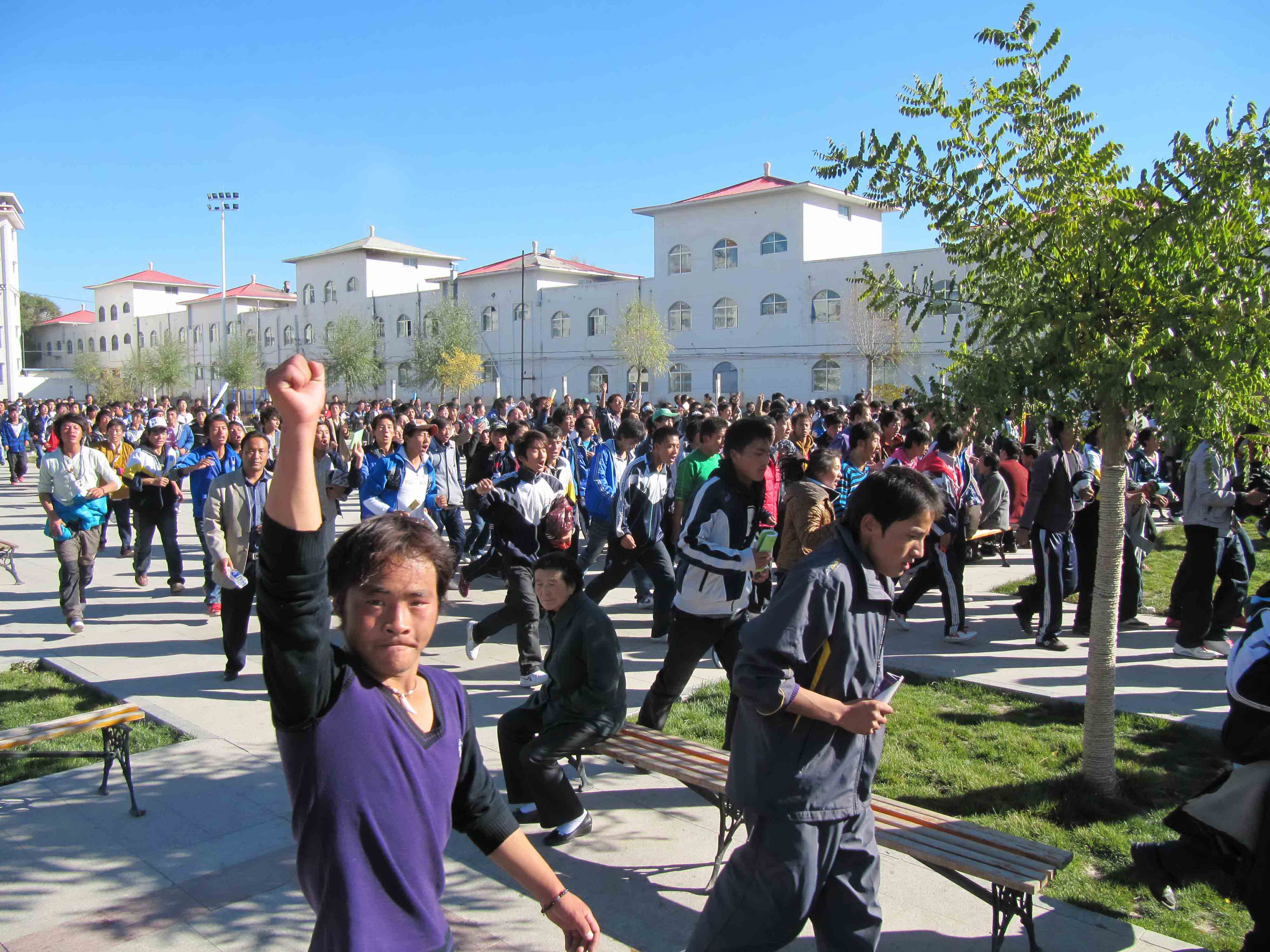
Manifestation de lycéens pour la défense du tibétain (2010).

En 2010 et 2012, des lycéens ont manifesté pour la défense de la langue tibétaine dans les préfectures autonomes tibétaines du Golok, du Hainan et du Huangnan,.

#### Thématiques majeures
- Histoire du Tibet
- Société tibétaine
- Géographie du Tibet, Géographie de la Chine
- Groupes ethniques de la partie chinoise du plateau du Tibet
- Empire tibétain
- Bouddhisme tibétain, Karmapa
- Dalaï-lama
- Panchen-lama
- Lhassa et Palais du Potala
- Route de l'amitié (Chine-Népal)

#### Sujets secondaires
- Sengo, nomades tibétains
- Camp de base de l'Everest
- Histoire de l'exploration du Tibet
- Ce qu'il reste de nous, film documentaire français sur le peuple tibétain (2004)
- Tsampa
- film de Jean-Jacques Annaud, avec Brad Pitt : Seven Years in Tibet, en français : Sept ans au Tibet
- film de Martin Scorsese, "Kundun", 1998 (la vie du 14e Dalaï Lama).
- Zhongchagou (Aba, Sichuan), petit village tibétain du Sichuan en Chine, connaissant un récent développement touristique.